# FFH-Gebiet Küstenbereiche der Flensburger Förde von Flensburg bis Geltinger Birk
Das FFH-Gebiet Küstenbereiche der Flensburger Förde von Flensburg bis Geltinger Birk ist ein NATURA 2000-Schutzgebiet in Schleswig-Holstein und der nördlichste Teil der „Landschaft Schleswig-Holsteinische Ostseeküste“, der aus naturfachlicher Bewertung heraus laut Landschaftssteckbrief des Bundesamtes für Naturschutz zur Kategorie „Schutzwürdige Landschaft mit Defiziten“ zählt. Ein Teilgebiet ist die Meeresfläche der Ostsee. Ein Teil der Wasserfläche vor der Geltinger Bucht und der Geltinger Birk überschneidet sich mit dem europäischen Projekt „Baltic Sea Protected Area (HELCOM)“. Die Behörde mit Sitz in Helsinki berichtet an die Umweltdatenbank der UN (UNEP). Es ist ein grenzübergreifendes Projekt mit dem Königreich Dänemark und besteht aus 14 Schutzgebieten. In diesem Artikel wird nur auf den bundesdeutschen Teil Bezug genommen.

## FFH-Gebietsgeschichte und Naturschutzumgebung

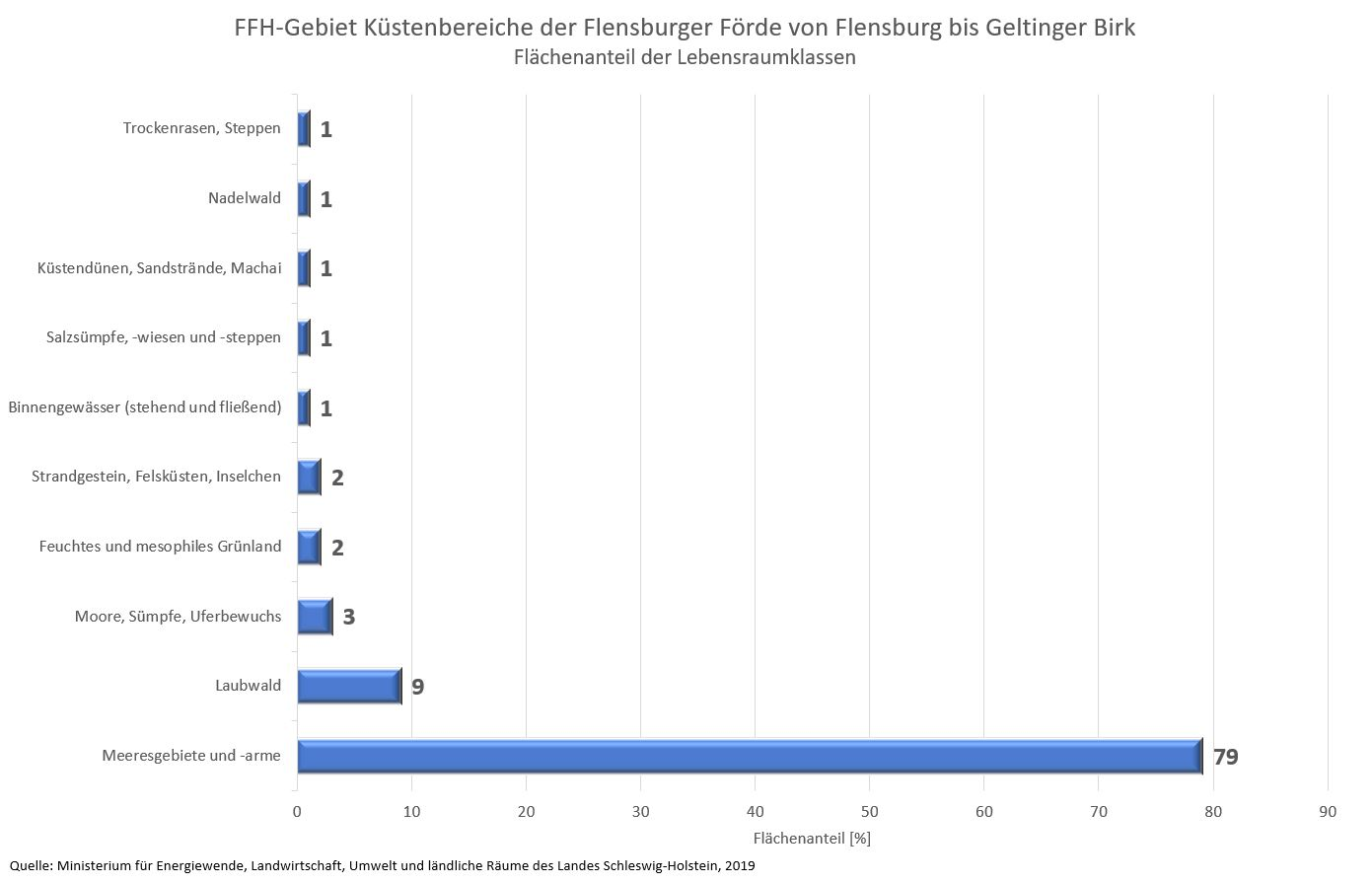
Diagramm 1: FFH-Lebensraumklassen

Der NATURA 2000-Standard-Datenbogen für dieses FFH-Gebiet Küstenbereiche der Flensburger Förde von Flensburg bis Geltinger Birk wurde im Februar 2006 vom Landesamt für Landwirtschaft, Umwelt und ländliche Räume (LLUR) des Landes Schleswig-Holstein erstellt, im August 2000 der Naturschutzbehörde der EU als Gebiet von gemeinschaftlicher Bedeutung (GGB) vorgeschlagen, im November 2007 von der EU als GGB bestätigt und im Januar 2010 national nach § 32 Absatz 2 bis 4 BNatSchG in Verbindung mit § 23 LNatSchG als besonderes Erhaltungsgebiet (BEG) bestätigt. Die Managementpläne für die Teilgebiete sind zu unterschiedlichen Zeitpunkten veröffentlicht worden, siehe unten. Das FFH-Gebiet überschneidet sich flächenmäßig mit einer Vielzahl von Naturschutz-, Landschaftsschutz- und Vogelschutzgebieten. Einzelheiten hierzu, siehe Managementpläne der Teilgebiete. Die maritimen Lebensraumklassen nehmen die größte Fläche im FFH-Gebiet ein, siehe Diagramm 1.

## FFH-Erhaltungsgegenstand
Die Größe des FFH-Gebietes von gut 10 km² bei einer max. Ausdehnung von 34 km ergibt eine Vielzahl von Erhaltungsgegenständen. Gelistet sind 30 „Lebensraumtypen von besonderer Bedeutung“, davon 7 prioritäre Lebensraumtypen (LRT). Dazu kommen noch 4 Arten von „besonderer Bedeutung“. Die Liste wird vervollständigt durch 2 „Lebensraumtypen von Bedeutung“ und 1 „Art von Bedeutung“. Die Flensburger Förde ist erdgeschichtlich gesehen eine junge Landschaft. Ihre heutige Form erlangte sie erst vor 6500 Jahren mit dem Ende der Littorina-Transgression, innerhalb der die bis dahin trockene Förde durch den Anstieg der Ostsee sich mit Wasser füllte.

## FFH-Erhaltungsziele
Ziele sind die Erhaltung und ggf. Wiederherstellung der o. a. Erhaltungsgegenstände. Für das Gesamtgebiet sind diese im Amtsblatt für Schleswig-Holstein Ausgabe Nr. 39/40 Kiel, 2. Oktober 2006 niedergelegt.

### Übergreifendes Ziel
Erhaltung der bestimmenden Lebensräume von der Küste bis ins Wasser.

### FFH-Ziele für Lebensraumtypen und Arten von besonderer Bedeutung
Beispielhaft sei hier der Lebensraumtyp 1230 „Atlantik-Felsküsten und Ostsee-Fels- und -Steilküsten mit Vegetation“ genannt:
Bewahrung und ggfs. Erneuerung
- der Dynamik der Fels- und Steilküsten mit den für den Lebensraum charakteristischen Formationen,
- der Flächen ober- und unterhalb der Steilküsten, um natürlichen Erdabtrag sicherzustellen,
- der möglichst natürlichen Ablagerungsdynamik, Strömungsausbildung am Ufer der Steilküsten,
- der für diesen Lebensraum charakteristischen Formationen.

In gleicher Art und Weise erfolgt dies für alle anderen FFH-Erhaltungsgegenstände.

## FFH-Managementpläne der Teilgebiete
In einem FFH-Managementplan werden Maßnahmen zur Erhaltung und Entwicklung der FFH-Erhaltungsziele festgelegt. Angesichts der Größe und Vielfältigkeit des beschriebenen FFH-Gebietes geschieht dies auf der Ebene der Teilgebiete. Die Teilgebiete werden in der Folge von West nach Ost im Einzelnen behandelt.

### Teilgebiet „Kluesries“
Das „Teilgebiet Kluesries“ liegt am Nordrand der Stadt Flensburg im Stadtbezirk Klues und umfasst den östlichen Randbereich des Waldes Kluesries (auch: Klueser Wald genannt) sowie das Fördeufer Ostseebad. (Karte 153-1123-393p). Der Geltungsbereich des Managementplans bezieht sich nur auf den Strandabschnitt zwischen der Seebrücke von Ostseebad und der Marina Wassersleben.

#### Gebietscharakteristik
Das Teilgebiet „Kluesries“ ist ca. 280 ha groß, wobei der größte Teil aus Wasserfläche besteht. Auf der Landseite überwiegt die bewaldete Fläche. 11,2 % ist Eigentum des Landes Schleswig-Holstein. Der in diesem Plan behandelte landseitige Teilbereich mit einer Größe von 14,8 ha des Landes ist Eigentum der Stadt Flensburg.

#### Gebietsbeschreibung und Geltungsbereich
Das Gebiet besteht als Lebensraumtyp meistens aus Waldmeister-Buchenwald mit Rotbuchen, Esche und Berg-Ahorn. Der Boden wird von Waldmeister, Scharbockskraut und Gewöhnliches Hexenkraut bedeckt. An einigen Orten kommt Wald-Schwingel, Efeu und Buschwindröschen vor. Als Fließgewässer durchquert der Moorbach das südliche Gebiet. Nördlich der mit Wald bedeckten Steilküste beginnt ein Strandabschnitt mit Promenade und einer Grünanlage.

#### Schutzstatus
Das FFH-Gebiet unterliegt dem Verschlechterungsverbot nach § 33 Abs. 1 BNatSchG. Innerhalb des FFH-Gebietes befinden sich gesetzlich geschützte Biotope in Form von Quellbereichen und natürlichen und naturnahen Bächen. Handlungen, die zu einer Zerstörung oder sonstigen erheblichen Beeinträchtigung dieser gesetzlich geschützten Biotope führen können, sind verboten (§ 30 Abs. 2 Satz 1 BNatSchG in Verbindung mit § 21 LNatSchG).Nach § 61 BNatSchG i. V. m. § 35 des LNatSchG besteht entlang der Küstenlinie landwärts ein 150 m breiter Schutzstreifen, in dem keine baulichen Anlagen errichtet oder wesentlich verändert werden dürfen. Das Teilgebiet befindet sich im Landschaftsschutzgebiet der Stadt Flensburg – Landschaftsteil „Kluesrieser Gehölz mit Fördeufer Wassersleben-Ostseebad“ (Verordnung vom 14. März 2001) und liegt im Schwerpunktbereich des landesweiten Biotopverbundsystems Nr. 529 „Wälder nördlich Flensburg (Kluesries, Riesholz)“ (Landschaftsrahmenplan Stand Januar 2020).

#### FFH-Erhaltungsgegenstand
Auf dem Gebiet sind drei FFH-Lebensraumtypen gefunden worden:
- 1220 Mehrjährige Vegetation der Geröll-, Kies- und Blockstrände (Gesamtbeurteilung A)[23]
- 9130 Waldmeister-Buchenwälder (Gesamtbeurteilung B)[24]
- 2110 Primärdünen (Gesamtbeurteilung B)[25]

Tierarten nach Anhang II und IV FFH-Richtlinie sind nicht vorhanden.

#### FFH-Erhaltungsziel
Aus den o.g. FFH-Erhaltungsgegenständen sind alle drei als FFH-Erhaltungsziel übernommen worden:

##### 9130 Waldmeister-Buchenwald
Im Managementplan sind 7 Ziele für die Erhaltung des Lebensraums „Waldmeister-Buchenwald“ beschrieben.

##### 1220 Mehrjährige Vegetation der Kiesstrände
Im Managementplan sind 6 Ziele für die Erhaltung des Lebensraums „Mehrjährige Vegetation der Kiesstrände“ beschrieben.

##### 2119 Primärdünen
Im Managementplan sind 5 Ziele für die Erhaltung des Lebensraums „Primärdünen“ beschrieben.

#### Maßnahmen zur Erreichung der Erhaltungs- und Entwicklungsziele
Die Maßnahmen werden in einem Maßnahmenplan und einer Maßnahmenkarte festgehalten und ständig aktualisiert. Vorrangig ist hierbei, den aktuellen Stand trotz der starken Freizeitnutzung zu erhalten, invasive Arten zu bekämpfen und längerfristig den noch vorhandenen Bestand an Nadelhölzern durch Laubbäume zu ersetzen.

#### Verantwortlichkeiten
Zuständigkeit und Verantwortlichkeit liegen beim Technischen Betriebszentrum (TBZ) der Stadt Flensburg und bei der Bundeswasserstraßenverwaltung. Zuständige Naturschutzbehörde ist die Untere Naturschutzbehörde Flensburg.

#### Bildergalerie

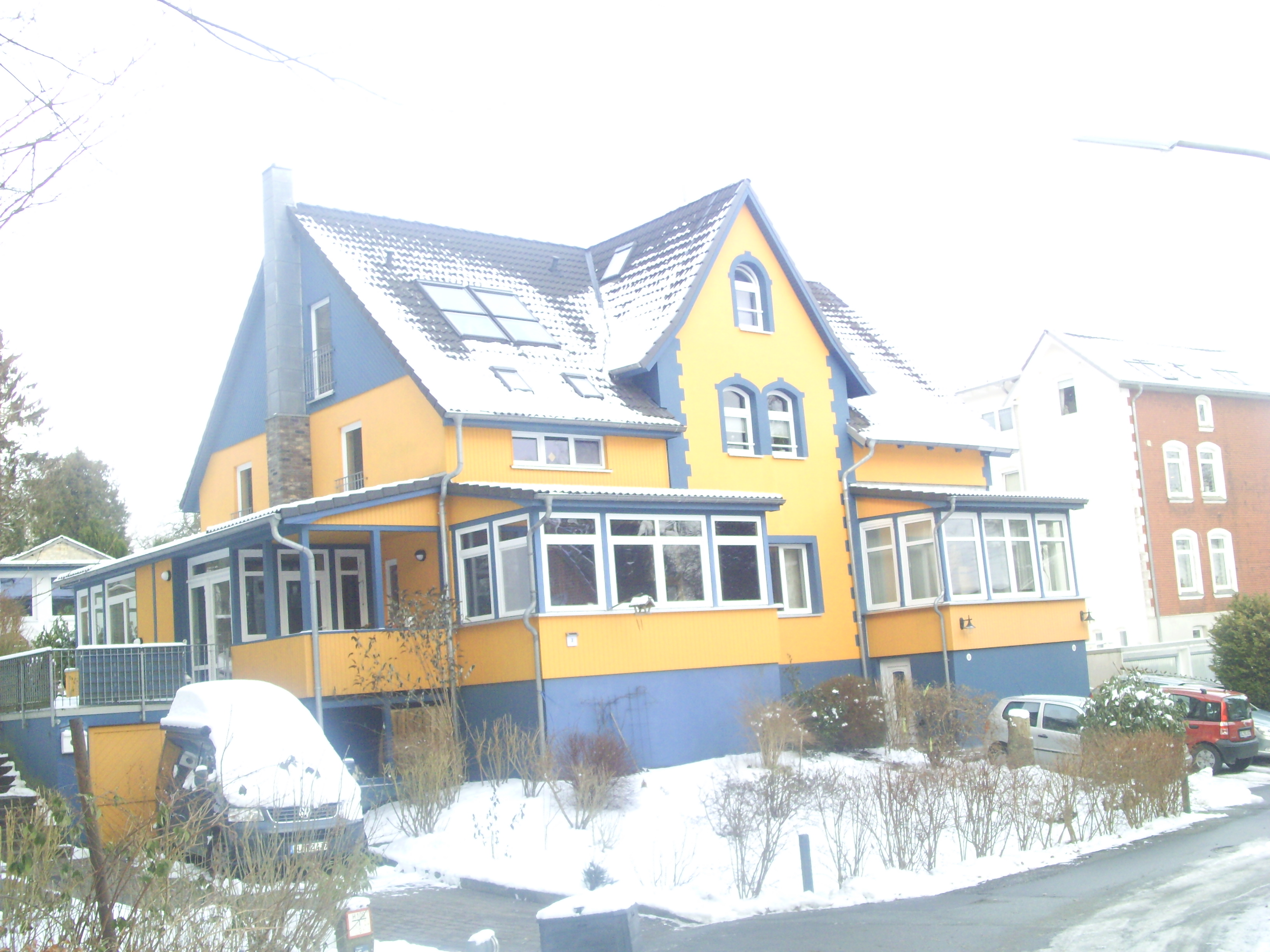
Forsthaus Kluesries
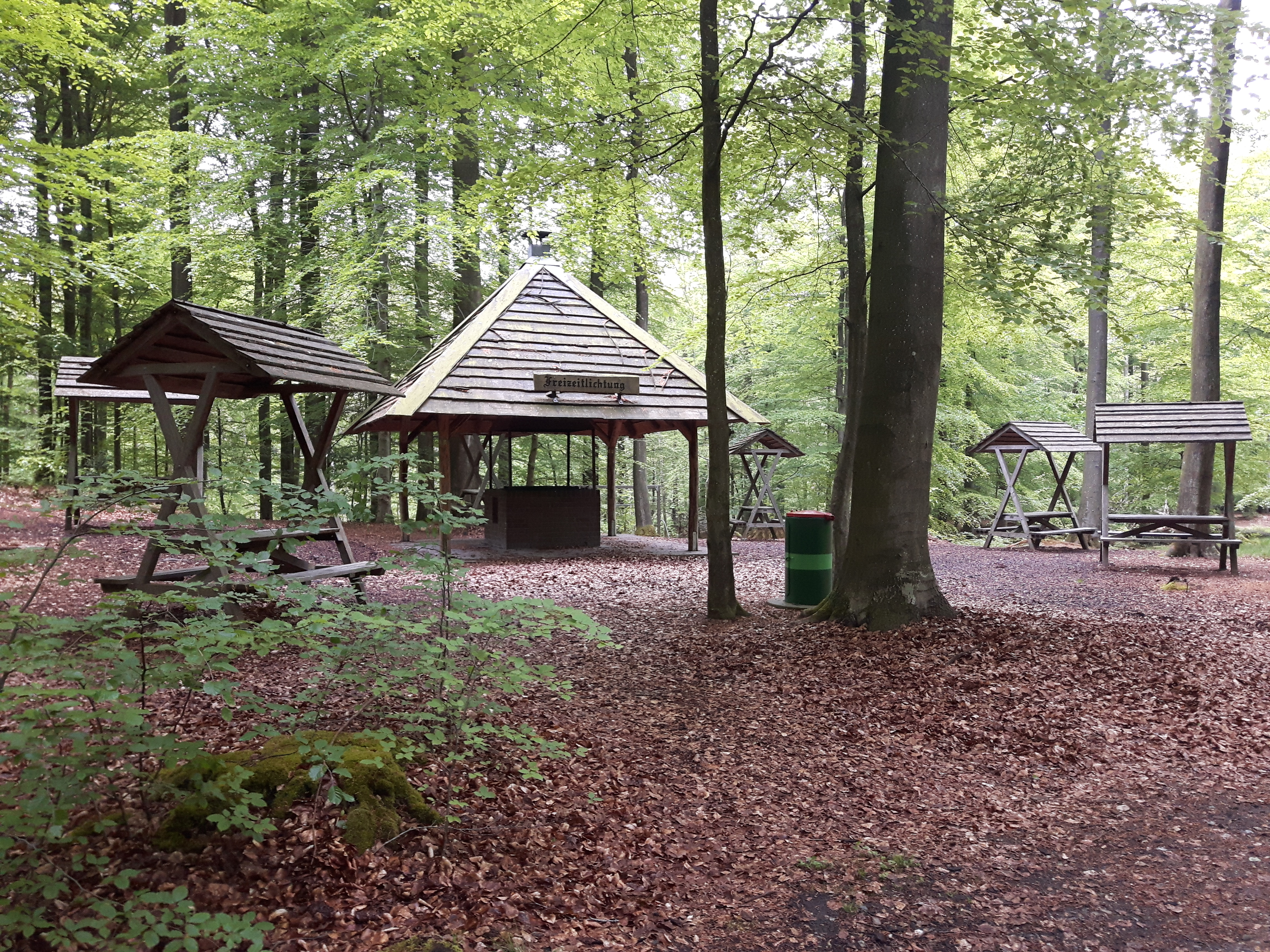
Erholungswald Wassersleben beim Kluesries
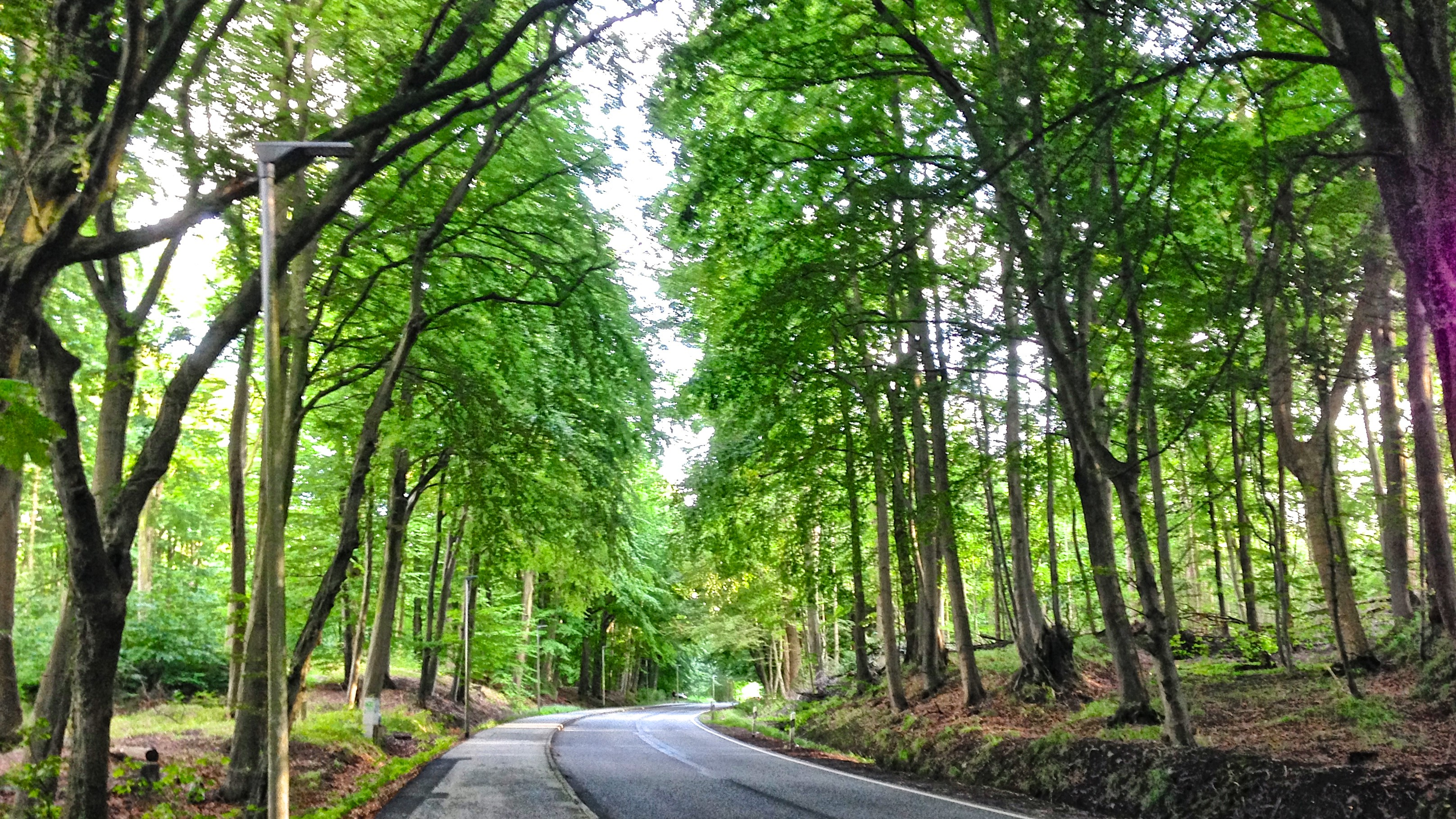
Die Apenrader Straße führt in Flensburg durch den Kluesries.
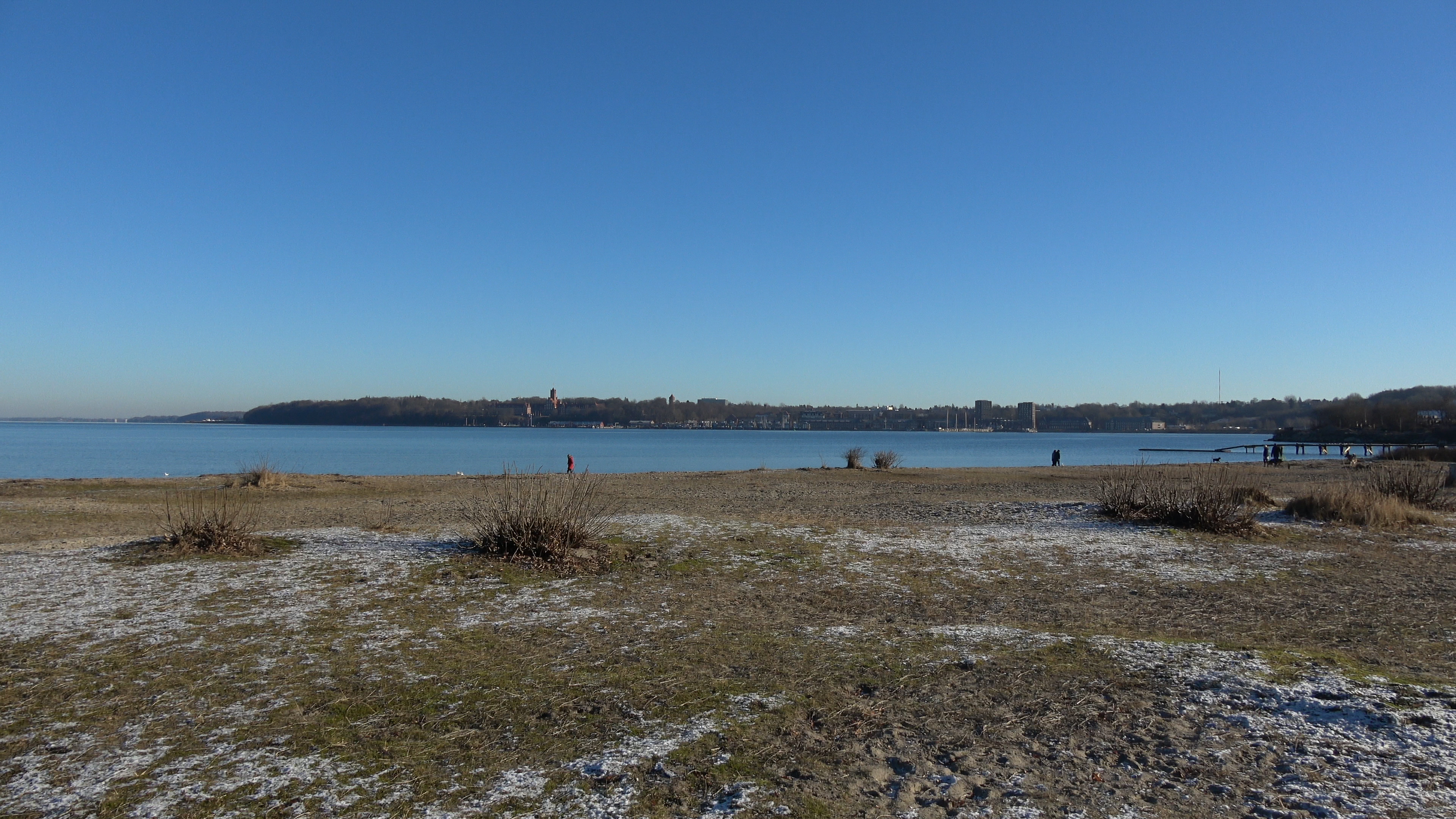
Strand am Ostseebad, Flensburg
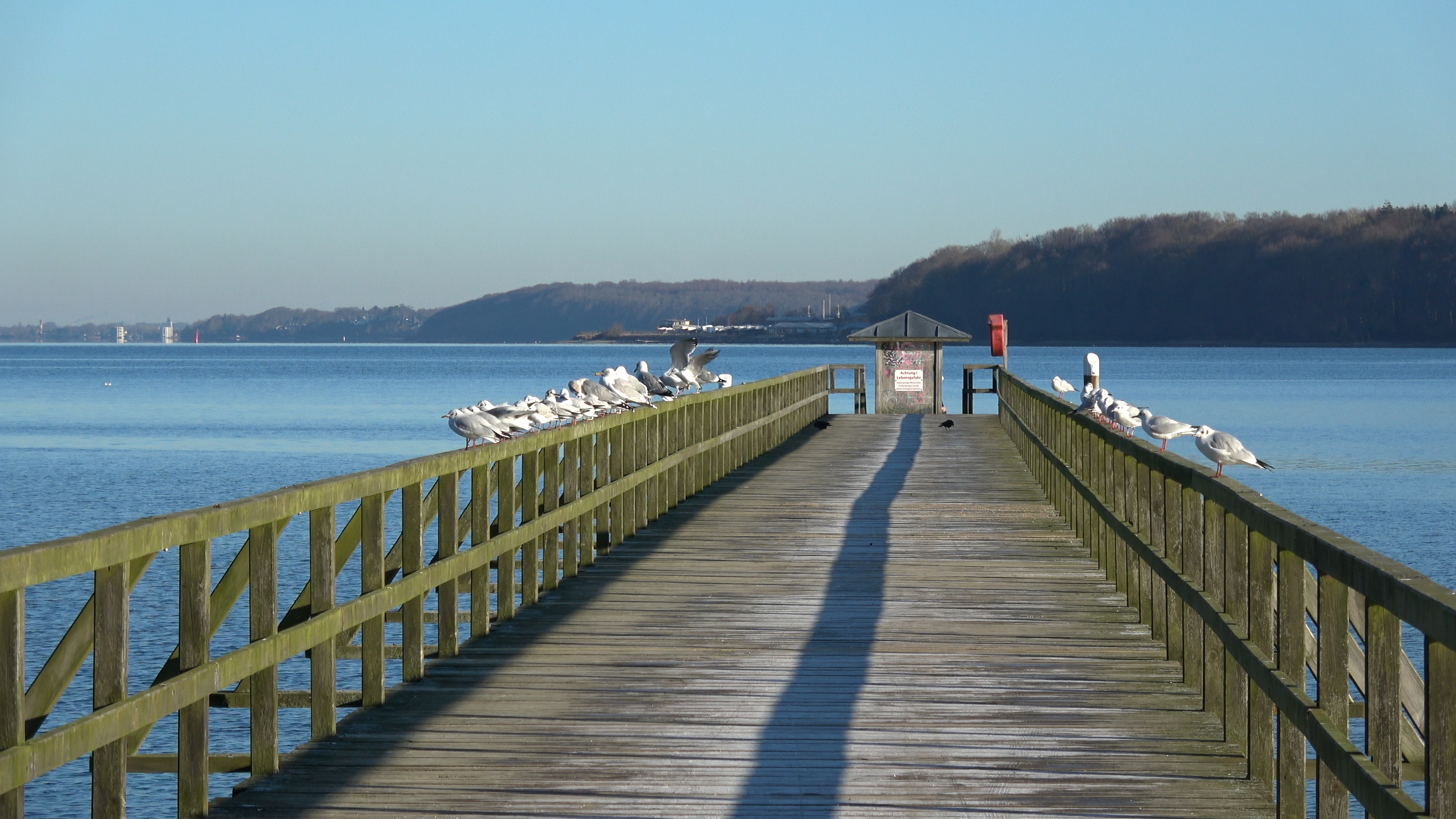
Seebrücke am Ostseebad, Flensburg
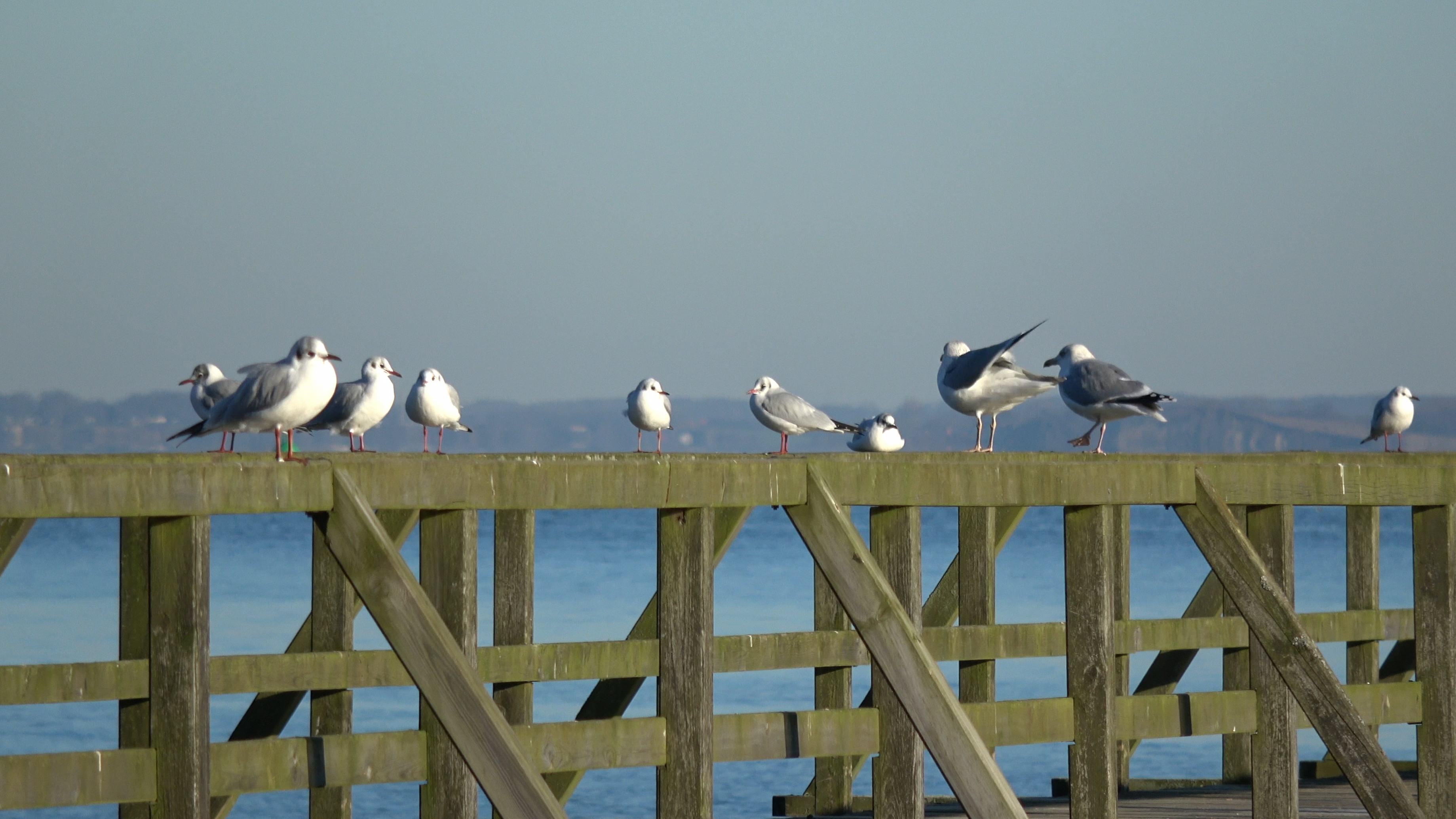
Lachmöwen auf der Seebrücke im Ostseebad, Flensburg

### Teilgebiet NSG Twedter Feld
Das Naturschutzgebiet Twedter Feld hat eine Fläche von 90 ha. Es befindet sich vollständig auf dem Flensburger Stadtgebiet

#### Gebietscharakteristik
Gut 50 % der Fläche besteht aus Wald mit Buchen, Stiel-Eichen, Ahorn, Erlen und Birken. Die andere Hälfte besteht im Wesentlichen aus Grünland, Knicks, und kleinen stehenden Gewässern. Das Gebiet ist durch Fuß-, Reit- und Radwege erschlossen. An den 10 Zugängen und innerhalb des Gebietes befinden sich Infotafeln, sowie Spender für das Faltblatt „Twedter Feld“ des Besucherinformationssystems (BIS) des Landesamtes für Landwirtschaft, Umwelt und ländliche Räume (LLUR) des Landes Schleswig-Holstein.

#### Einflüsse und Nutzungen
Das NSG Twedter Feld war bis in die 1990er Jahre ein Militärisches Sperrgebiet. Nach der Schließung des Truppenübungsplatzes wird es als Naherholungsgebiet der Flensburger Bevölkerung genutzt.

#### Schutzstatus
Wie alle FFH-Gebiete in Deutschland unterliegt das FFH-Gebiet „Küstenbereiche der Flensburger Förde von Flensburg bis Geltinger Birk“ dem Verschlechterungsverbot gem. § 33 Abs. 1 BNatSchG (siehe Ziffer 1.1). Das in diesem Plan behandelte Teilgebiet ist deckungsgleich mit den Grenzen des NSG „Twedter Feld“. Hier gilt nach § 23 BNatSchG, „dass alle Handlungen, die zu einer Zerstörung, Beschädigung oder Veränderung des Naturschutzgebietes oder seiner Bestandteile oder zu einer nachhaltigen Störung führen, nach Maßgabe näherer Bestimmungen verboten sind“. Einige Biotoptypen des Teilgebietes unterliegen dem gesetzlichen Biotopschutz nach § 30 BNatSchG i. V. m. § 21 LNatSchG. Die natürlichen Gewässer unterliegen dem gesetzlichen Biotopschutz nach § 30 Abs. 2, Nr. 1 BNatSchG. Vernässtes Grünland und Moore sind nach § 30 Abs. 2 Nr. 2 BNatSchG gesetzlich geschützt. Die an den Ufern der Gewässer vorhandenen Erlen- und Birkenbrücher sind nach Abs. 2, Nr. 4 BNatSchG geschützt. Vorhandene Heidflächen sind nach § 30 Abs. 2 Nr. 3 BNatSchG geschützt. Die für die Landschaft Angeln typischen Knicks sind nach § 21 LNatSchGgeschützt.

#### FFH-Erhaltungsgegenstand
Auf dem Gebiet gibt es:
- 9 FFH-Lebensraumtypen nach Anhang I[35] der FFH-Richtlinie
- 1 FFH-Arten nach Anhang II[36] und IV[37] der FFH-Richtlinie

als „Weitere Arten und Biotope“ im Sinne der Richtlinie wurden gefunden:
- 4 Lurcharten, (dazu zählen Frösche und Schlangen)
- 1 Falter
- 69 Pflanzen

#### FFH-Erhaltungsziele
Im Managementplan sind für 10 Lebensraumtypen Erhaltungsziele für das FFH-Gebiet festgelegt.

#### Analyse, Bewertung und Maßnahmen
Jedes dieser Ziele wurde eingehend analysiert, bewertet und ein gesonderter Maßnahmenkatalog erstellt. Zur besseren Übersichtlichkeit und als Arbeitspapier wurde zu den 18 Einzelmaßnahmen jeweils ein Maßnahmenblatt erstellt und in einer Maßnahmenkarte festgehalten.
1. Maßnahmenblatt Nr. 6.2.1: Pflege und Entwicklung der Heide- und Borstgrasrasenflächen[41]
2. Maßnahmenblatt Nr. 6.2.2: Pflege der Übergangs- und Schwingrasenmoore durch Mahd oder Beweidung[42]
3. Maßnahmenblatt Nr. 6.2.3: Beibehaltung der Nichtnutzung der Waldbestände[43]
4. Maßnahmenblatt Nr. 6.2.4: Gehölzrückschnitt[44]
5. Maßnahmenblatt Nr. 6.2.5: Keine Absenkung von Wasserständen[45]
6. Maßnahmenblatt Nr. 6.2.6: Gewässerrandstreifen[46]
7. Maßnahmenblatt Nr. 6.3.1: Überprüfung des Kammmolchvorkommen[47]
8. Maßnahmenblatt Nr. 6.3.2: Schaffung von Pufferzonen für Übergangs- und Schwingrasenmoor[48]
9. Maßnahmenblatt Nr. 6.3.3: Beibehaltung der extensiven Grünlandnutzung[49]
10. Maßnahmenblatt Nr. 6.3.4: Wiederherstellung eines natürlichen Wasserregimes[50]
11. Maßnahmenblatt Nr. 6.3.5: Optimierung/Sanierung vorhandener Gewässer/Gewässeranlage[51]
12. Maßnahmenblatt Nr. 6.3.6: Ringelung von Nadelholz[52]
13. Maßnahmenblatt Nr. 6.3.7: Fließgewässerrenaturierung[53]
14. Maßnahmenblatt Nr. 6.3.8: Extensivierung der Grünlandnutzung[54]
15. Maßnahmenblatt Nr. 6.4.1: Aufstellen von Informationstafeln[55]
16. Maßnahmenblatt Nr. 6.4.2: Schaffung einer Waldruhezone[56]
17. Maßnahmenblatt Nr. 6.4.3: Katzen- und hundesichere Zäune[57]
18. Maßnahmenblatt Nr. 6.4.4: Herstellung der Durchwanderbarkeit des Stauwehres[58]

#### Bildergalerie

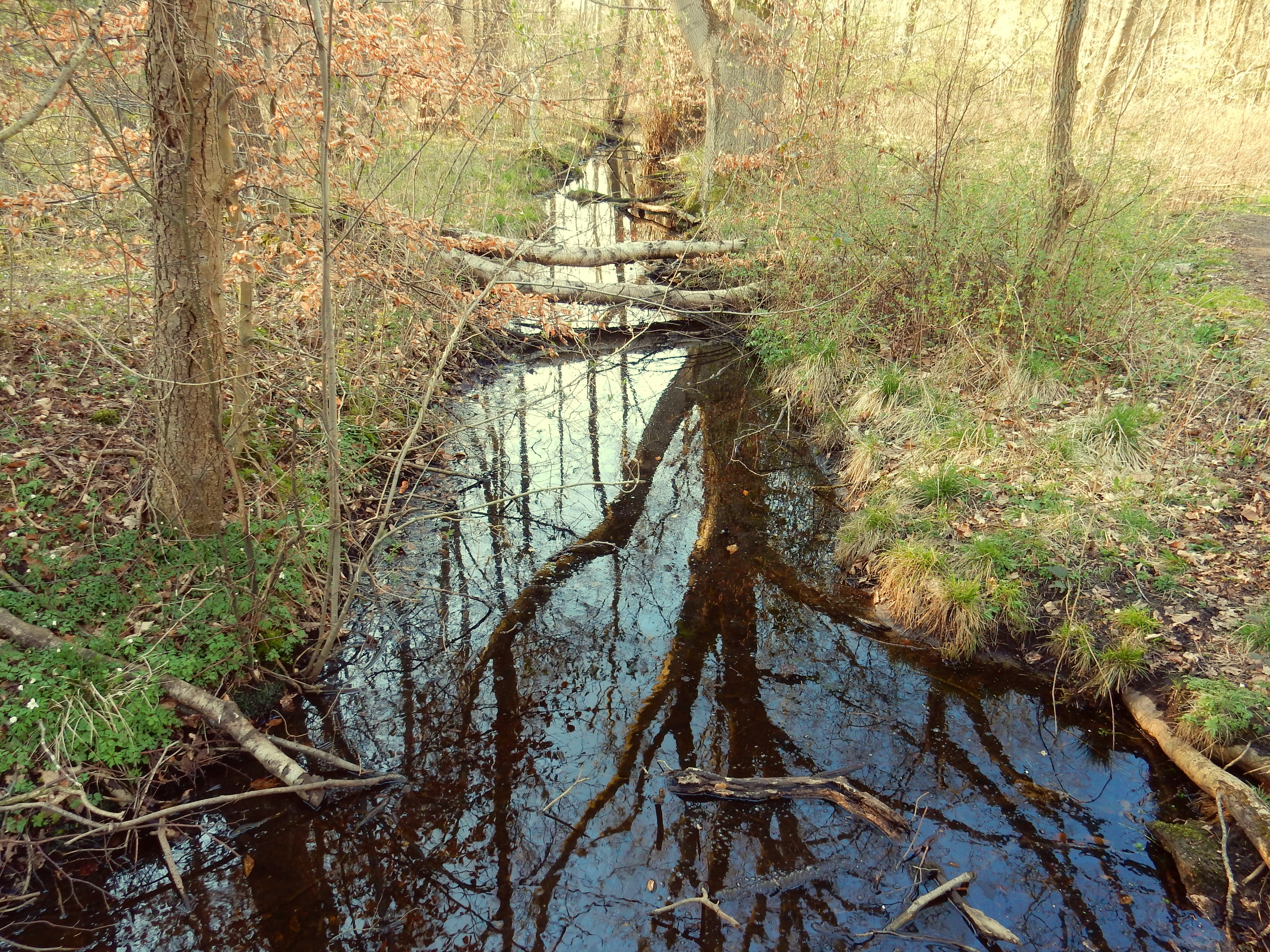
NSG „Twedter Feld“; Fließgewässer Mühlenbek
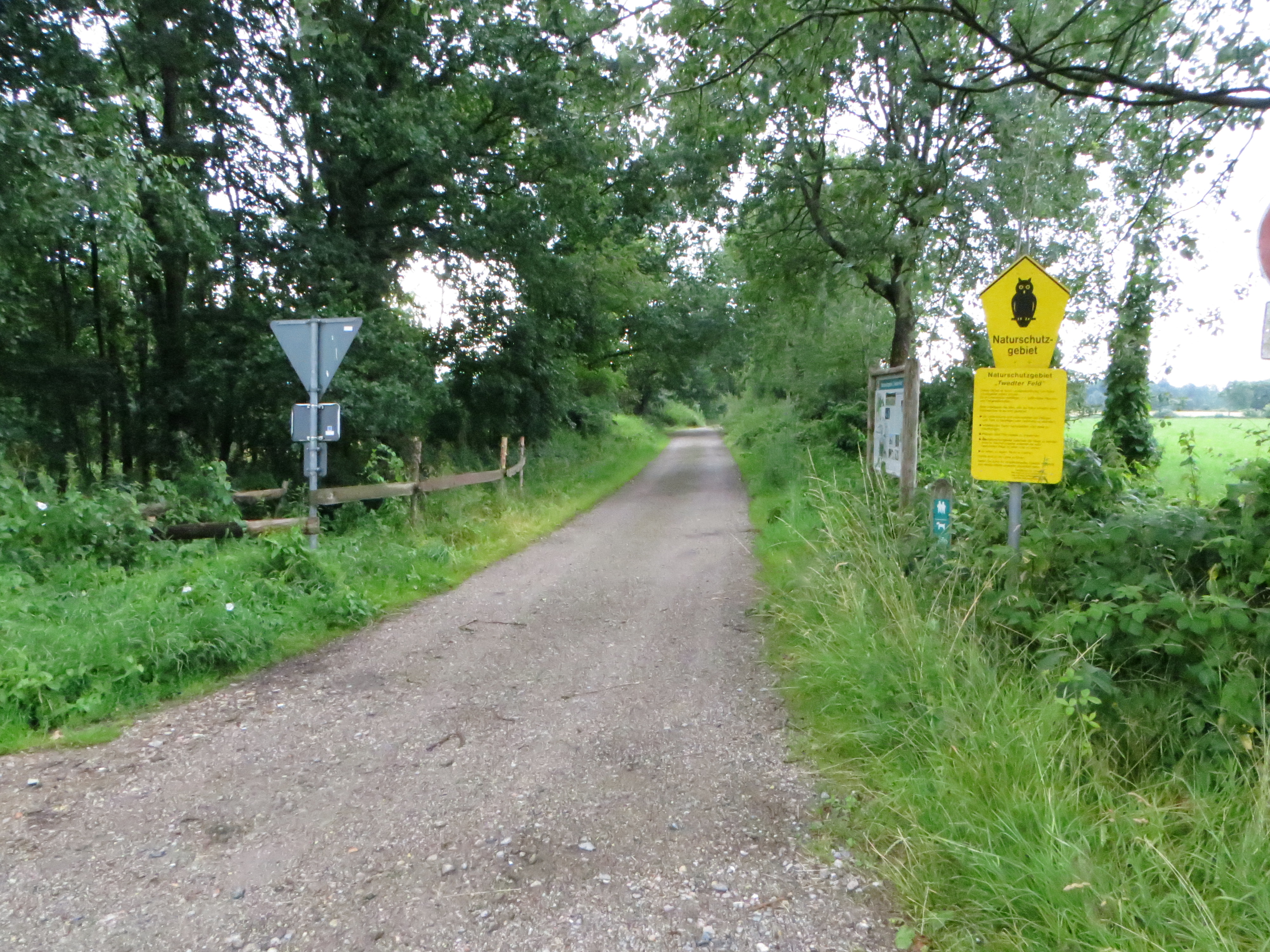
NSG „Twedter Feld“; Eingang Parkbucht an B199 in Weesries
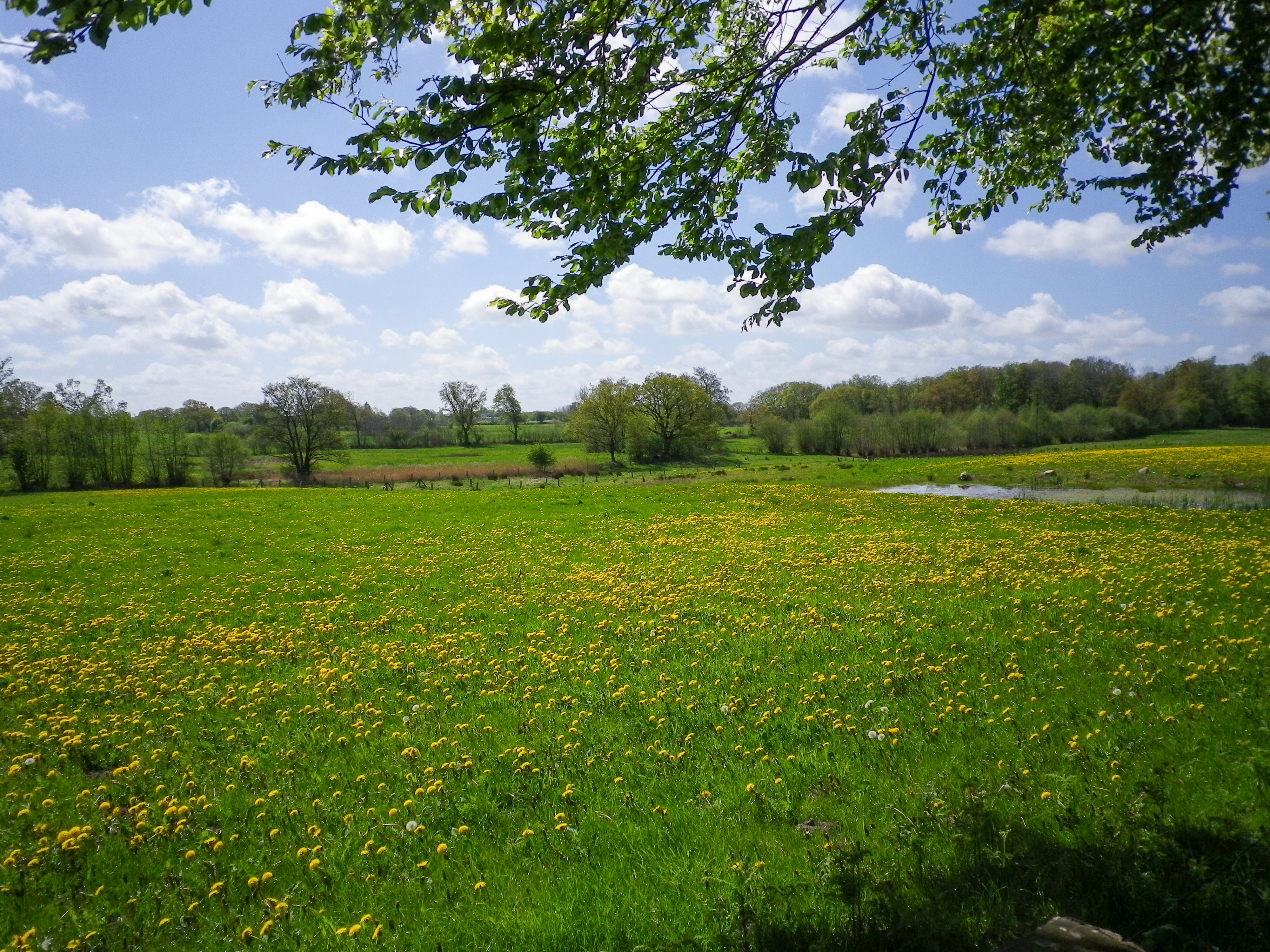
FFH-Teilgebiet Twedter Feld: Naturwiese mit Kleingewässer
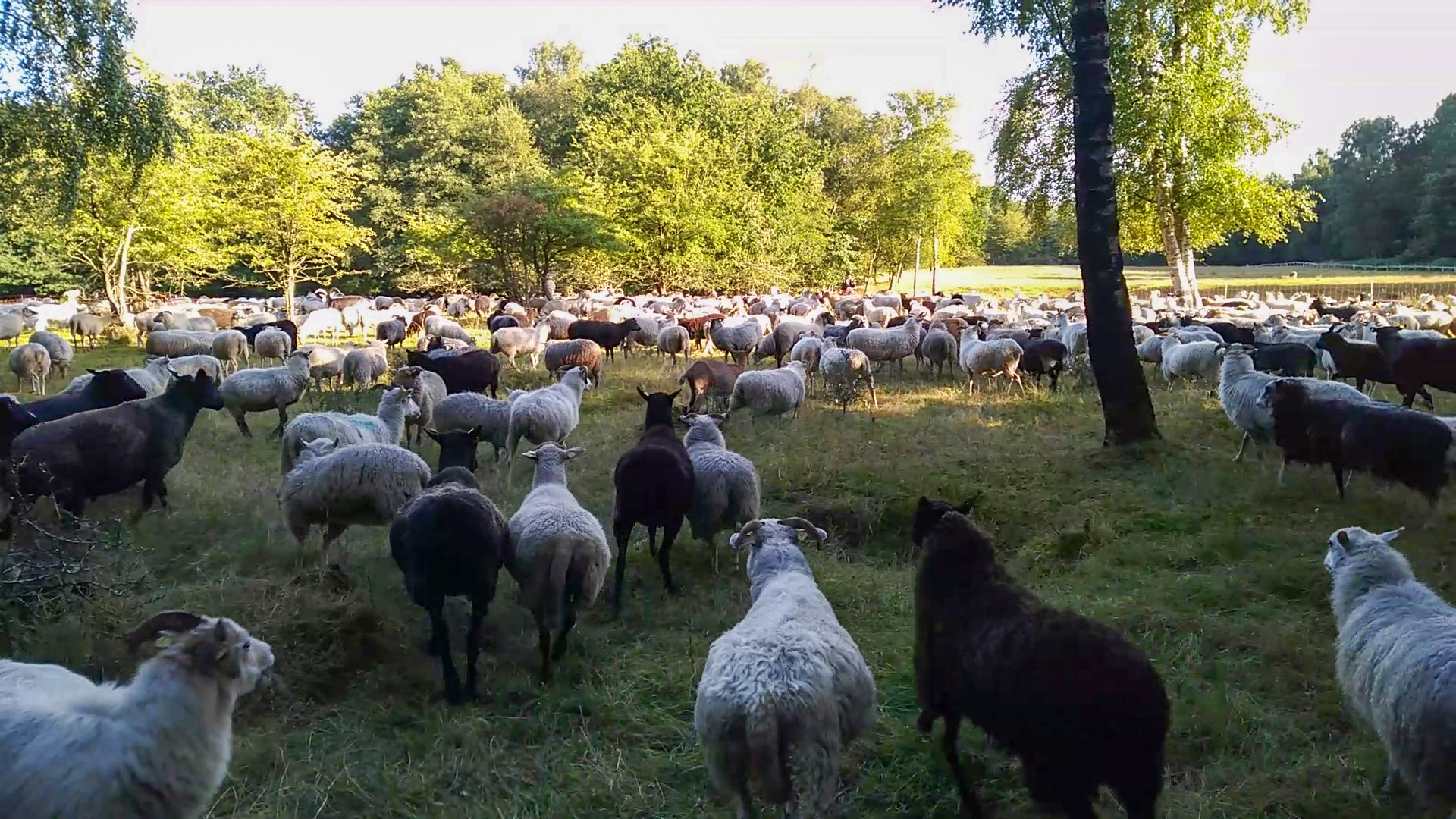
Wanderschafherde auf dem Borstgrasrasenfläche im NSG Twedter Feld
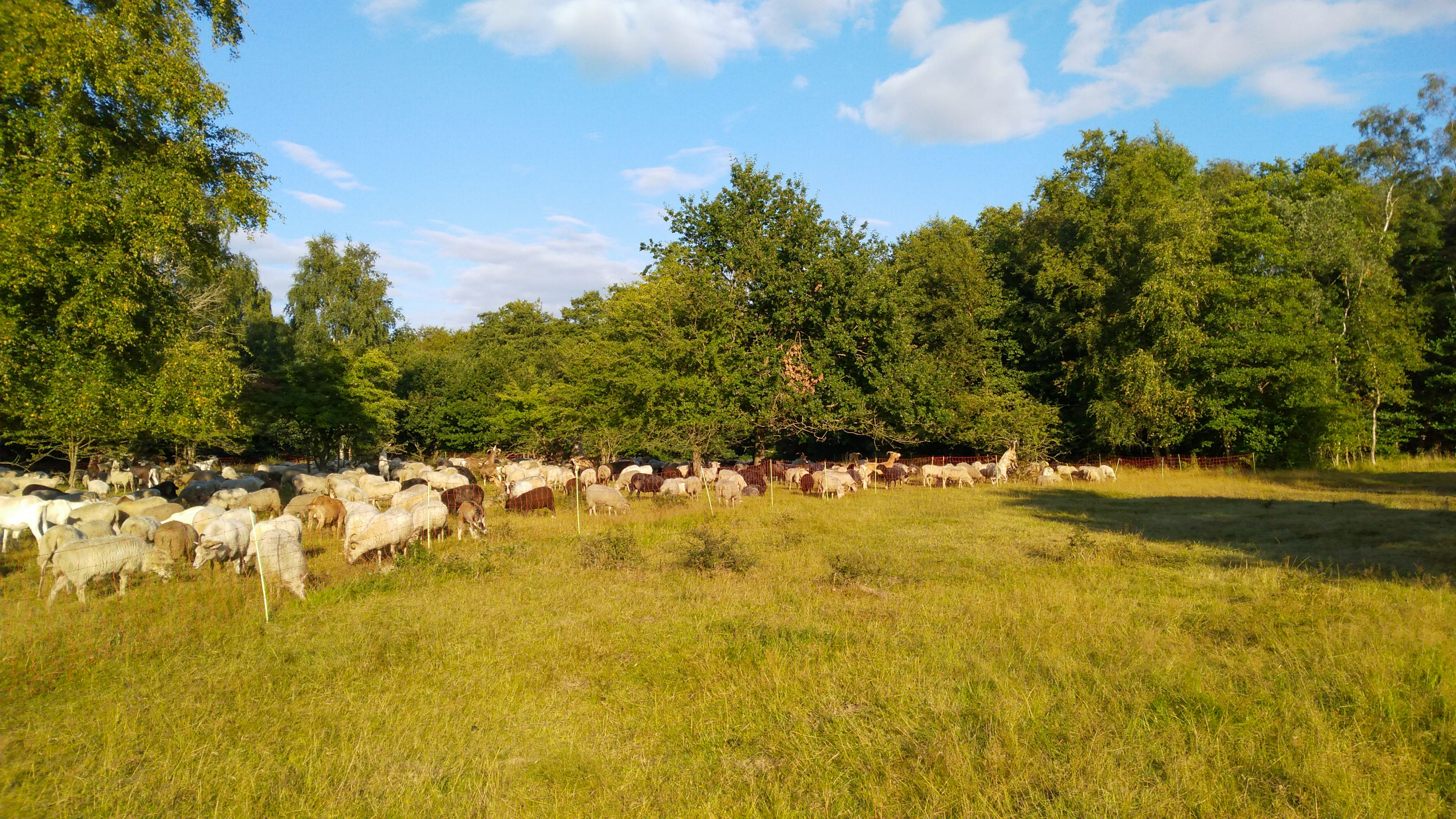
Wanderschafherde auf dem Borstgrasrasenfläche im NSG Twedter Feld
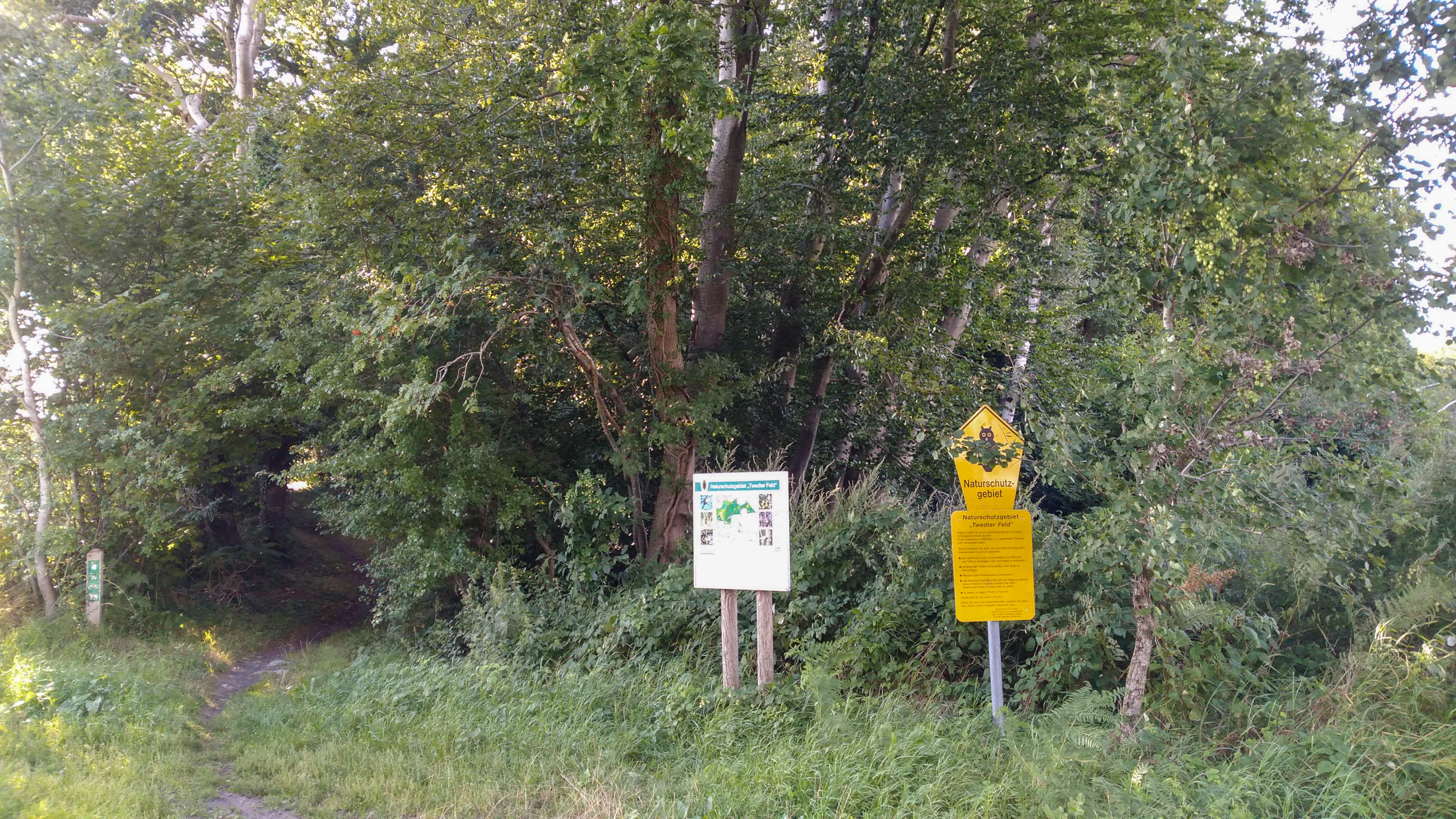
Südosteingang zum NSG Twedter Feld
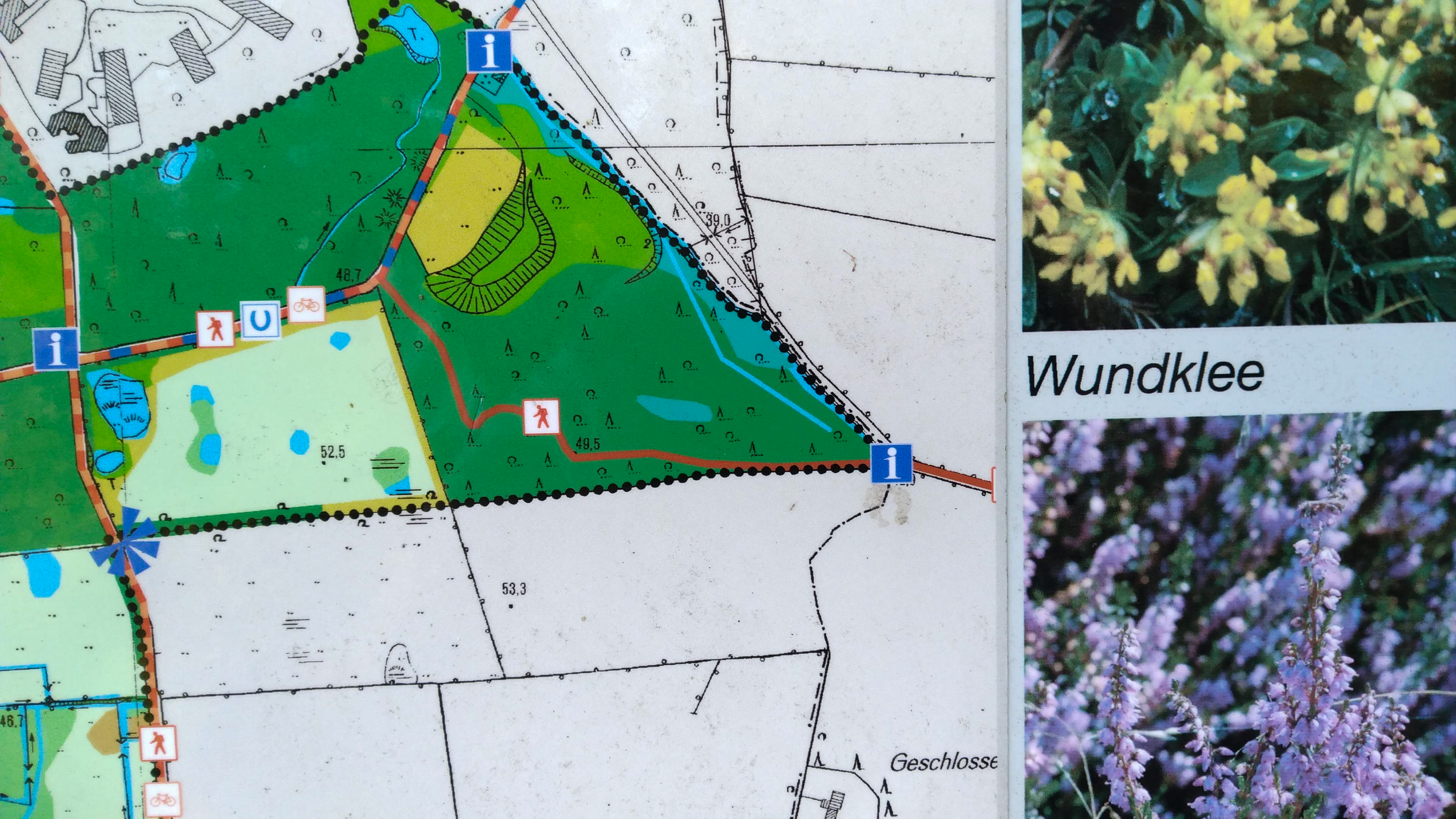
Südosteingang zum NSG Twedter Feld

### Teilgebiet „Holnis“
Das Teilgebiet Holnis hat eine Größe von 187 ha und liegt auf dem Gebiet der Gemeinde Glücksburg. Die Holnis ist eine Halbinsel und teilt die Flensburger Förde in Innen- und Außenförde. Die nördliche Spitze ist der nördlichste Punkt des deutschen Festlandes an der Ostsee.

#### Gebietscharakteristik
Das Gebiet besteht im Süden mit dem trocken gelegtem Großen Noor aus extensiv genutztem Grünland. Nach Norden schließt sich das wieder vernässte Kleine Noor an, das damit zu einem wichtigen Rastgebiet für 130 Zugvogelarten geworden ist. Die Nordspitze enthält im Nordwesten ein Vogelschutzgebiet auf einem Nehrungshaken. Der Rest ist geprägt durch Steilküsten, Strandseen, Strandwälle und Salzwiesen. Letztere werden durch robuste Rinderrassen ganzjährig extensiv beweidet. Der Naturschutzbund unterhält in der Nähe des Kleinen Noor eine fast ständig besetzte Hütte für die Vogelzählung. Im Gebiet wurden durch eine Vielzahl von archäologischen Funden eine frühe Besiedlung nachgewiesen. Das Teilgebiet enthält im Landesvergleich einen hohen Anteil an Moorwäldern, die von der Stiftung Naturschutz Schleswig-Holstein und den Schleswig-Holsteinischen Landesforsten im Anbetracht ihres Potenzials als CO2-Speicher als ein wichtiger Baustein für das Ziel der Klimaneutralität angesehen und deshalb gefördert werden.

#### FFH-Erhaltungsgegenstand
Für das FFH-Gebiet wurden 7 Lebensraumtypen nach Anhang IFFH-Richtlinie, sowie eine FFH-Arten nach Anhang II und IV FFH-Richtlinie benannt. Daneben gibt es im Managementplan unter der Rubrik „Weitere Arten und Biotope“ 4 ungefährdete Brutvogelarten, 30 Pflanzenarten mit unterschiedlichem Gefährdungsstatus, sowie 12 Biotope, die nach § 30 BNatSchG i. V. m. § 21 LNatSchG Schutz genießen.

#### FFH-Erhaltungsziele
Im Managementplan wurden 7 Erhaltungsziele für FFH-Lebensraumtypen von gemeinschaftlichen Interesse und eine FHH-Arten von gemeinschaftlichem Interesse festgelegt.

#### Analyse und Bewertung

##### Lebensraumtyp „Lagunen des Küstenraums (Strandseen)“
Im Managementplan wird dem Großen Noor hat den Erhaltungszustand „C“ (mittlerer bis schlechter Ausprägung) bescheinigt. Durch die ständige Entwässerung dieses Gebietes ist es für Seevögel uninteressant. Dem Kleinen Noor wird ebenfalls der Erhaltungszustand „C“ (mittlerer bis schlechter Ausprägung), da sich die Ufervegetation noch nicht typisch für einen Strandsee ausgebildet hat. Im Vogelschutzgebiet im Nordwesten der Halbinsel hat sich ein natürlicher Nehrungshaken gebildet. In diesem Bereich wird sich dadurch in Zukunft ein Strandsee entwickeln. Deshalb wurde diesem Gebiet der Erhaltungszustand „B“ (guter Ausprägung) zuerkannt. Zwischen Holnis Kliff und dem Nehrungshaken befindet sich eine Lagune, die bei Hochwasser überflutet wird. Diese wird mit dem Erhaltungszustand „B“ (guter Ausprägung) bewertet, weil sie sich zu einem wichtigen Brut- und Rastgebiet für Wat- und Wasservögel entwickelt hat.

##### Lebensraumtyp „Einjährige Spülsäume“
Im Managementplan werden den Spülsäumen im öffentlich zugänglichen Bereichen nur ein schlechter Zustand „C“ zuerkannt. Lediglich die gesperrten Strandabschnitte insbesondere im Vogelschutzgebiet werden mit gut „B“ bewertet.

##### Lebensraumtyp „Mehrjährige Vegetation der Kiesstrände“
Die überwiegend natürlichen Strandbereiche mit Kies, Geröll und Sandsubstraten befinden sich insbesondere in den gesperrten und unbeeinflussten Abschnitten in einem günstigen Erhaltungszustand.

##### Lebensraumtyp „Ostsee-Fels und -Steilküsten mit Vegetation“
Die Steilküsten der Halbinsel Holnis im nördlichen Bereich des Teilgebietes befinden sich in einem meistens guten oder günstigen Erhaltungszustand.

##### Lebensraumtyp „Pioniervegetation mit Salicornia und anderen einjährigen Arten auf Schlamm und Sand (Quellerwatt)“
Im Vogelschutzgebiet hat sich auf natürliche Weise ein Quellerwatt aufgebaut, das sich im guten Erhaltungszustand befindet.

##### Lebensraumtyp „Atlantische Salzwiesen“
An mehreren Stellen des Gebietes, die bei Hochwasser überflutet werden, haben sich Salzwiesen entwickelt.

##### Lebensraumtyp „Natürliche eutrophe Seen mit einer Vegetation des Magnopotamions oder Hydrocharitions“
Nordöstlich von „Holnishof“ und südlich der Straße „Zur Salzwiese“ befindet sich in einer Senke ein kleines eutrophes Stillgewässer ohne Zuflüsse, welches mit dem Erhaltungszustand „C“ bewertet wurde. Der Abfluss führt über einen Graben in das Kleine Noor.

##### Art von gemeinschaftlichem Interesse „Kammmolch“
k.A.

##### Gesetzlich geschützte Biotope
k.A.

#### Maßnahmenkatalog
Der Maßnahmenkatalog für das Teilgebiet Holnis führt 25 Maßnahmen auf, um die Erhaltungsziele zu erreichen. Diese sind in Maßnahmenblättern für jedes Erhaltungsziel aufgeführt. Die räumliche Zuordnung der Maßnahmen ist in einer Karte festgehalten. Eine Maßnahme ist es, durch Flächentausch oder -kauf weitere Flächen unter Schutz zu stellen. Hierfür ist die Eigentümerstruktur auf der Halbinsel von Bedeutung. Der größte Teil der Flächen befindet sich im Besitz der Stadt Glücksburg.

#### Erfolgskontrolle und Monitoring der Maßnahmen
Das Monitoring erfolgt in Schleswig-Holstein alle 6 Jahre.

#### Bildergalerie

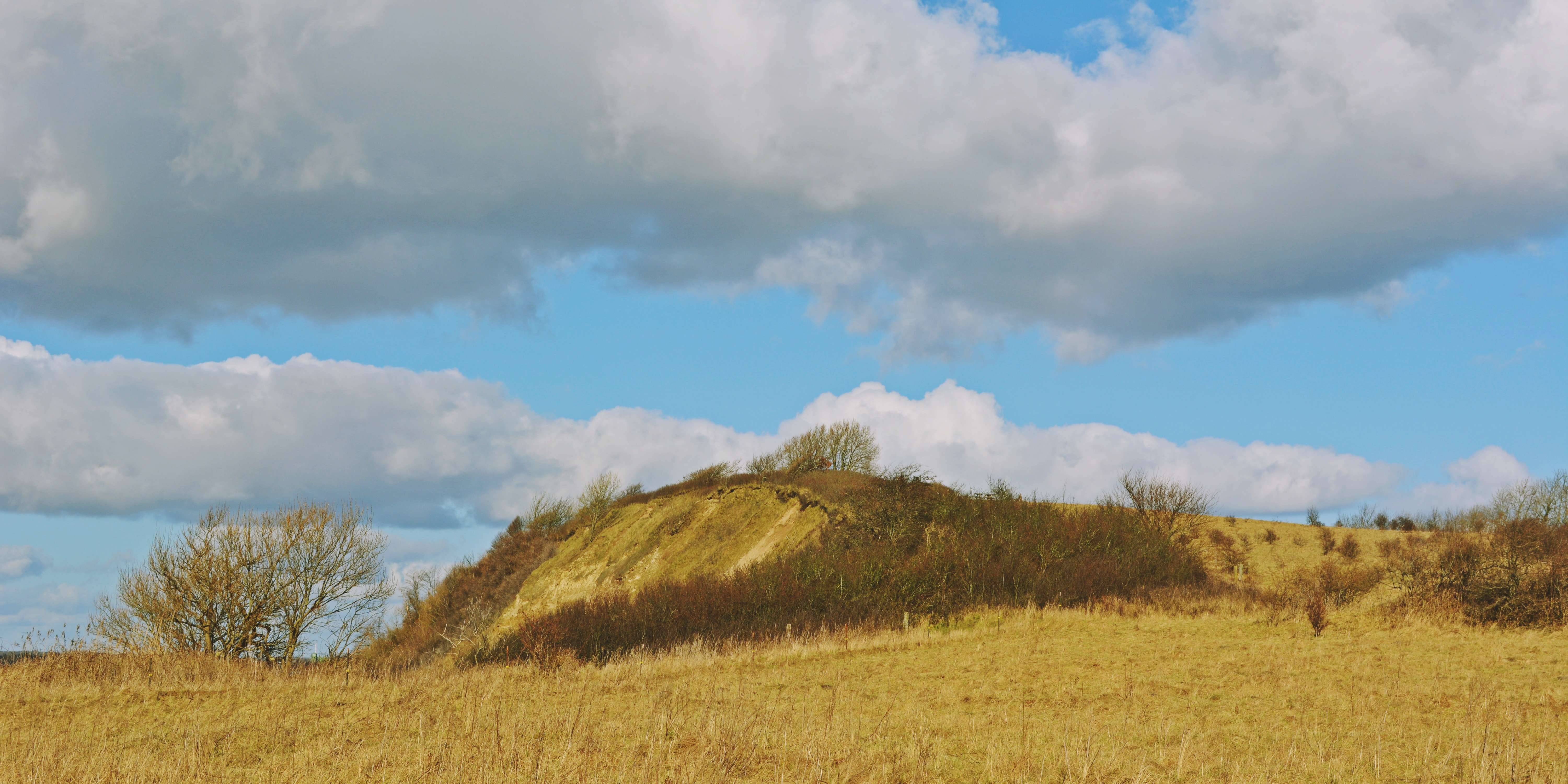
NSG „Holnis“; Holnis Kliff
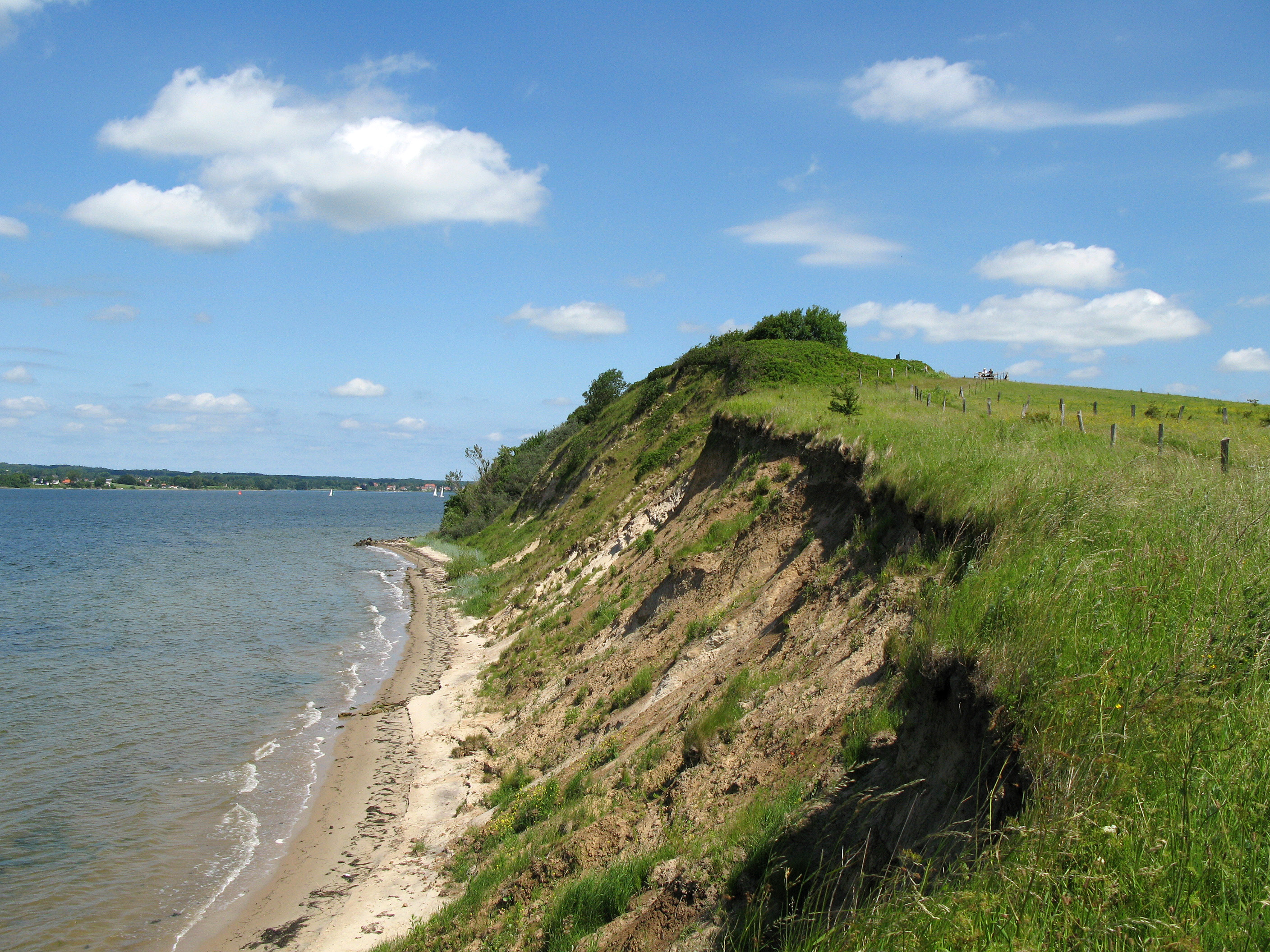
NSG „Holnis Kliff“; Steilküste
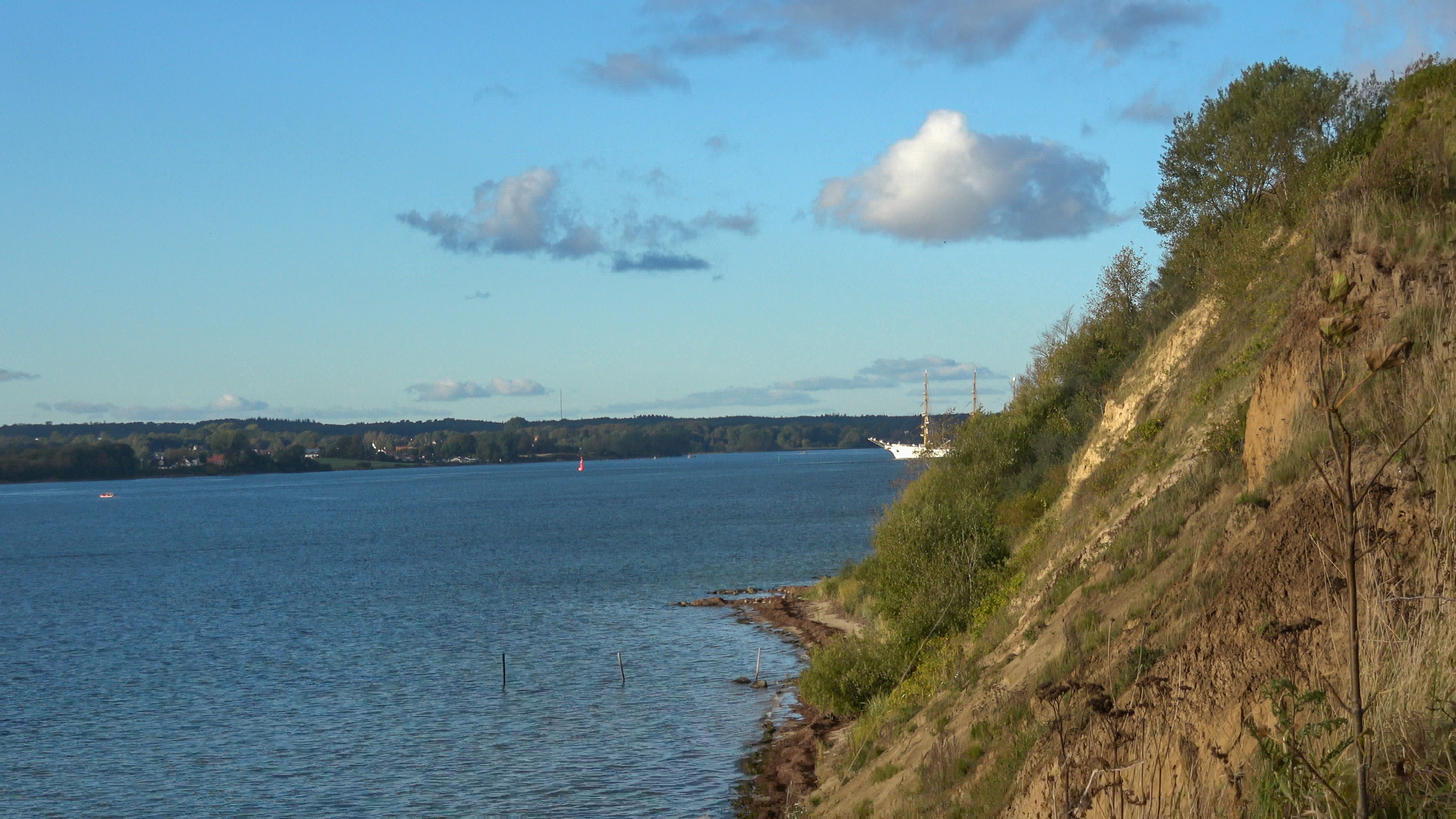
Gorch Fock umrundet das Holnis Kliff
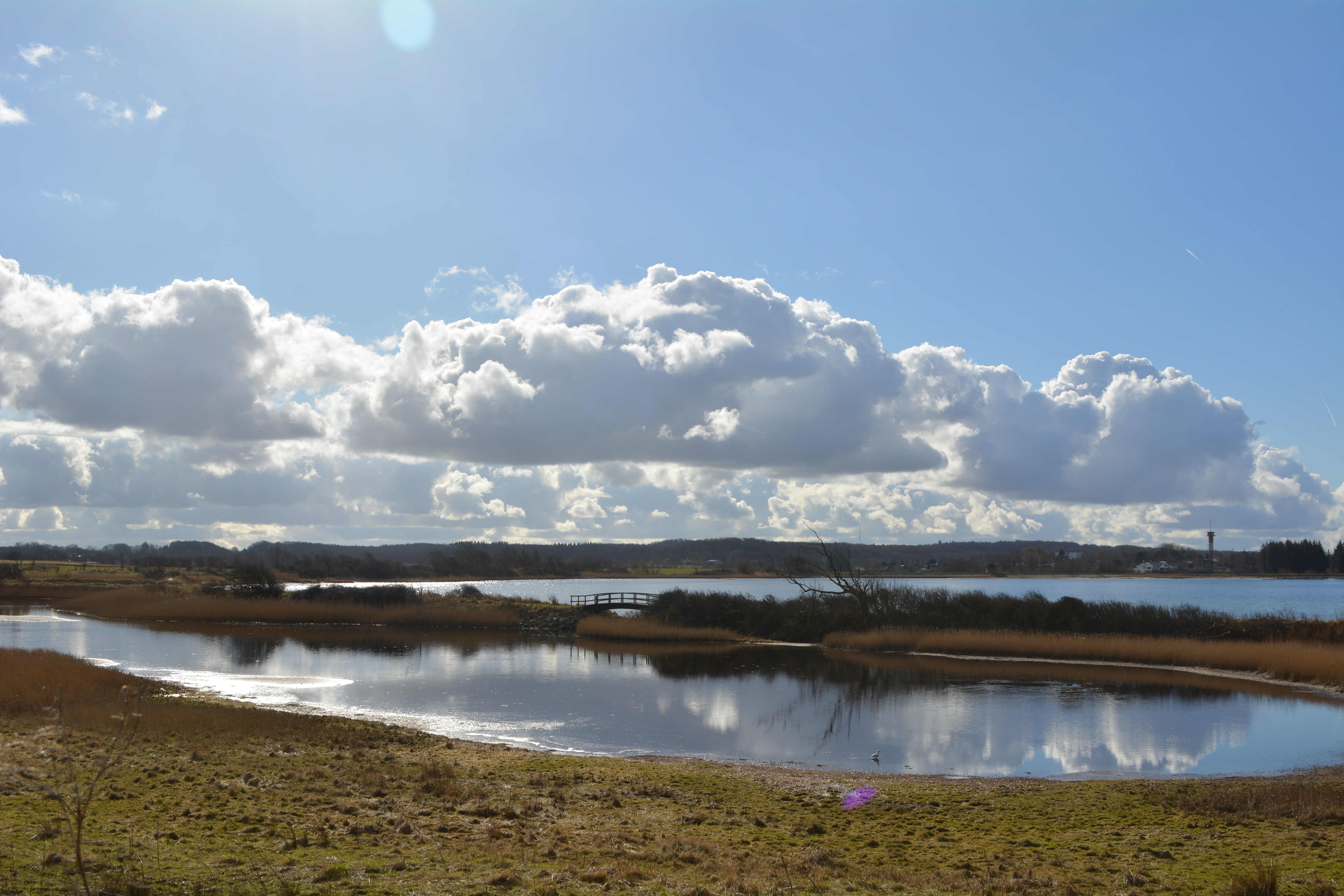
NSG „Holnis“; Kleines Noor
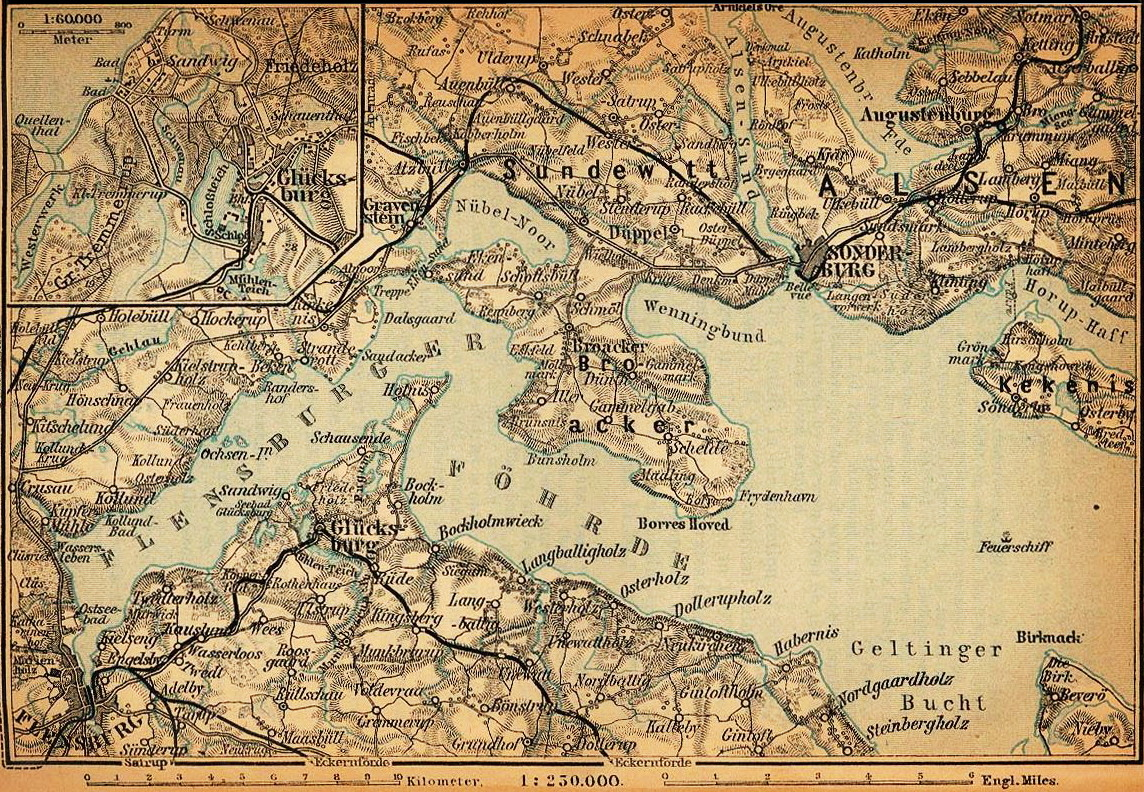
Großes Holnisser Noor um 1910
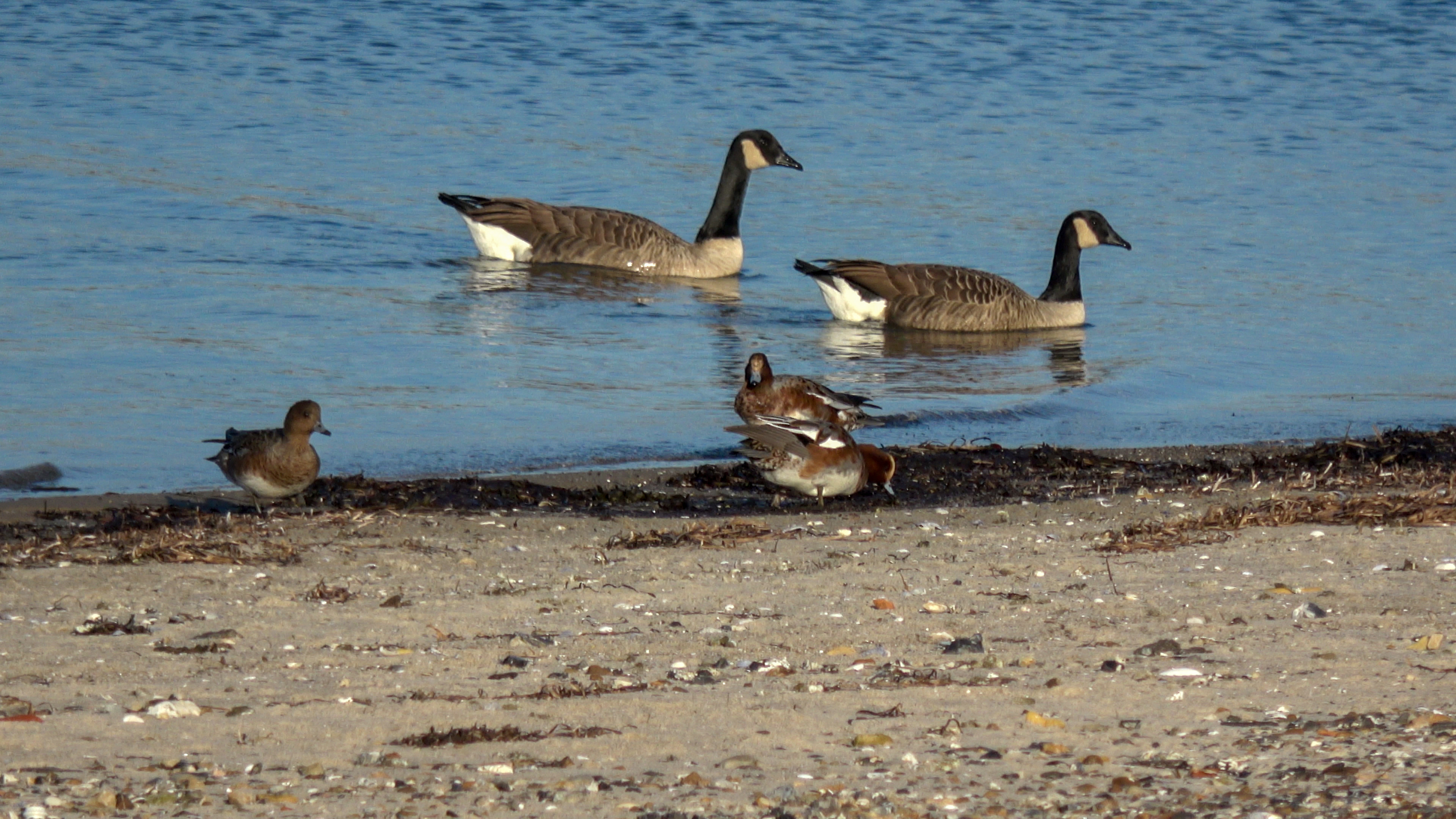
Kanadagänse und Pfeifenten am Nehrungshaken vor dem Schöpfwerk Schausende
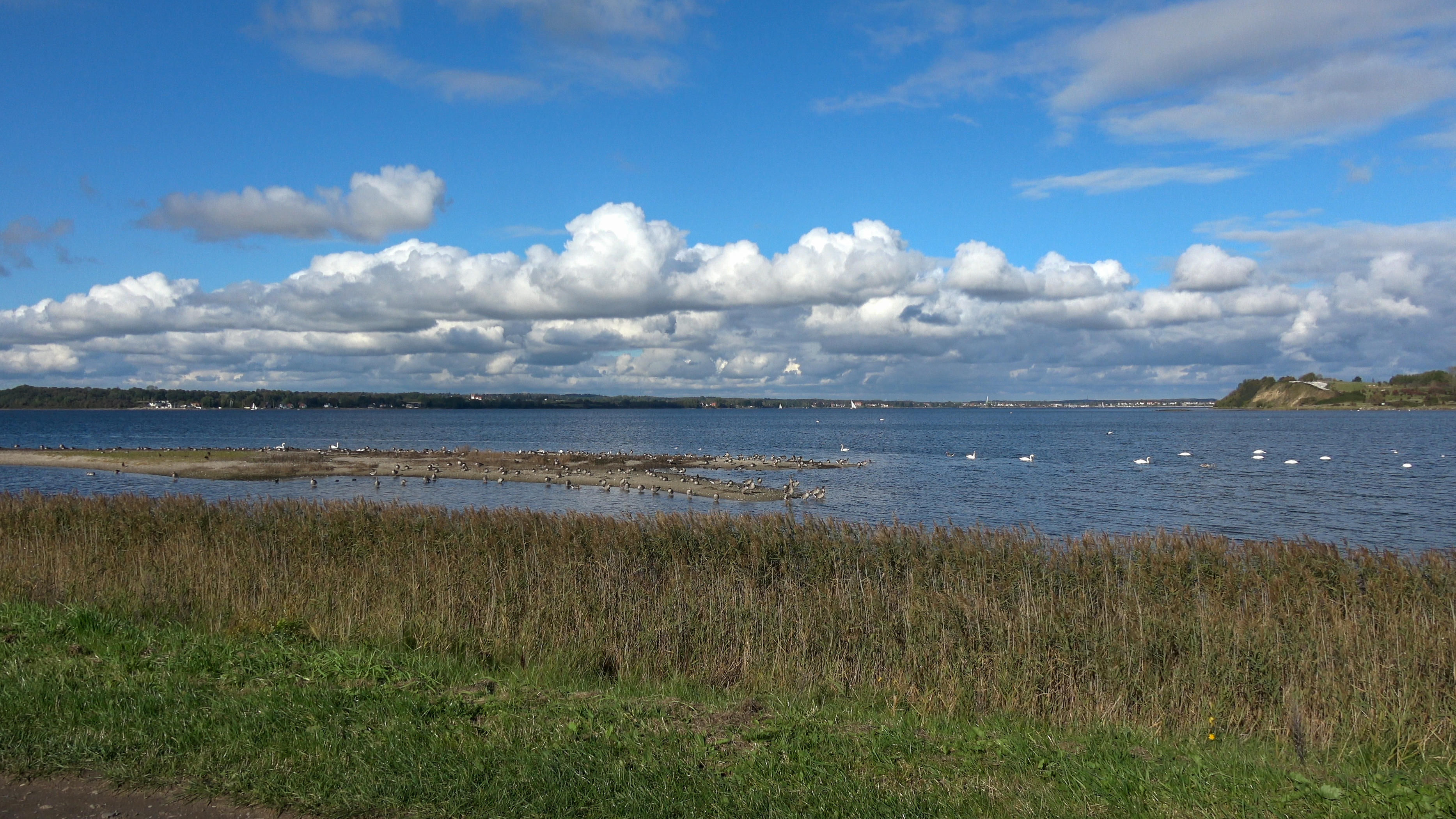
Bucht mit Nehrungshaken östlich von Schausende
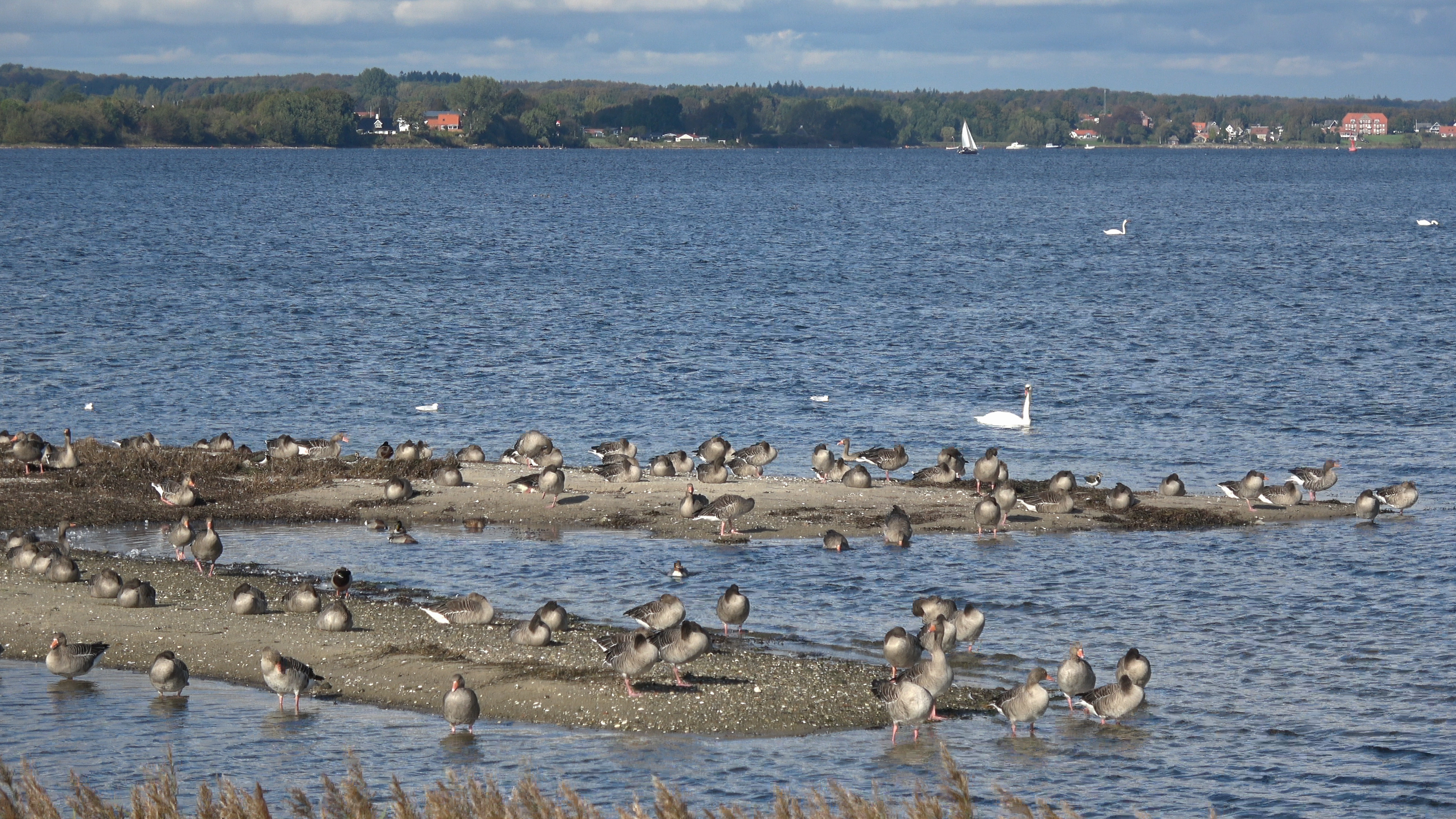
Graugänse auf Nehrungshaken östlich Schausende
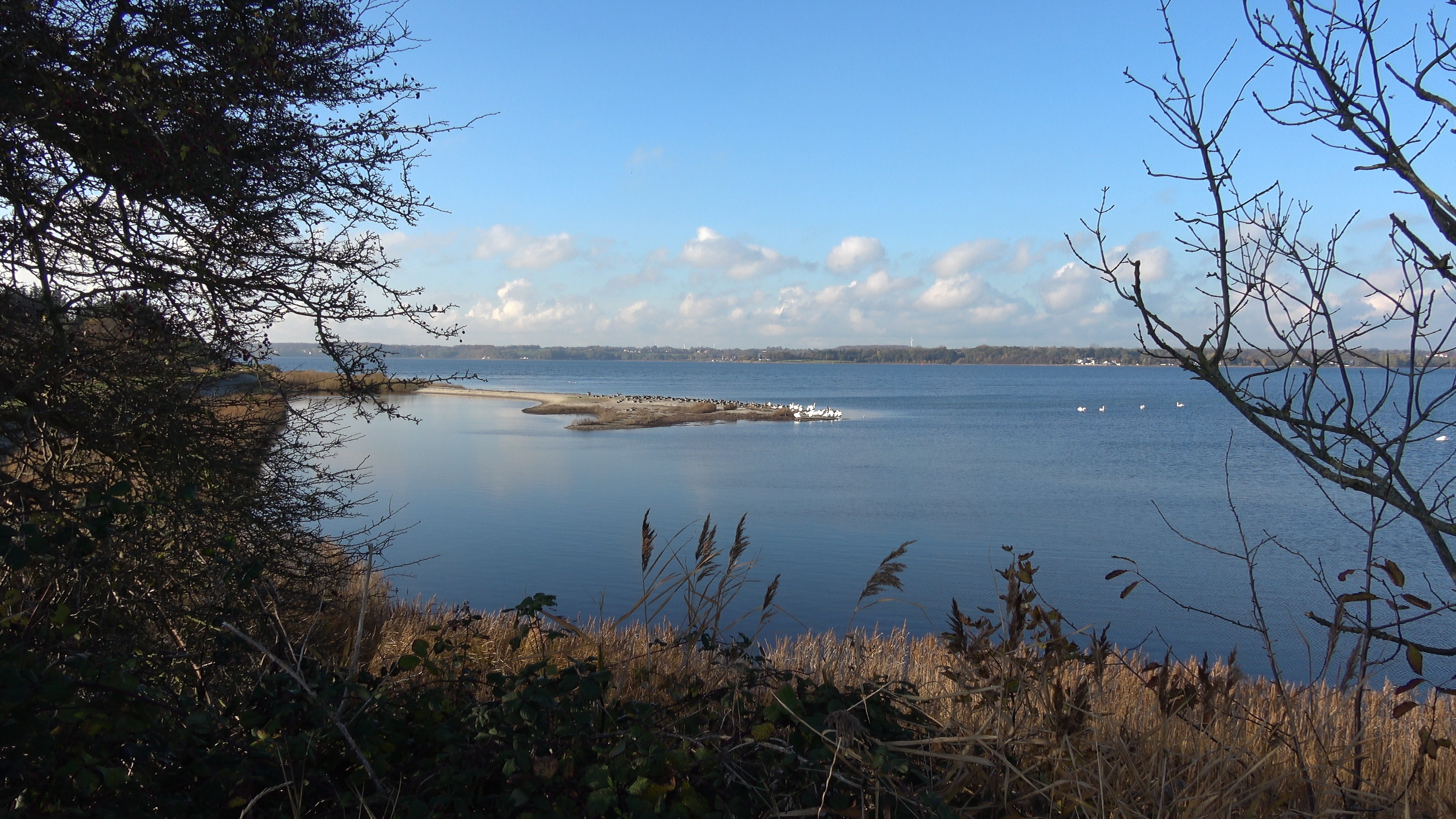
Nehrungshaken östlich von Schausende
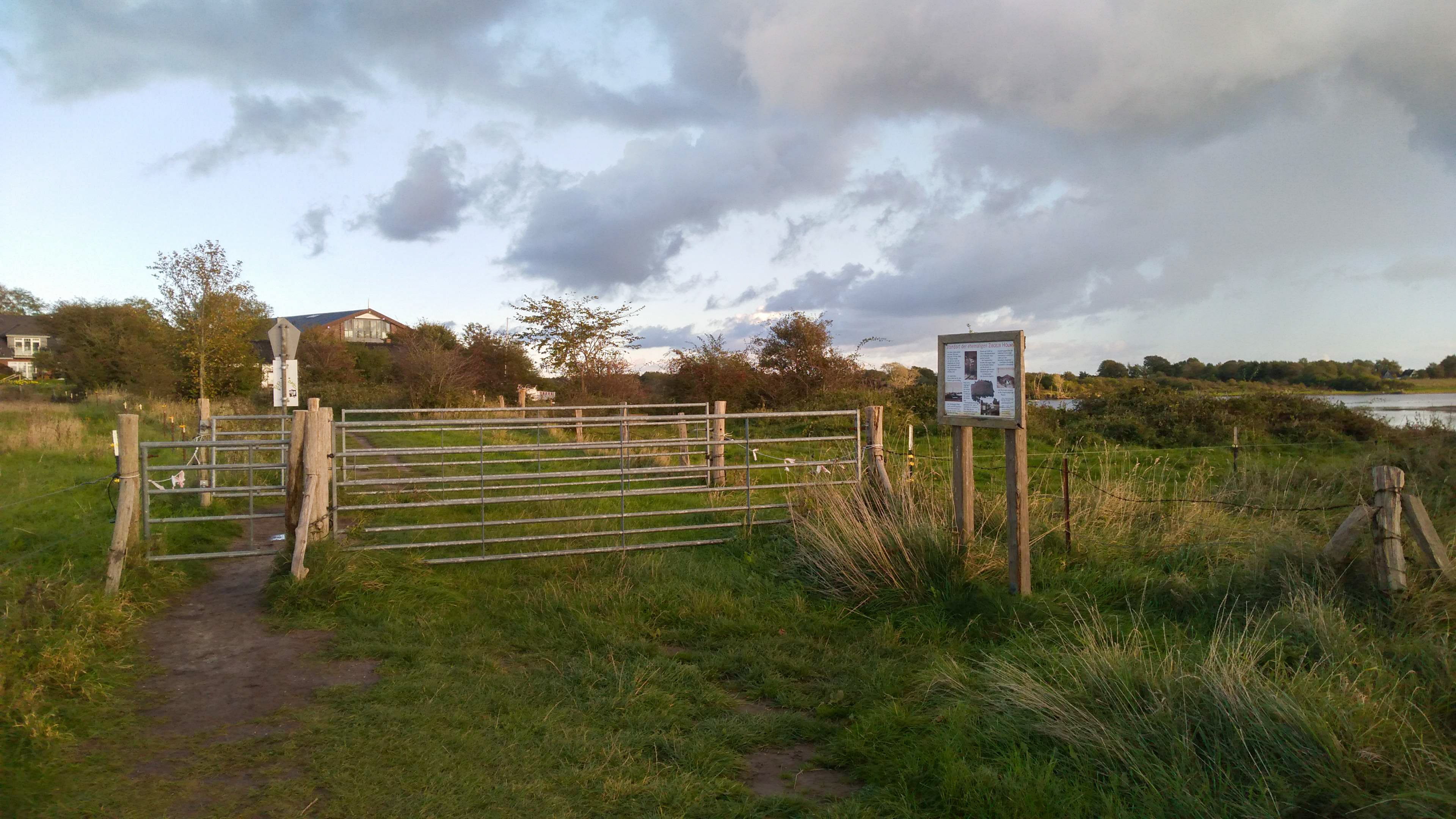
Ehemalige Ziegelei Holnis

### Teilgebiet „Langballigautal“

#### Gebietscharakteristik
Das Teilgebiet „Langballigautal“ liegt zwischen dem Teilgebiet „Höftland Bockholmwik und angrenzende Steilküsten“ im Westen und dem Teilgebiet „Dollerup“ im Osten. Sie grenzen allerdings auf der Landseite nicht direkt aneinander. Es entspricht in seinen Grenzen dem Naturschutzgebiet „Tal der Langballigau“. Das Teilgebiet besteht aus drei Einzelgebieten. Das südlichste ist das Tal der oberen Langballigau beginnend am Auweg in Terkelstoft und endend an der Buttermühle in Unewatt. Nach ca. 100 m beginnt das größte Einzelgebiet in der Fortsetzung der Langballigau. Auf ihrem Weg zur Ostsee fließen die Schulau und der Schiebek in ihren Lauf. An der Kreisstraße K 97 endet das größte Einzelgebiet. Nördlich der Kreisstraße beginnt das dritte Einzelgebiet zwischen den Campingplätzen von Langballigau und Westerholz schließlich bis zum Strand. Die Munkbrarupau hat ein Wassereinzugsgebiet von 34 km² und gehört damit zu den größeren Fließgewässern der Flussgebietseinheit Schlei/Trave. Sie ist an ihrem Unterlauf ein barrierefreies Fließgewässer für Wanderfische und gilt dort nach Bewertung gemäß Wasserrahmenrichtlinie als „natürliches Fließgewässer“. Südlich des Strandbereiches von Langballigau liegt im FFH-Gebiet und teilweise außerhalb ein ausgedehntes gesetzlich geschütztes Archäologisches Bodendenkmal. Es handelt sich um ein Gräberfeld von 71 Hügelgräbern aus der Wikingerzeit.

#### Erhaltungsgegenstand
Das Gebiet enthält 10 FFH-Lebensraumtypen nach Anhang I FFH-Richtlinie, 4 FFH-Arten nach Anhang II und IV FFH-Richtlinie, 4 Vogelarten nach Anhang I und Art. 4 (2) Vogelschutz-Richtlinie, 6 weitere im FFH-Teilgebiet „Langballigautal“ vorkommende Fauna-Arten, 14 weitere im FFH-Teilgebiet „Langballigautal“ vorkommende Flora-Arten:

#### Erhaltungsziele
Als Erhaltungsziele wurden 10 FFH-Lebensraumtypen und 4 FFH-Arten von gemeinschaftlichem Interesse definiert.

#### Analyse und Bewertung
Der Managementplan enthält eine umfangreiche Analyse und Bewertung des Teilgebietes.

#### Maßnahmenkatalog
Der Maßnahmenkatalog für das Teilgebiet ist in 51 Maßnahmeblättern und einer Übersichtskarte dokumentiert.

#### Erfolgskontrolle und Monitoring der Maßnahmen
In Schleswig-Holstein wird das Monitoring alle 6 Jahre durchgeführt.

#### Bildergalerie

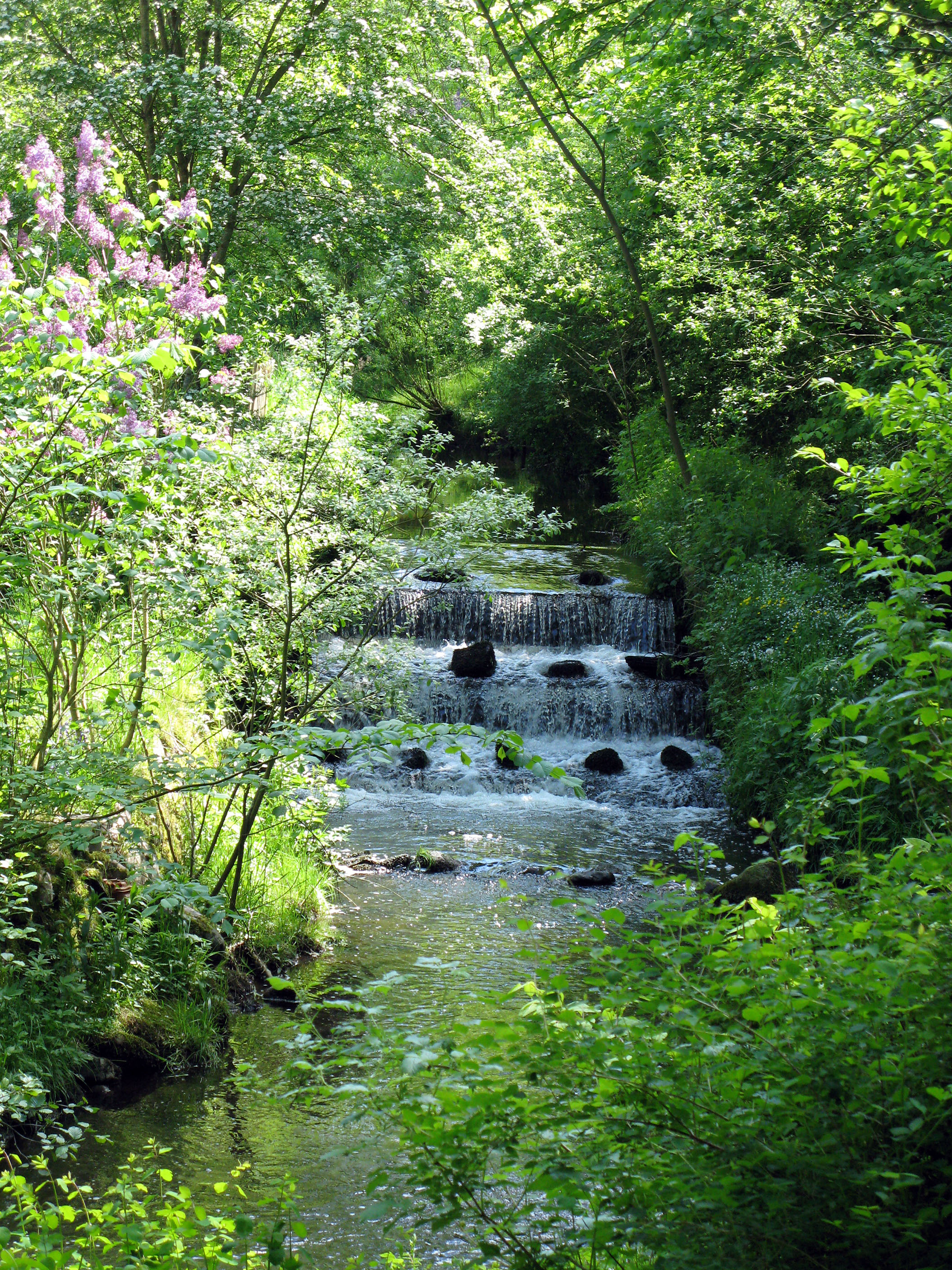
NSG „Langballigau“; Tal der Langballigau
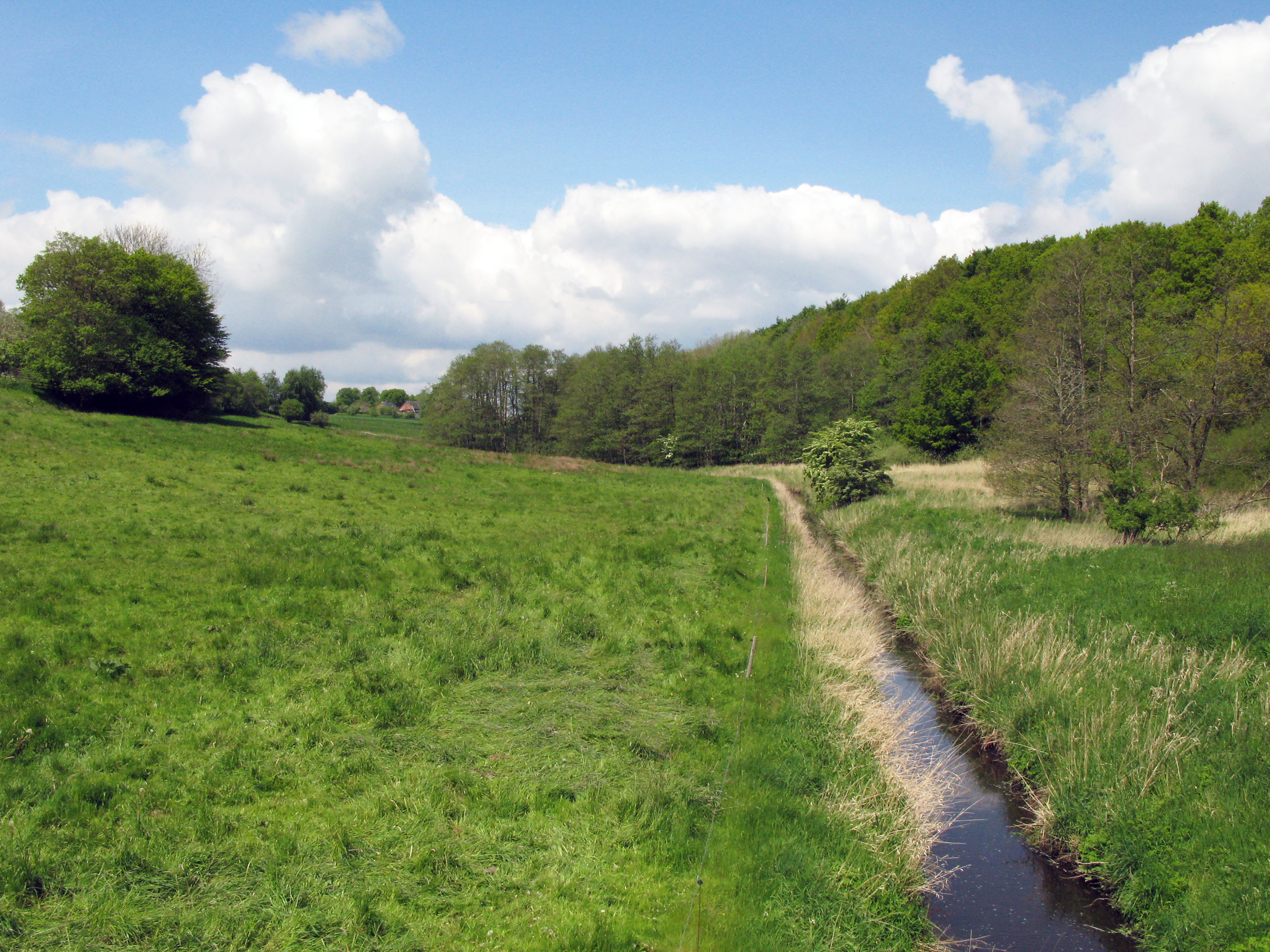
Langballigau bei Terkelstoft
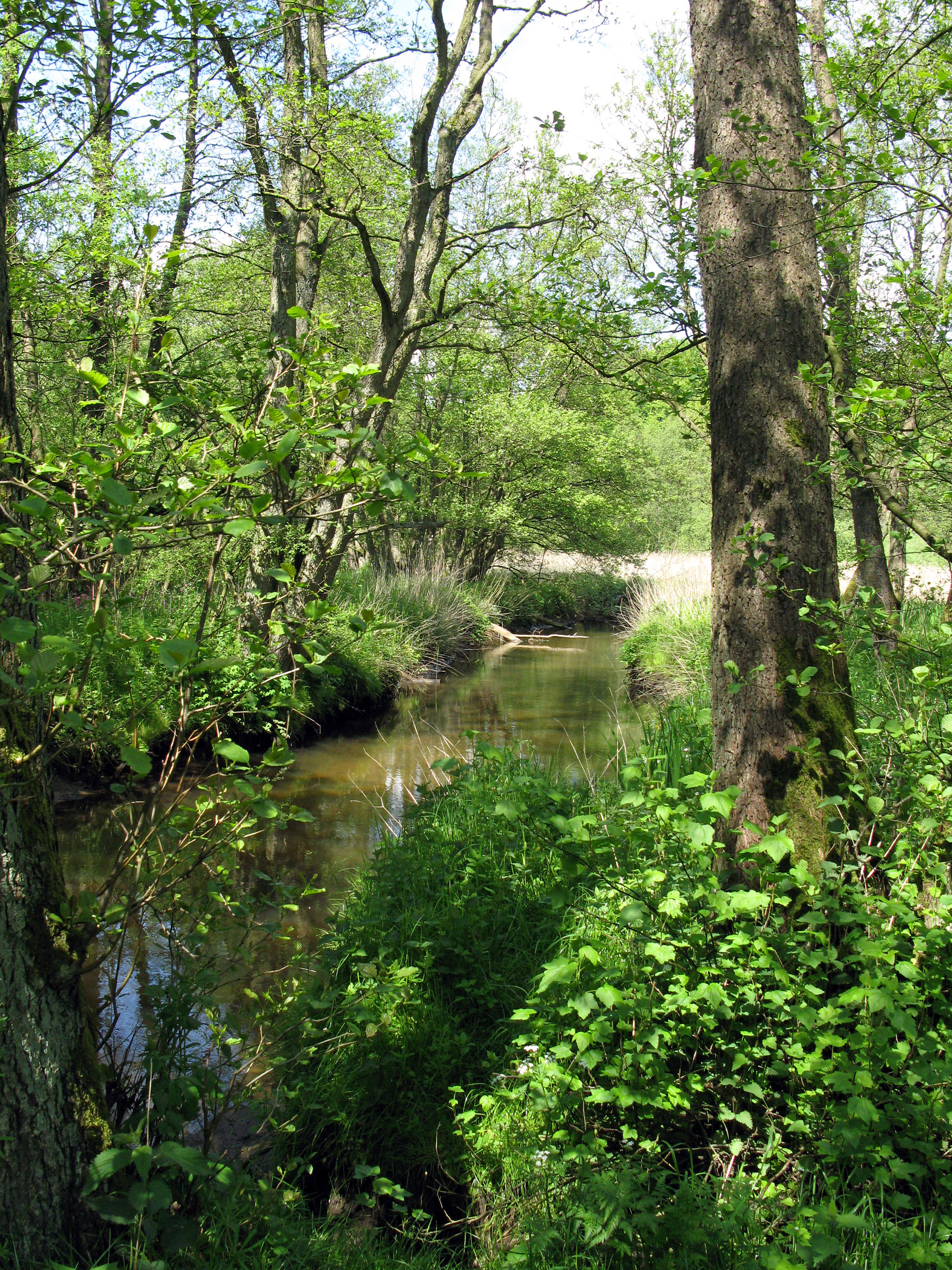
Langballigau bei Uhlehau
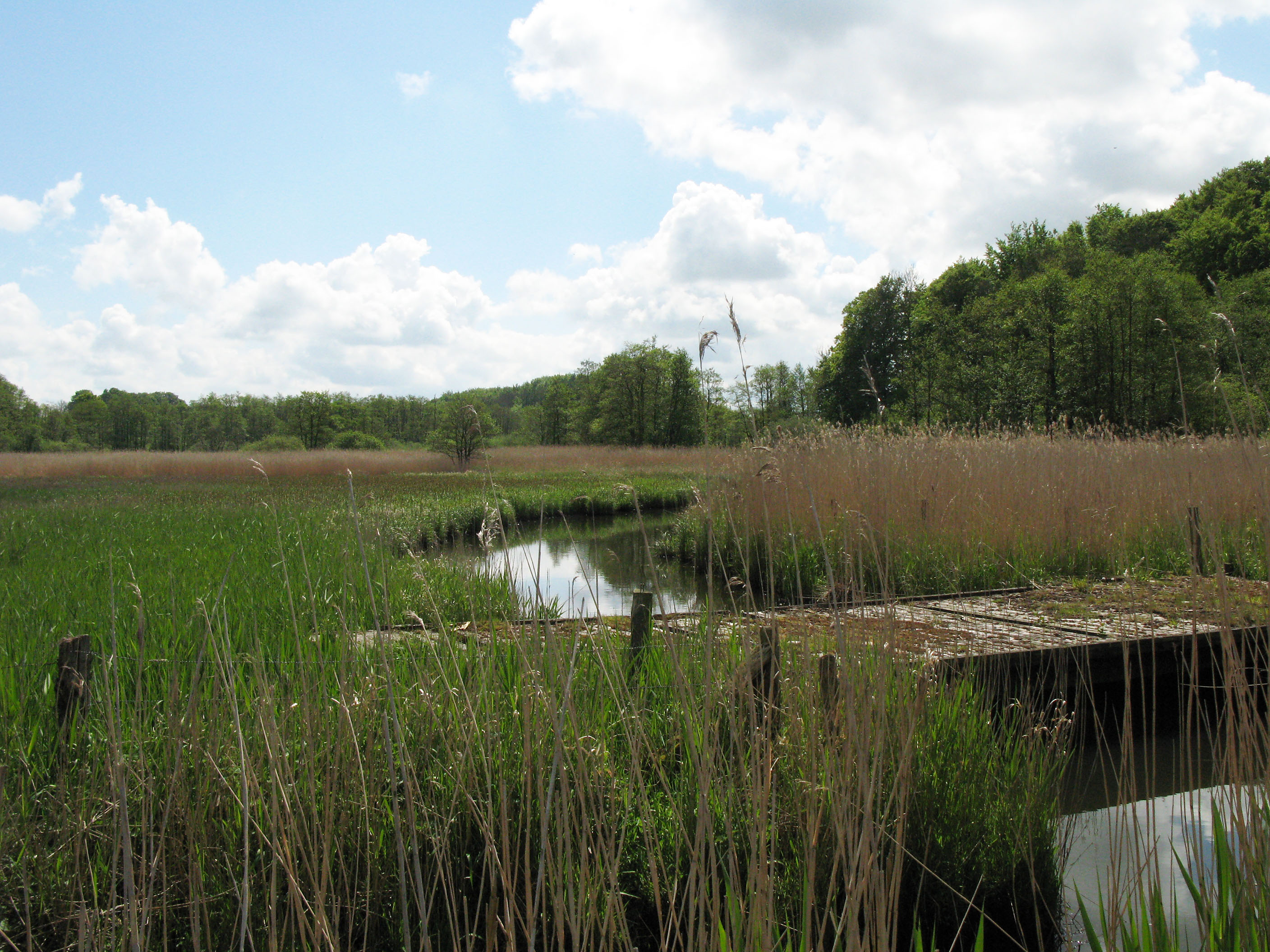
NSG „Langballigau“; Mäandernde Au im Ried
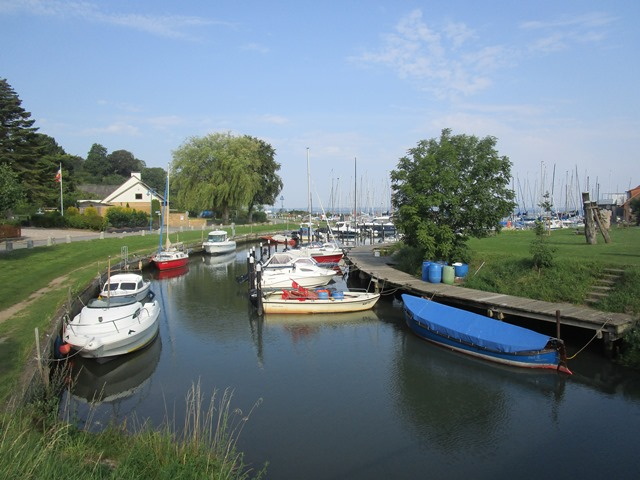
NSG „Langballigau“; Mündung der Au in die Ostsee

### Teilgebiet „Höftland Bockholmwik und angrenzende Steilküsten“

#### Gebietscharakteristik
Das Teilgebiet „Höftland Bockholmwik und angrenzende Steilküsten“ wird durch einen Campingplatz in zwei Teile geteilt. Der westliche Teil besteht aus bewaldeter Steilküste, der östliche aus dem Höftland mit Strandwällen und feuchtem Grünland, dass dann ebenfalls in eine bewaldete Steilküste übergeht, die in Langballigau endet. Das Teilgebiet deckt sich flächenmäßig in weiten Teilen mit dem Naturschutzgebiet Höftland Bockholmwik und angrenzende Steilküsten.

#### Erhaltungsgegenstand
Es sind 13 FFH-Lebensraumtypen nach Anhang I FFH-Richtlinie und 2 FFH-Arten nach Anhang II und IV FFH-Richtlinie sowie 27 weitere Arten und Biotope als Erhaltungsgegenstand festgelegt worden. In der Karte 2 im Anhang des Managementplanes sind 12 FFH-Lebensraumtypen und 26 weitere Arten und Biotope verzeichnet. Die im Text des Managementplanes erwähnten Lebensraumtypen Code 1110 „Sandbänke mit nur schwacher ständiger Überspülung durch Meerwasser“ und Code 1160 „Flache große Meeresarme und -buchten (Flachwasserzonen und Seegraswiesen)“ fehlen in der Karte 2. Der Managementplan enthält für die beiden FFH-Arten nach Anhang II und IV FFH-Richtlinie „Laubfrosch“ und „Kammmolch“ weder Angaben über die Populationsgröße noch über deren Erhaltungszustand.

#### Erhaltungsziele
Für das Teilgebiet „Höftland Bockholmwik und angrenzende Steilküsten“ wurden 10 Erhaltungsziele für FFH-Lebensraumtypen und 2 FFH-Arten von gemeinschaftlichem Interesse definiert.

#### Analyse und Bewertung
Der Managementplan enthält eine umfangreiche Analyse und Bewertung des Teilgebietes.

#### Maßnahmenkatalog
Aus der Analyse und Bewertung der Erhaltungsziele wurde ein Maßnahmenkatalog entwickelt.

#### Erfolgskontrolle und Monitoring der Maßnahmen
Das Monitoring erfolgt in Schleswig-Holstein alle 6 Jahre.

#### Bildergalerie

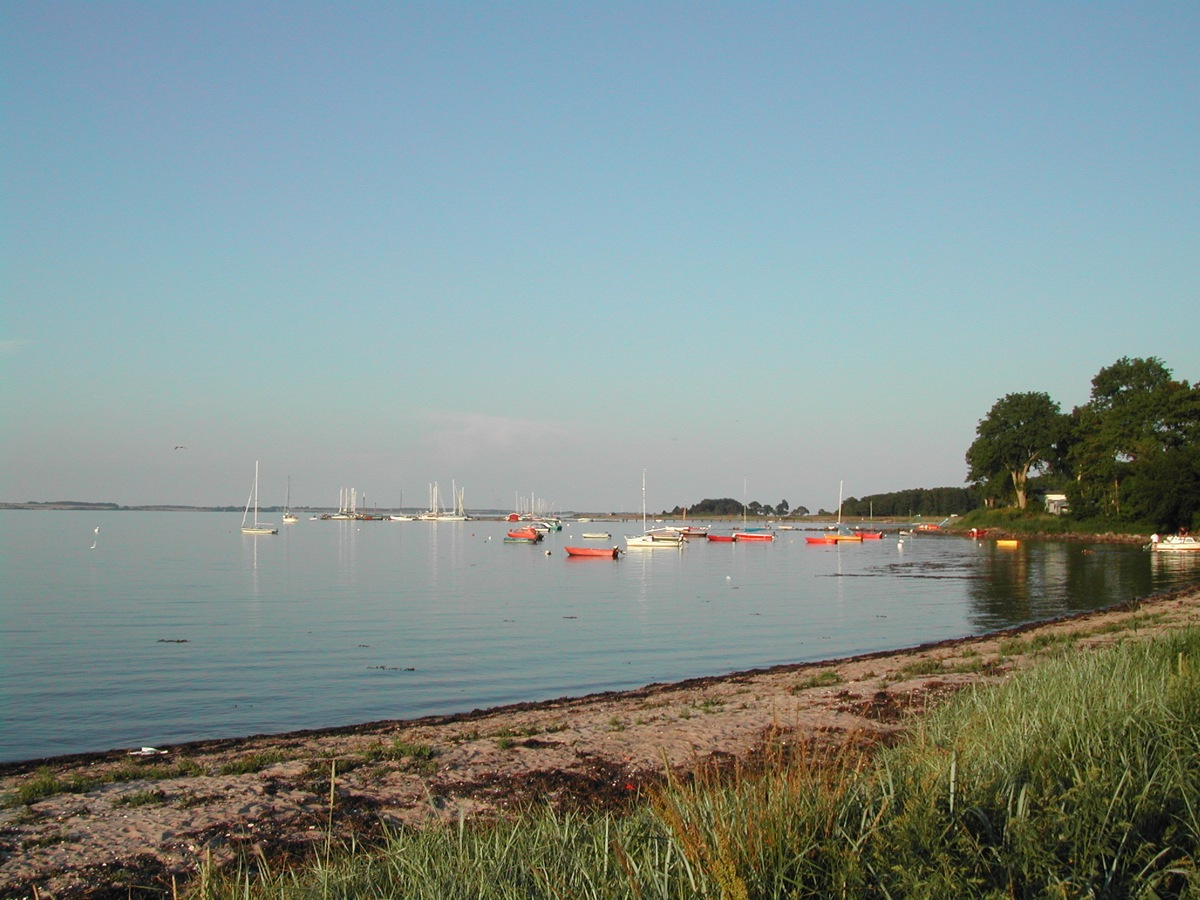
NSG „Höftland Bockholmwik“; Bucht von Bockholmwik

### Teilgebiet „Habernisser Au und Stürsholz und Umgebung“

#### Gebietscharakteristik
Das Teilgebiet Habernisser Au setzt sich aus einem kleinen Waldstück mit Buchen umgeben von einem sumpfigen Gelände mit Eschen, dem Stürsholz und dem Auental der Habernisser Au, die vom Süden kommend durch Salzwiesen hindurch sich in die Ostsee ergießt zusammen. Die Habernisser Au ist ein Fließgewässer der Flussgebietseinheit Schlei/Trave und gilt nach Bewertung gemäß Wasserrahmenrichtlinie als „erheblich veränderter Wasserkörper (heavily modified waterbody = HMWB)“.

#### Erhaltungsgegenstand
Es sind 9 FFH-Lebensraumtypen nach Anhang I FFH-Richtlinie und 1 FFH-Arten nach Anhang II und IV FFH-Richtlinie sowie 4 weitere Arten und Biotope als Erhaltungsgegenstand festgelegt worden. Der Managementplan für die eine FFH-Art nach Anhang II und IV FFH-Richtlinie „Kammmolch“ enthält weder Angaben über die Populationsgröße noch über dessen Erhaltungszustand.

#### Erhaltungsziele
Für das Teilgebiet „Habernisser Au und Stürsholz und Umgebung“ wurden als Erhaltungsziele 8 FFH-Lebensraumtypen und 2 FFH-Arten von gemeinschaftlichem Interesse definiert.

#### Analyse und Bewertung
Der Managementplan enthält eine umfangreiche Analyse und Bewertung des Teilgebietes.

#### Maßnahmenkatalog
Aus der Analyse und Bewertung der Erhaltungsziele wurde ein Maßnahmenkatalog entwickelt, wo bisher durchgeführte Maßnahmen, notwendige Erhaltungsmaßnahmen und weitergehende Entwicklungsmaßnahmen behandelt werden. Zudem ist jede Maßnahme in 10 Maßnahmeblättern systematisch erfasst.

#### Erfolgskontrolle und Monitoring der Maßnahmen
Das Monitoring erfolgt in Schleswig-Holstein alle 6 Jahre.

#### Bildergalerie

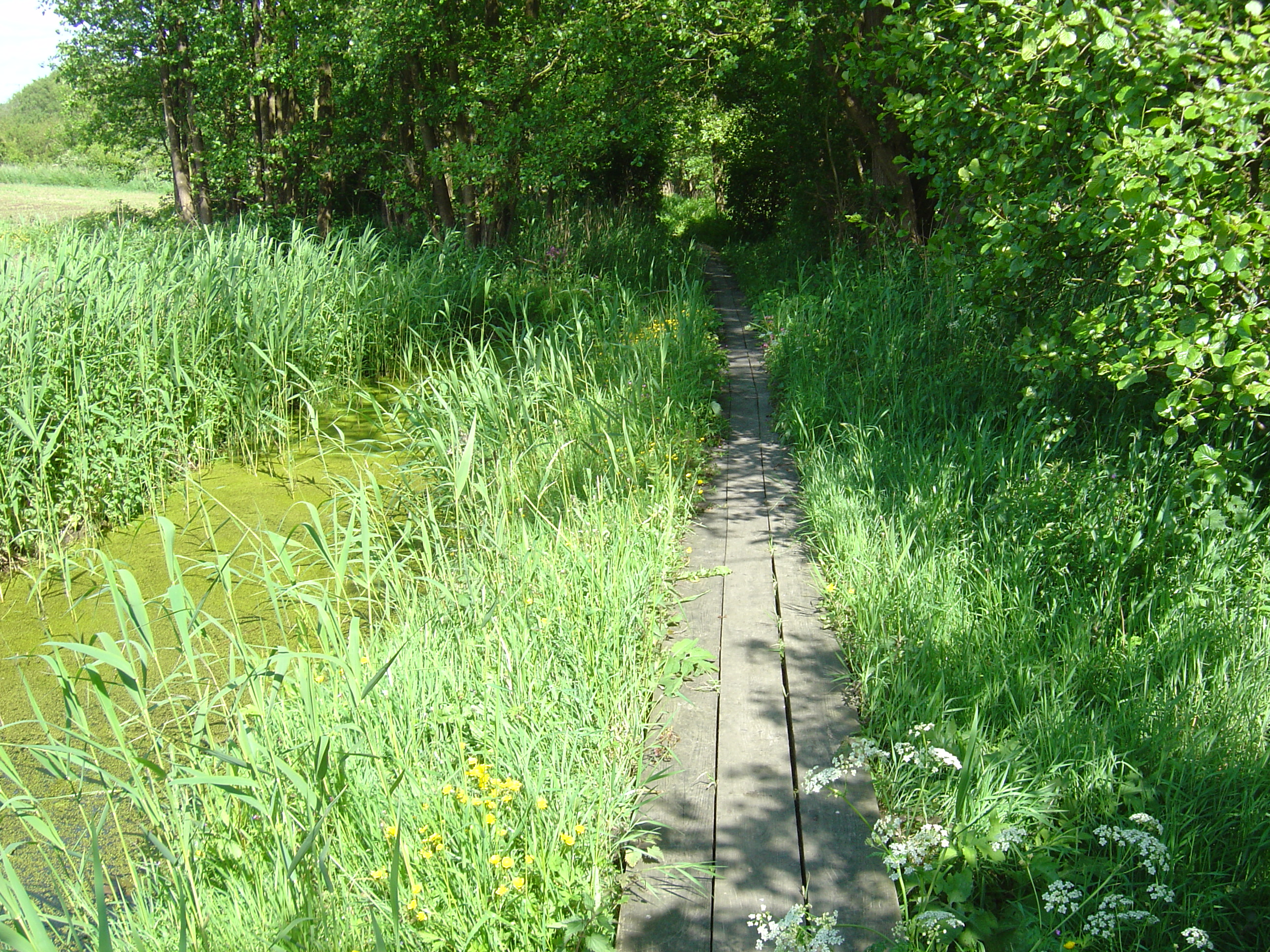
NSG „Habernisser Au und Umgebung“; Bohlenweg im Habernisser Moor
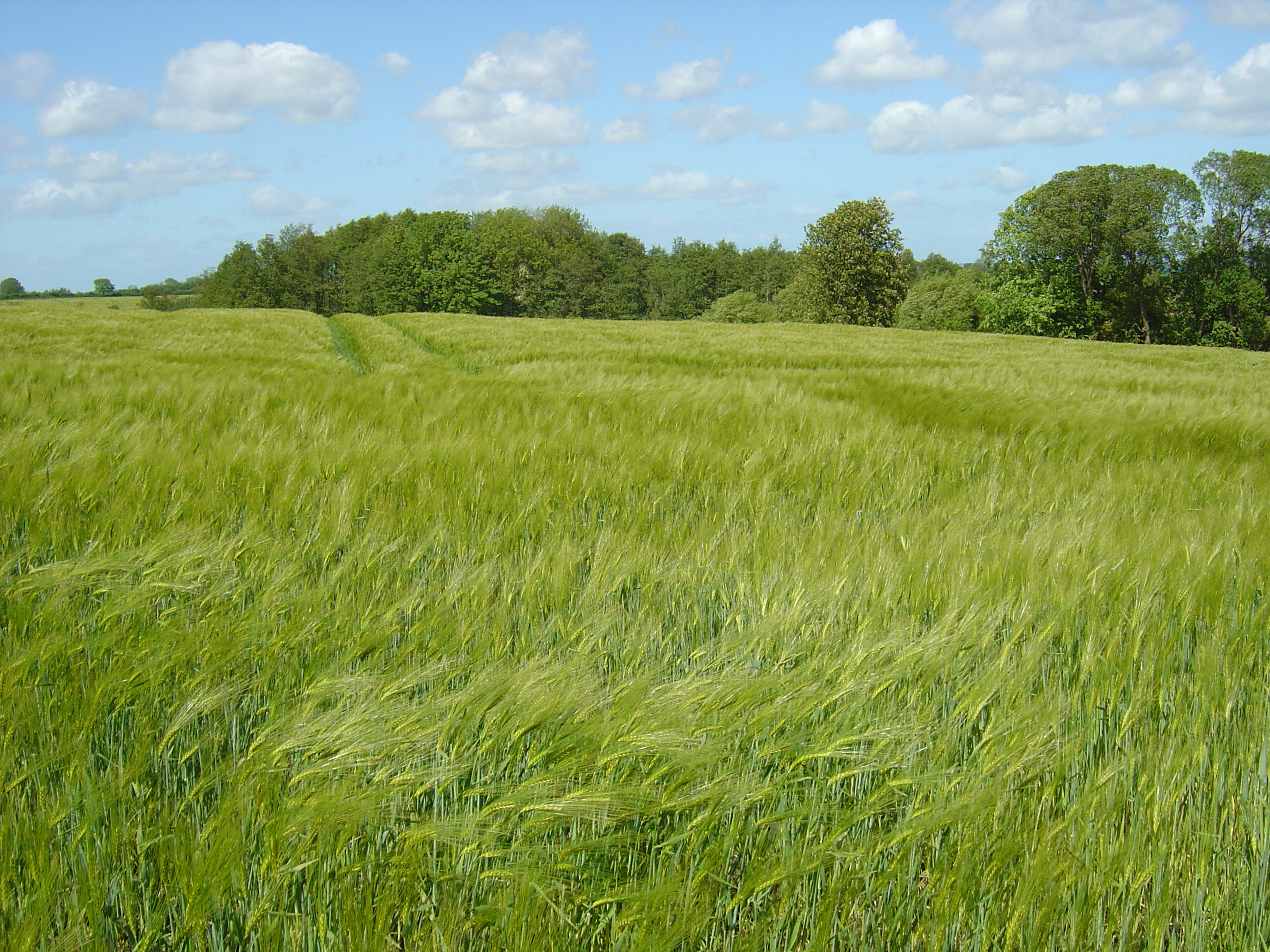
NSG „Habernisser Au und Umgebung“; Habernisser Niederung

### Teilgebiet „Gräverdiek-Hunhoi“

#### Gebietscharakteristik und Naturschutzumgebung

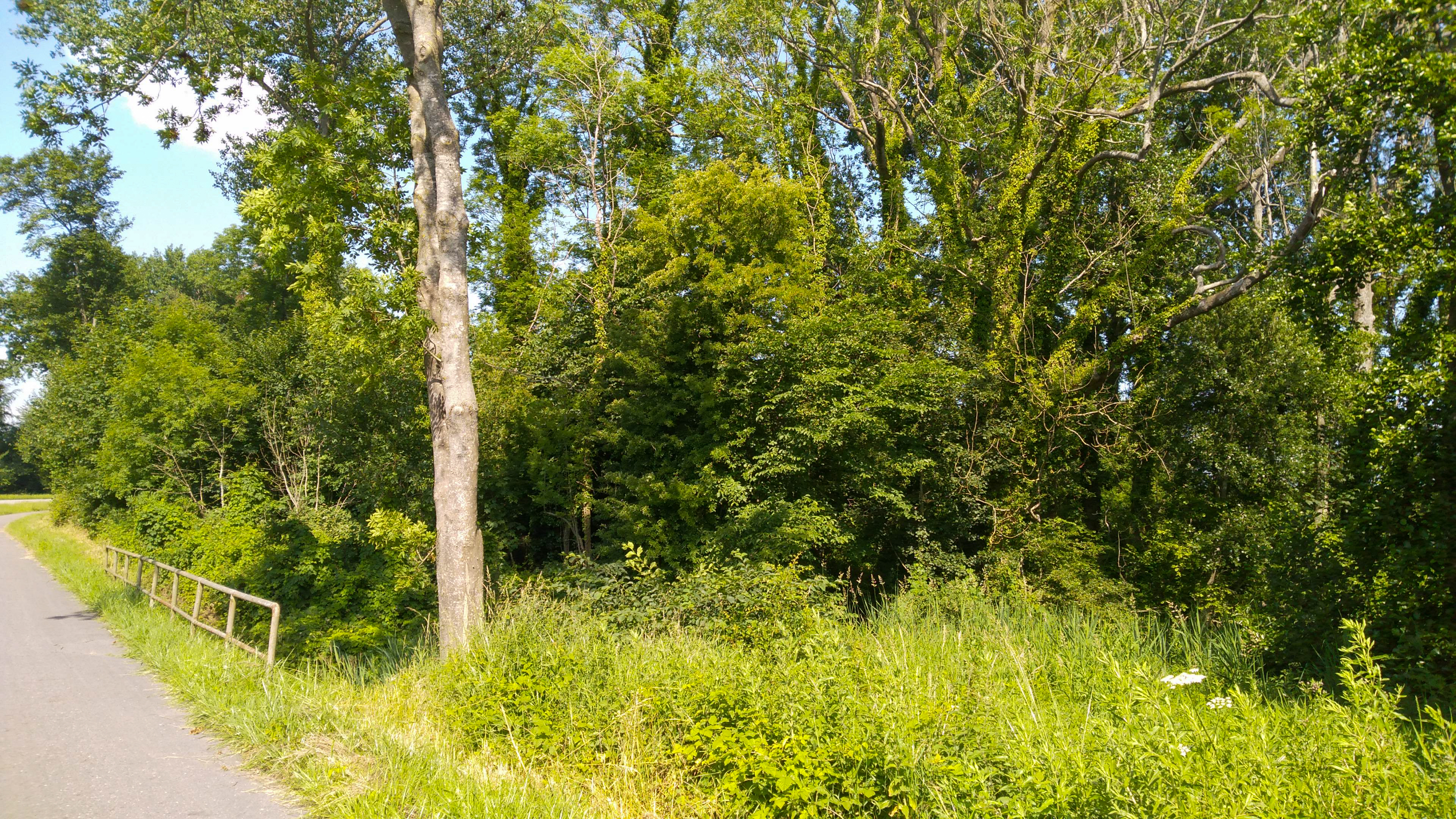
Südl. Grenze des Managementplanes

Das FFH-Teilgebiet hat eine Fläche von 18 ha und erstreckt sich entlang der Geltinger Bucht in der Gemeinde Niesgrau zwischen den Ortsteilen Gräverdiek im Westen und Gelting Mole im Osten auf ca. 750 m Länge. Nach Süden hin verengt es sich rasch auf einen schmalen Uferstreifen rechts und links der Hunau bis kurz vor der B199. Der Geltungsbereich des Managementplanes geht über das FFH-Teilgebiet hinaus bis zur Unterführung der Hunau unter die B199. Vor dem Deich gehört der Strand und die Mündung der Hunau dazu. Nach § 61 BNatSchG i. V. m. § 35 des LNatSchG besteht entlang der gesamten Küstenlinie landwärts ein mindestens 150 m breiter Schutzstreifen. Auf der Deichkrone befindet sich ein wassergebundener Fuß- und Radweg, der Teil des Ostseeküsten-Radweges ist. Der Grünlandstreifen südlich des Küstendeiches zwischen Gräverdiek und der Hunau gehört mit 7,5 ha der Stiftung Naturschutz Schleswig-Holstein. Das FFH-Teilgebiet liegt vollständig in einer Hauptverbundachse des landesweiten Biotopverbundsystems und im Landschaftsschutzgebiet Nr. 59-SL-13 Flensburger Förde. Der Managementvermerk für das FFH-Teilgebiet wurde am 8. Juni 2018 durch die Integrierte Station Geltinger Birk erstellt.

#### Erhaltungsgegenstand
Alleiniger Erhaltungsgenstand des Teilgebietes ist der FHH-Lebensraumtyp 1220 „Mehrjährige Vegetation der Kiesstrände“ von besonderer Bedeutung im Sinne des Anhangs I der FFH-Richtlinie.

#### Erhaltungsziele
Als alleiniges Erhaltungsziel gilt die Erhaltung des FHH-Lebensraumtyps mehrjährige Vegetation der Kiesstrände.

#### Analyse und Bewertung
Der Strandbereich befindet sich laut der FFH-Lebensraumtypenkartierung (LRT) aus dem Jahr 2008 in einem ungünstigen Erhaltungszustand.

#### Maßnahmenkatalog
Die notwendigen Erhaltungsmaßnahmen sind in einem Maßnahmenkatalog festgehalten.

#### Erfolgskontrolle und Monitoring der Maßnahmen
Zum Monitoring werden im Managementplan dieses Teilgebietes keine Aussagen gemacht.

#### Bildergalerie

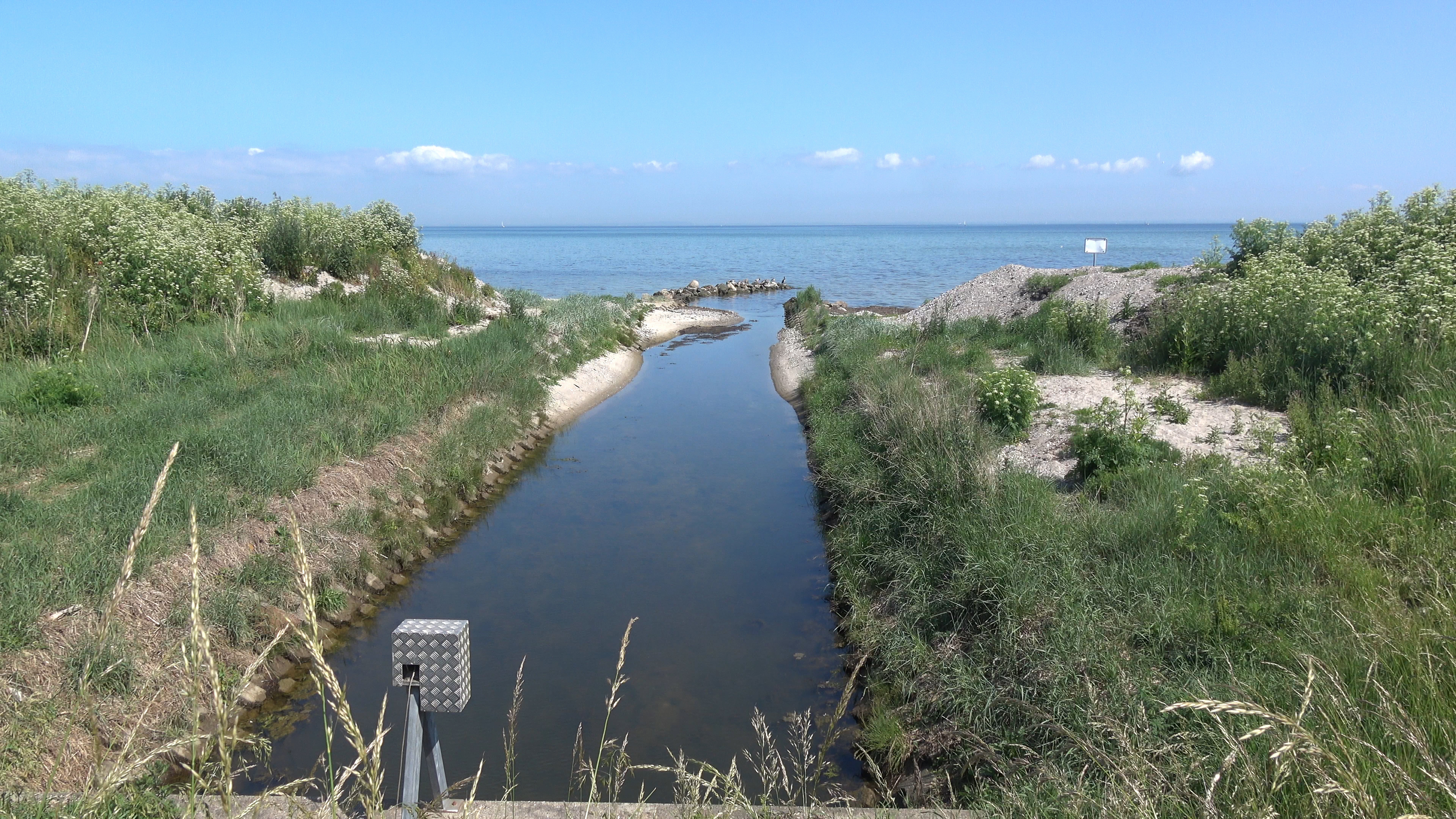
Mündung der Hunau in die Ostsee
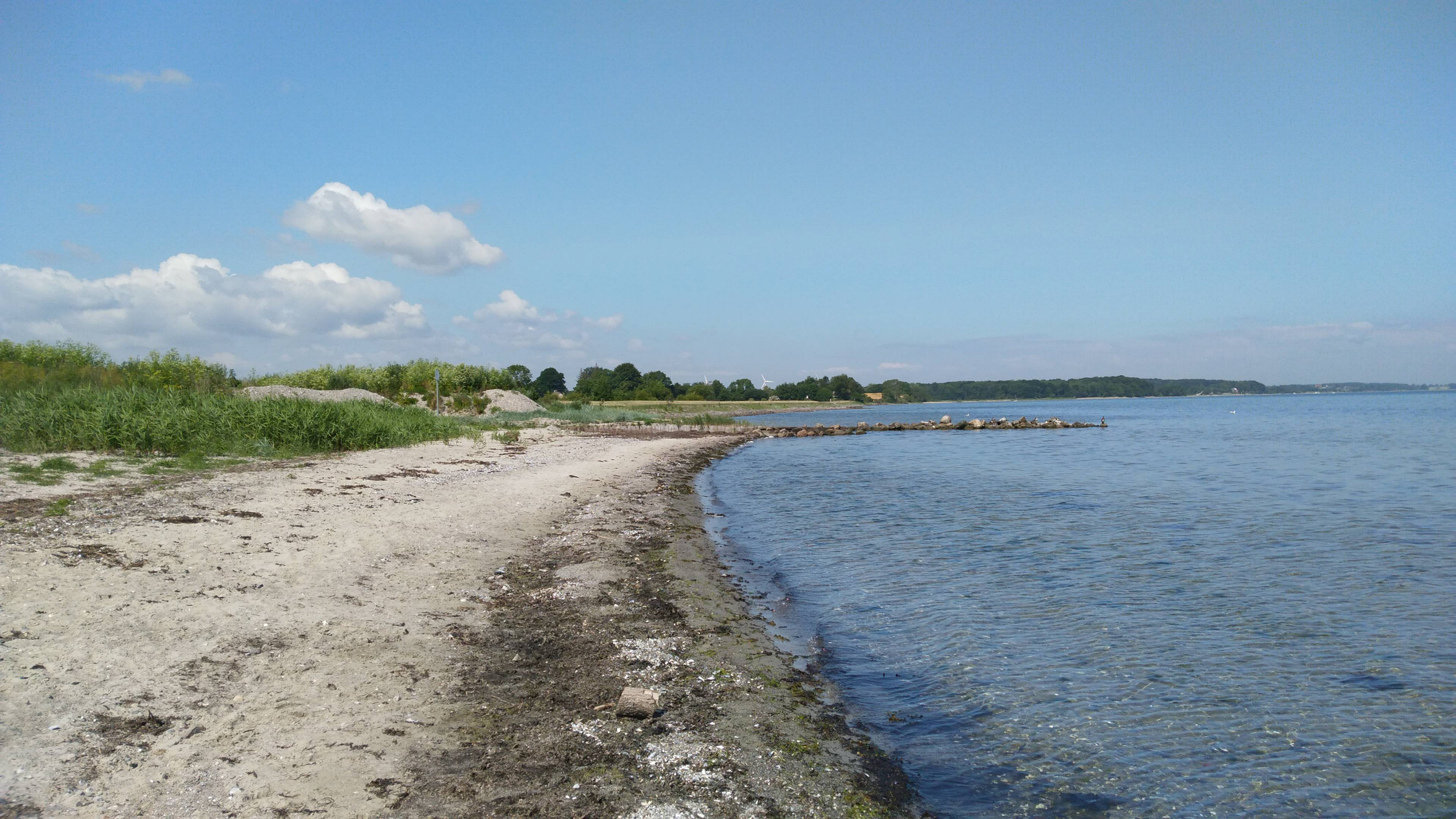
Mündung der Hunau in die Ostsee
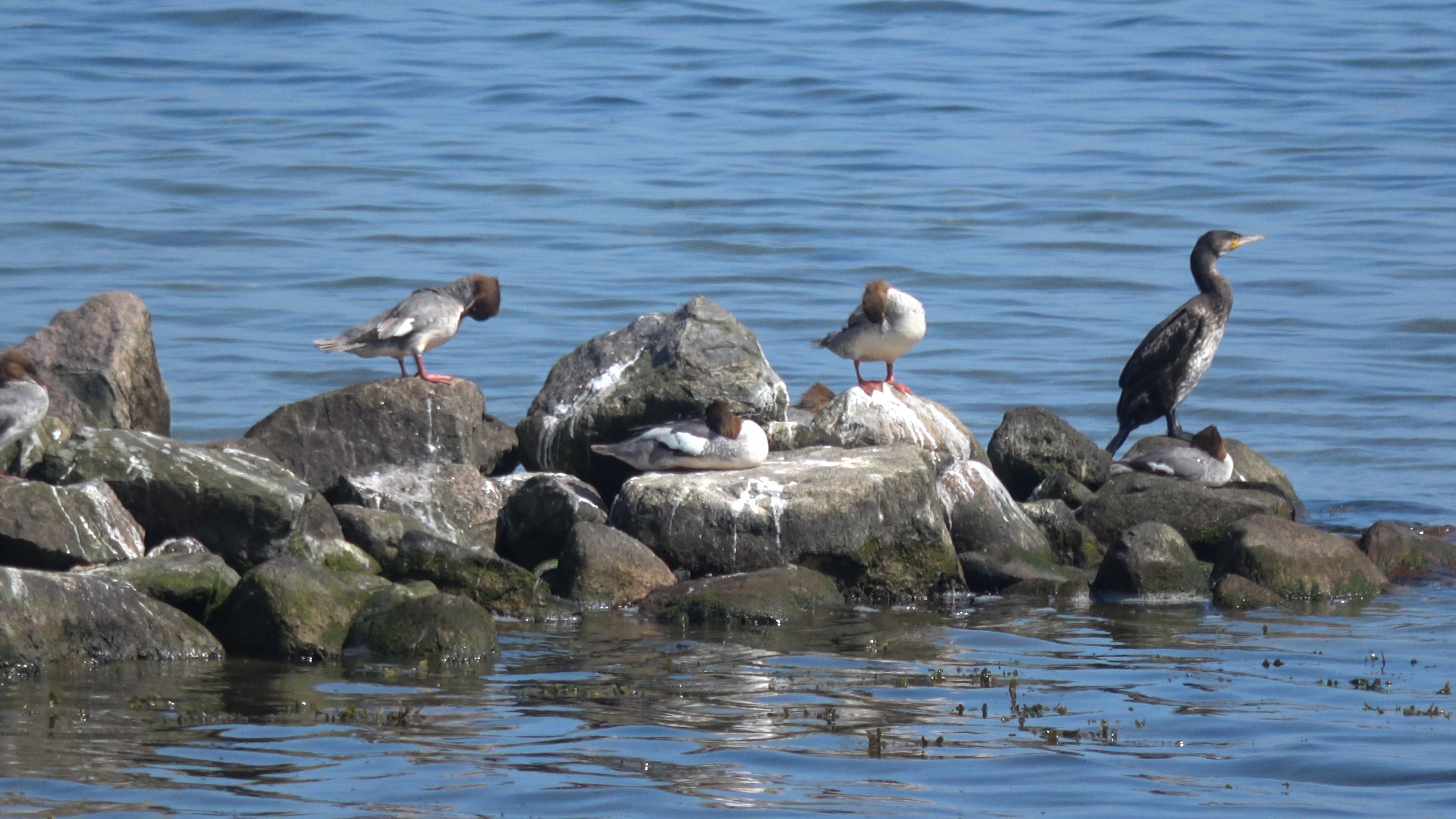
Gänsesäger und ein Kormoran bei der Gefiederpflege an der Mündung der Hunau in die Ostsee
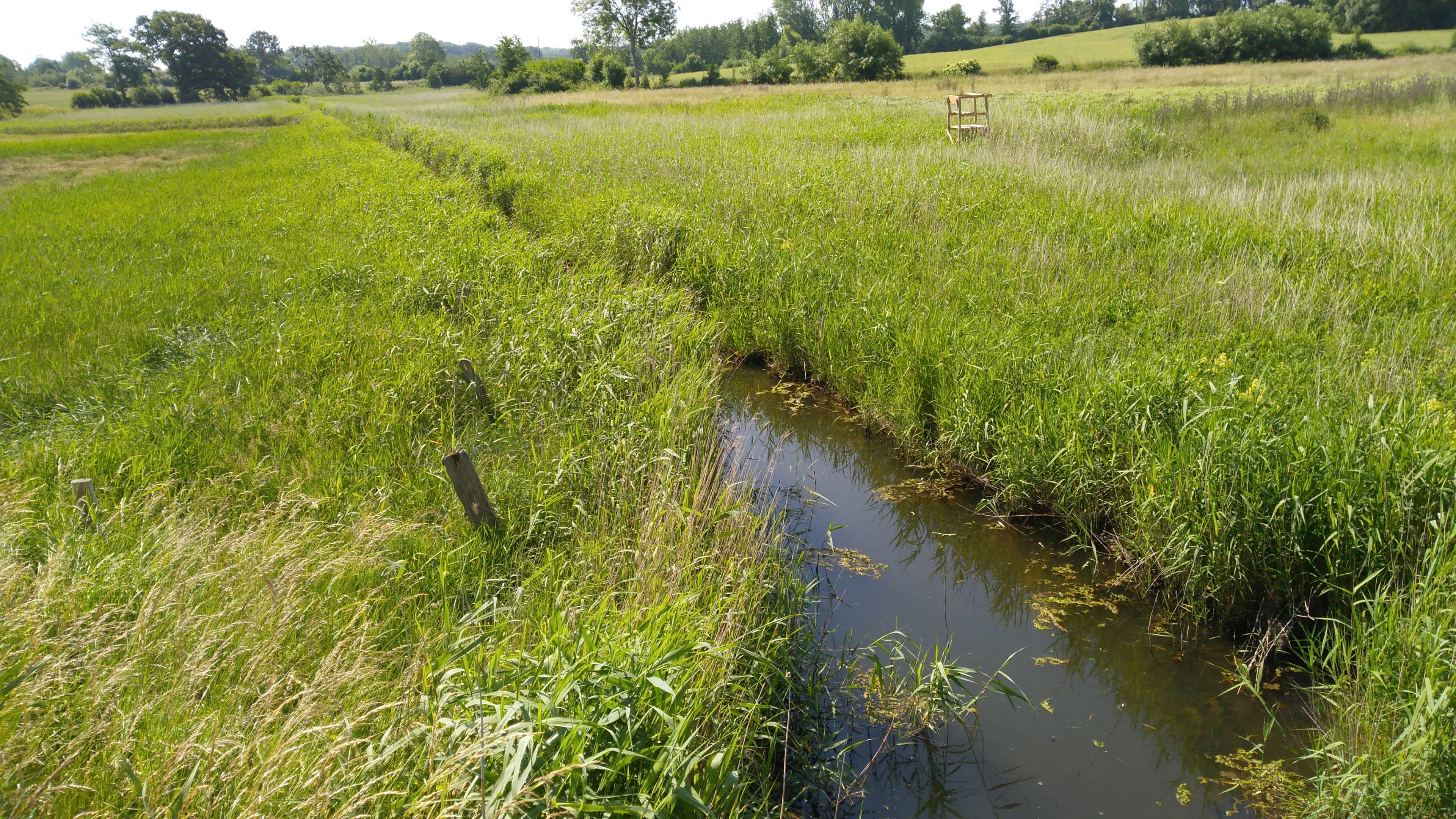
Die Hunau kurz vor der Mündung in die Ostsee

### Teilgebiet „Geltinger Birk“

#### Gebietscharakteristik
Das FFH-Gebiet erstreckt sich vom Nordschauwald im Südosten über das Geltinger Noor zur Lagune am Toten Kliff bis zum Birk-Nack im äußersten Norden, nach Osten an der Küste entlang bis zum Landesschutzdeich mit Schwenk nach Westen über Nieby Maas, an Nieby-Westerfeld vorbei mit Schwenk nach Süden zum Basrotter Graben am Geltinger Noor entlang zurück zum Nordschauwald. Das Gebiet entspricht im Wesentlichen den Grenzen des Naturschutzgebietes „Geltinger Birk“. In Landkarten aus dem Ende des 18. Jahrhunderts ist ersichtlich, dass die Birk einmal von drei Seiten von Wasser umgeben war. Das ehemalige Noor südlich der Birk wurde im 19. Jahrhundert durch einen Damm vom Meer abgetrennt und durch ein windbetriebenes Pumpwerk trockengelegt. Im Rahmen der Renaturierung der Birk wurde 2014 ein Teil des ehemaligen Noors wieder vernässt. Am 17. August 2020 wurden drei junge Fischotter im Teilgebiet ausgesetzt. Zur Bekämpfung der Kartoffelrose im Stiftungsland der Geltinger Birk wurde im September 2019 eine Ziegenherde eingesetzt.

#### Erhaltungsgegenstand
Im Teilgebiet „Geltinger Birk“ wurden 15 FFH-Lebensraumtypen nach Anhang I FFH-Richtlinie und 4 FFH-Arten nach Anhang II und IV FFH-Richtlinie identifiziert, 18 Vogelarten nach Anhang I und Art. 4(2) der Vogelschutz-Richtlinie, 46 relevante Brutvogelarten mit Angaben zum Bruterfolg 2017, 7 vom Aussterben bedrohte Pflanzenarte, 10 stark gefährdete Pflanzenarten, 18 gefährdete Pflanzenarten und 2 Pflanzenarten aus der Vorwahlliste. Zwischen 2005 und 2014 wurden 27 Schmetterlingsarten gesichtet. Zwischen 2006 und 2014 wurden 26 Libellenarten gezählt. Im Teilgebiet kommen 10 nach § 30 Abs. 2 BNatSchG i. V. m. § 21 Abs. 1 LNatschG gesetzlich geschützte Biotope vor.

#### Erhaltungsziele
Aus den Erhaltungszielen für das Gesamtgebiet gelten für das Teilgebiet „Geltinger Birk“ für 8 FFH-Lebensraumtypen und Arten übergreifende Ziele. Ziele von besonderer Bedeutung nach Anhang I FFH-Richtlinie sind 15 FFH-Lebensraumtypen und 2 FFH-Arten nach Anhang II und IV FFH-Richtlinie. Ziel von Bedeutung nach Anhang I FFH-Richtlinie ist ein FFH-Lebensraumtyp.

#### Analyse und Bewertung
Jedes Erhaltungsziel ist einer eingehenden Analyse und Bewertung unterzogen worden.

#### Maßnahmenkatalog
Es wurden im Managementplan für die 15 FFH-Lebensraumtypen und FHH-Arten 33 Einzelmaßnahmen festgelegt.

#### Erfolgskontrolle und Monitoring der Maßnahmen
Das Monitoring erfolgt in Schleswig-Holstein alle 6 Jahre.

#### Bildergalerie

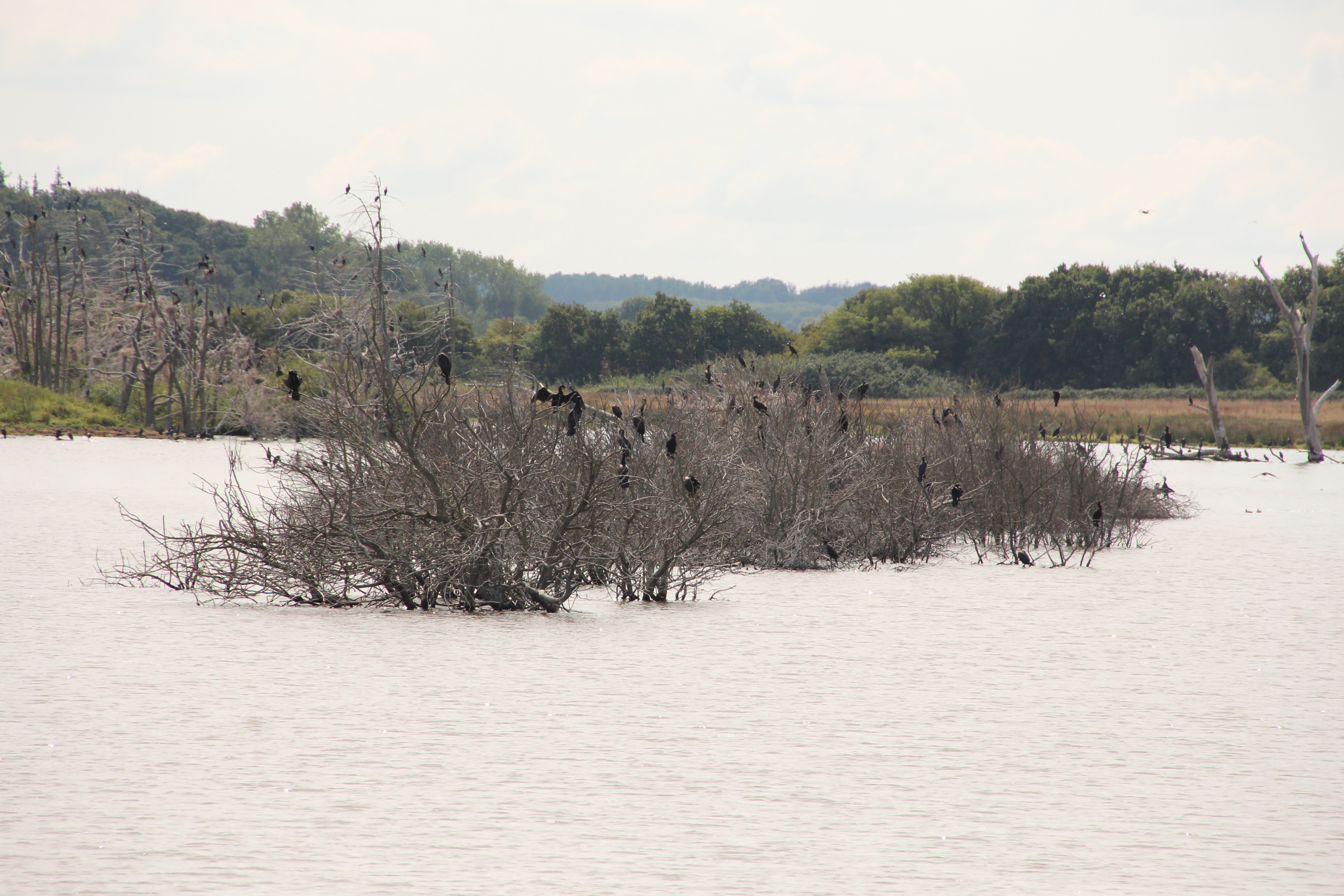
NSG „Geltinger Birk“; Kormorankolonie
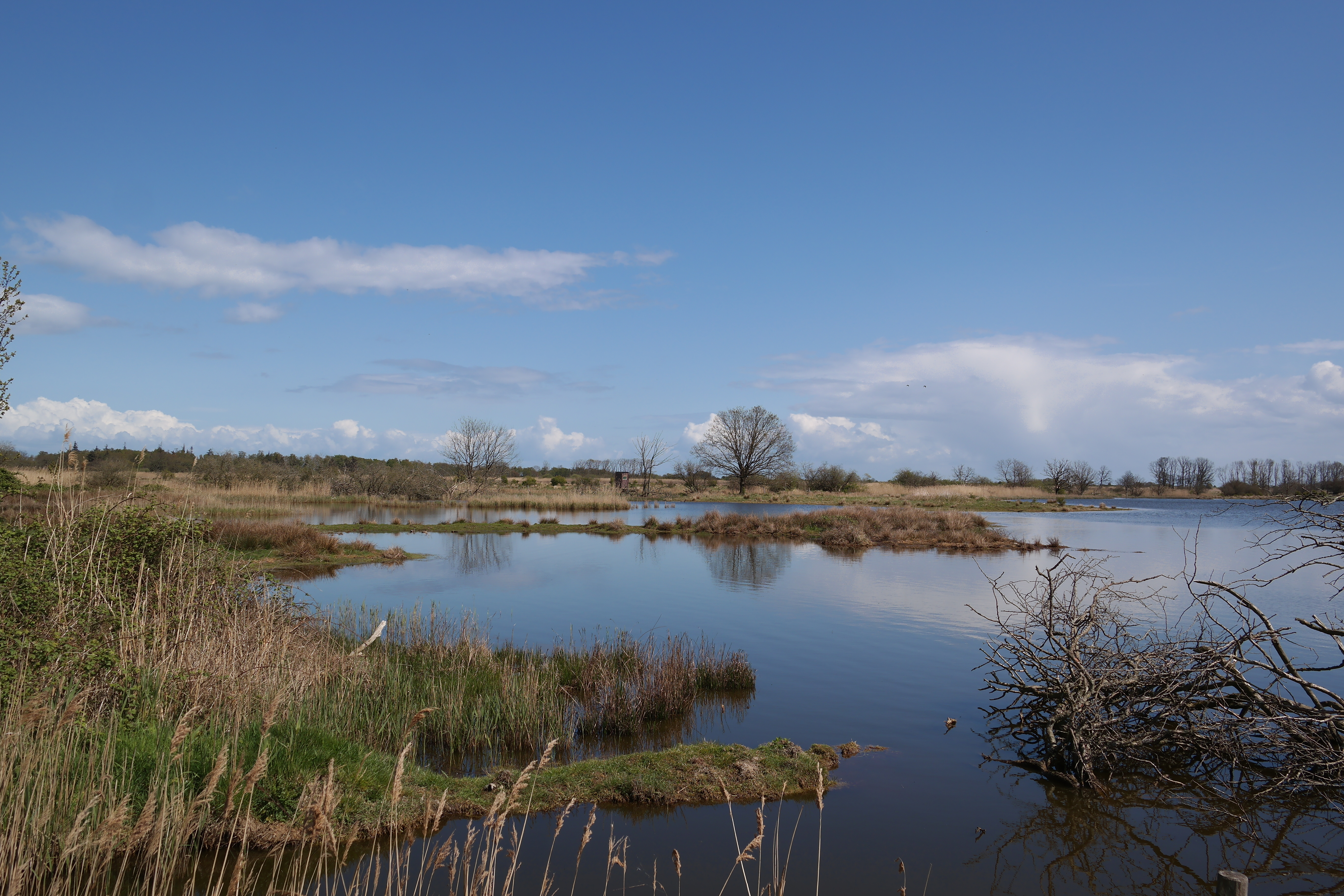
NSG „Geltinger Birk“; Großes Noor
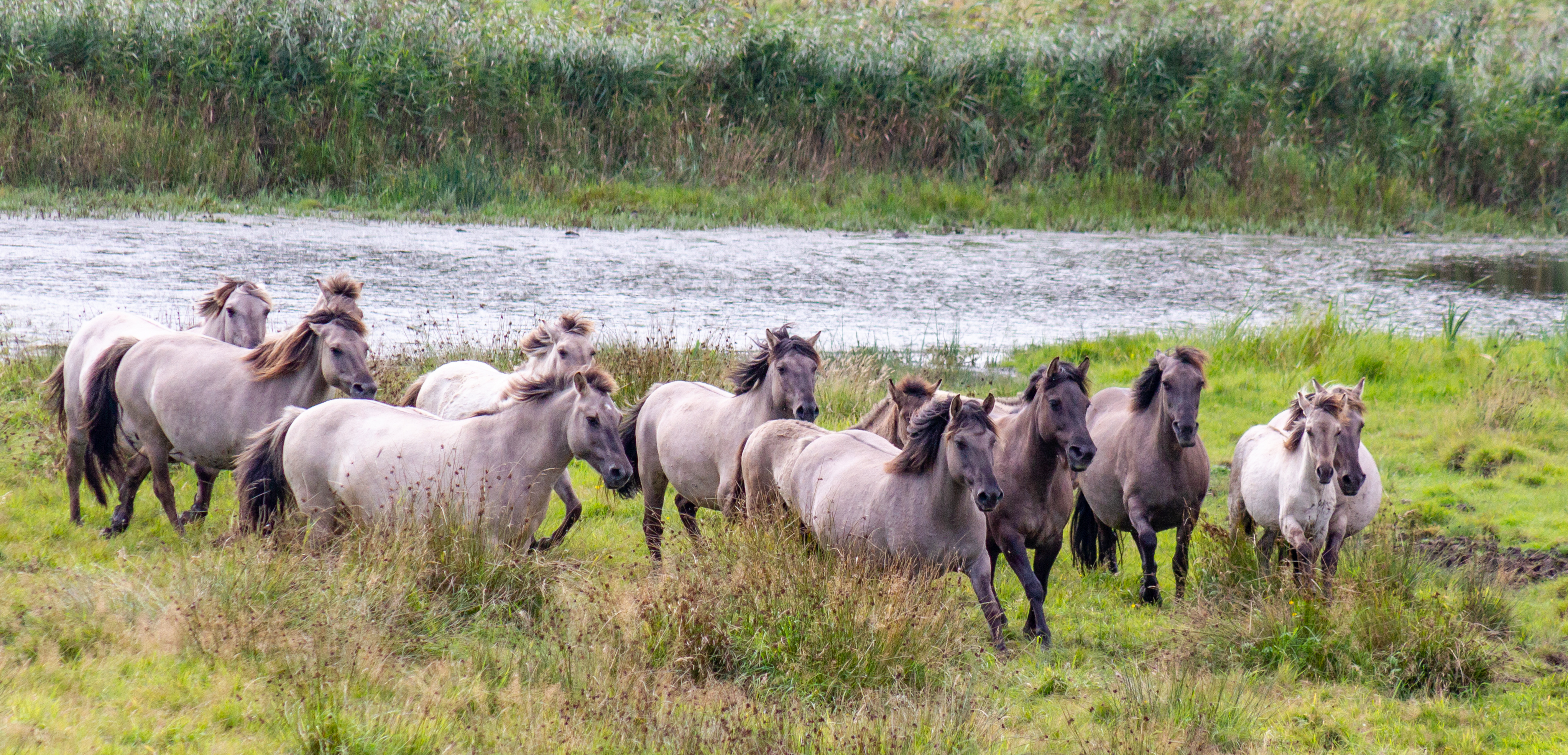
NSG „Geltinger Birk“; Koniks im Großen Noor
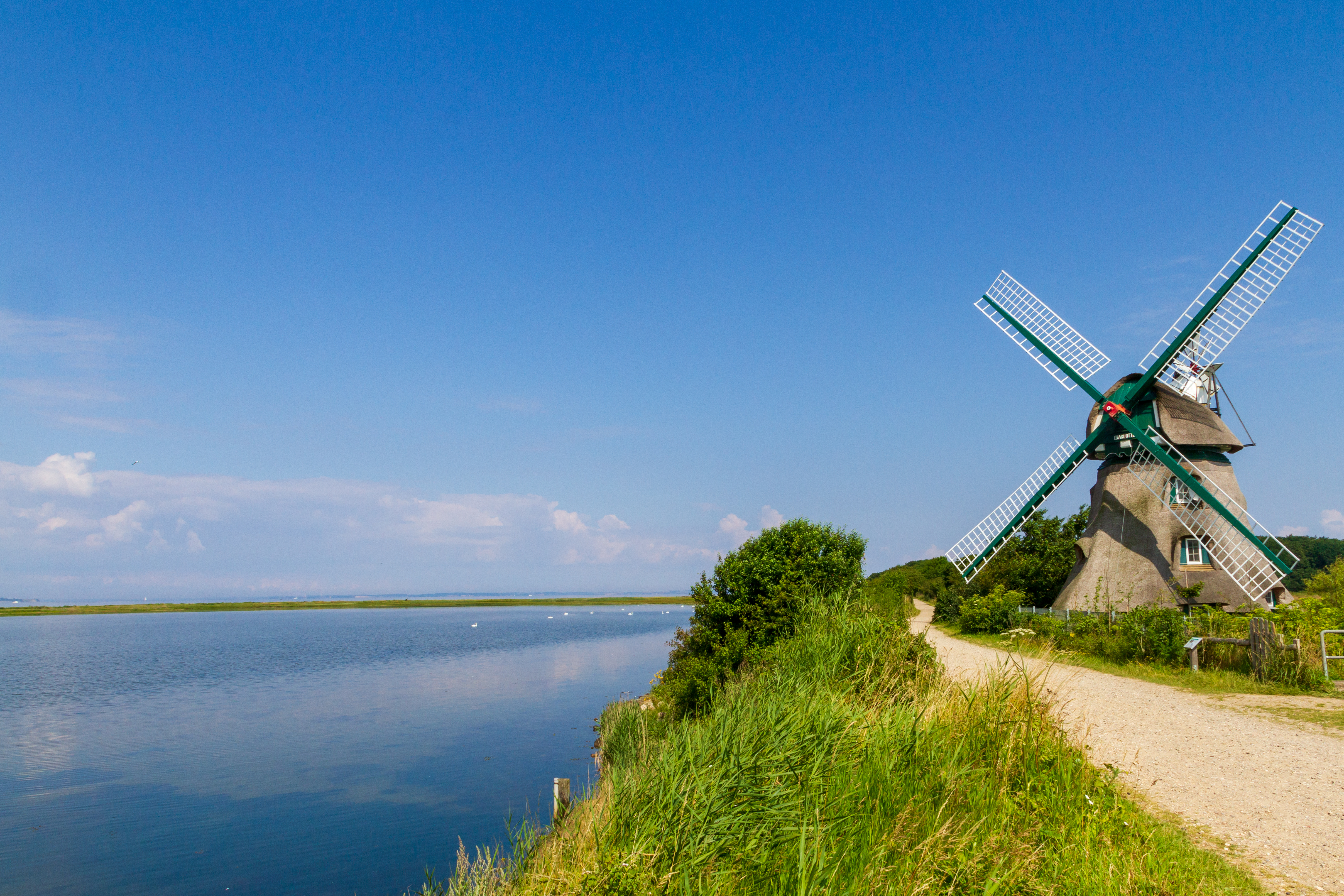
NSG „Geltinger Birk“; Mühle Charlotte am Geltinger Noor

### Teilgebiet „Dollerup“

#### Gebietscharakteristik
Das Teilgebiet „Dollerup“ umfasst einen ca. 150 m breiten und 3,7 km langen Küstensaum aus Kies und Geröll an der Flensburger Förde zwischen der Straße „Zu den Lücken“ in Westerholz im Westen und der Straße „Mühlendamm“ in Mühlendamm im Osten. Die Küste besteht fast vollständig aus bis zu 37 m hoher Steilküste, die durch drei Taleinschnitte mit Erdrutschungen unterbrochen ist. Im FFH-Teilgebiet wurden 21 Biotoptypen gefunden und kartiert.

#### Erhaltungsgegenstand
Im Teilgebiet „Dollerup“ wurden 5 FFH-Lebensraumtypen nach Anhang I FFH-Richtlinie gefunden, 4 haben eine gute und einer eine mittlere bis schlechte Ausprägung. Eine FFH-Art nach Anhang II und IV FFH-Richtlinie wurde identifiziert. An weiteren Arten und Biotope wurden eine Vogelart, 9 Pflanzen, 6 Amphibien und Reptilien und 7 geschützte Biotope festgestellt.

#### Erhaltungsziele
Als Erhaltungsziele für das Teilgebiet „Dollerup“ sind 5 FFH-Lebensraumtypen und eine FFH-Art von gemeinschaftlichem Interesse definiert.

#### Analyse und Bewertung
Das Teilgebiet wurde eingehend analysiert und bewertet.

#### Maßnahmenkatalog
Der Analyse und Bewertung folgte ein umfangreicher Maßnahmenkatalog mit einer Kartenübersicht. und wurde in 13 Maßnahmenblättern dokumentiert. Die Umsetzung der Maßnahmen gestalten sich als schwierig, da fast das gesamte FFH-Teilgebiet sich im Privatbesitz befindet und das Einverständnis der Besitzer eingeholt werden muss.

#### Erfolgskontrolle und Monitoring der Maßnahmen
Das Monitoring erfolgt in Schleswig-Holstein alle 6 Jahre.

#### Bildergalerie

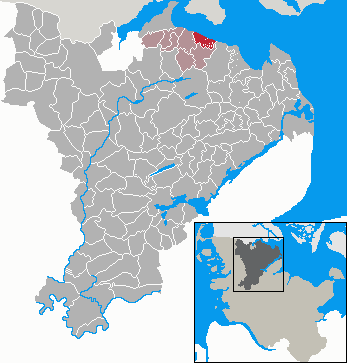
Westerholz, Kreis Schleswig-Flensburg in SH

### Teilfläche „Schleswig-Holsteinische Landesforsten A.ö.R.“

#### Gebietscharakteristik
Der Anteil der Schleswig-Holsteinischen Landesforsten am FHH-Gebiet beträgt 6,1 % und besteht aus 4 lokal getrennten Teilgebieten:
Teilgebiet 1, Kluesries (31,6 ha)
Teilgebiet 2, Süderholz und Tremmerup (307,4 ha)
In den Gehölzen Süderholz und Tremmerup befindet sich der Roikier See und der Westerwerk See.
Teilgebiet 3, Gehege Friedeholz und NSG Pugumer See (262,1 ha)
Das Gehege Friedeholz beherbergt 10 Grabhügel aus der Jungsteinzeit bis zur Bronzezeit. Ein gut ausgebauter Wanderweg führt an den Hügeln vorbei, siehe Bildergalerie unten.
Teilgebiet 4, Horstkoppel bei Dollerup (74 ha)
Mit rund 181 ha, davon rund 150 ha mit 26 Einzelparzellen von 0,38 bis 75,85 ha Größe innerhalb des FFH-Gebietes, hat die Försterei Glücksburg einen verhältnismäßig hohen Anteil an Naturwald, der als Referenzfläche für eine Zertifizierung nach Forest Stewardship Council (FSC) auf freiwilliger Basis nicht mehr bewirtschaftet wird.

#### Erhaltungsgegenstand
Im Teilgebiet „Schleswig-Holsteinische Landesforsten“ wurden 10 FFH-Lebensraumtypen nach Anhang I FFH-Richtlinie, eine FFH-Art nach Anhang II und IV FFH-Richtlinie gesichtet.

#### Erhaltungsziele
Als Lebensraumziele gelten die unter „Erhaltungsgegenstand“ genannten FFH-Lebensraumtypen und FFH-Arten.

#### Analyse und Bewertung
Das Teilgebiet wurde eingehend analysiert und bewertet.

#### Maßnahmenkatalog
Der Analyse und Bewertung folgte ein umfangreicher Maßnahmenkatalog. Die Maßnahmen sind für das Teilgebiet 2, Süderholz und Tremmerup das Teilgebiet 3, Gehege Friedeholz und NSG Pugumer See, sowie das Teilgebiet 4, Horstkoppel bei Dollerup in Karten festgehalten.

#### Erfolgskontrolle und Monitoring der Maßnahmen
Das Monitoring erfolgt in Schleswig-Holstein alle 6 Jahre.

#### Bildergalerie Teilgebiet 2 Süderholz und Tremmerup

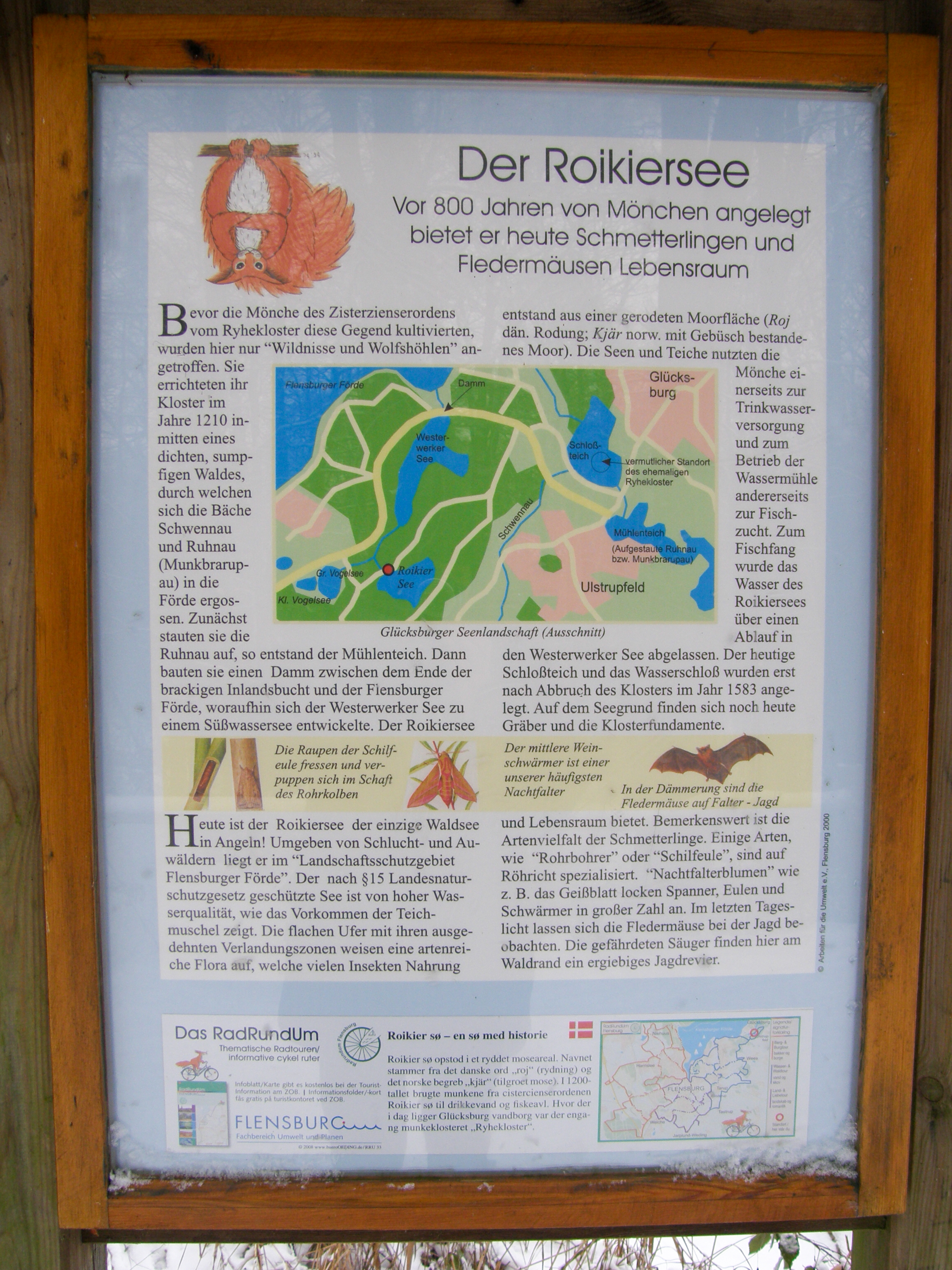
Infotafel am Roikier-See in Wald Tremmerup
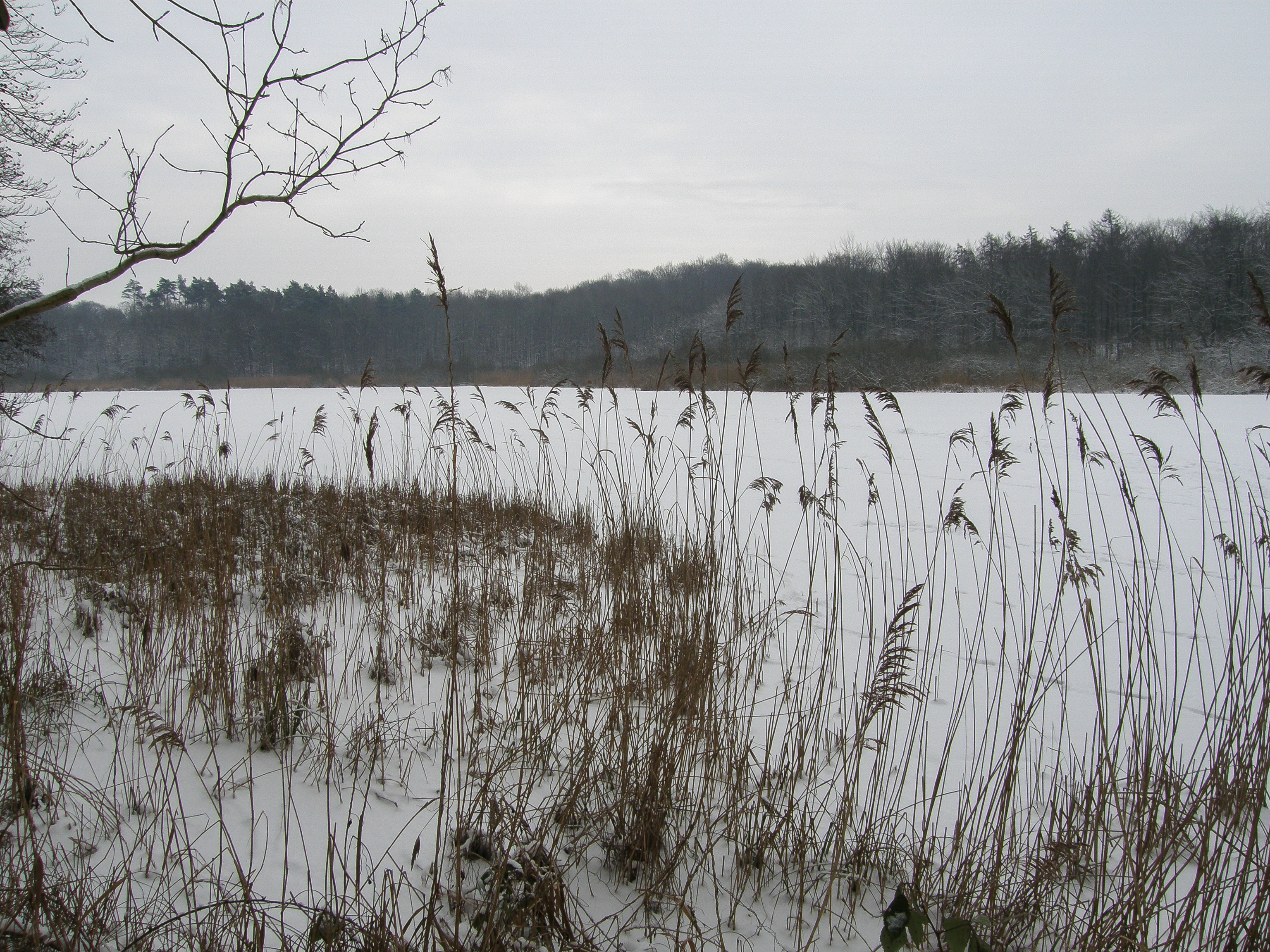
Roikier-See im Winter
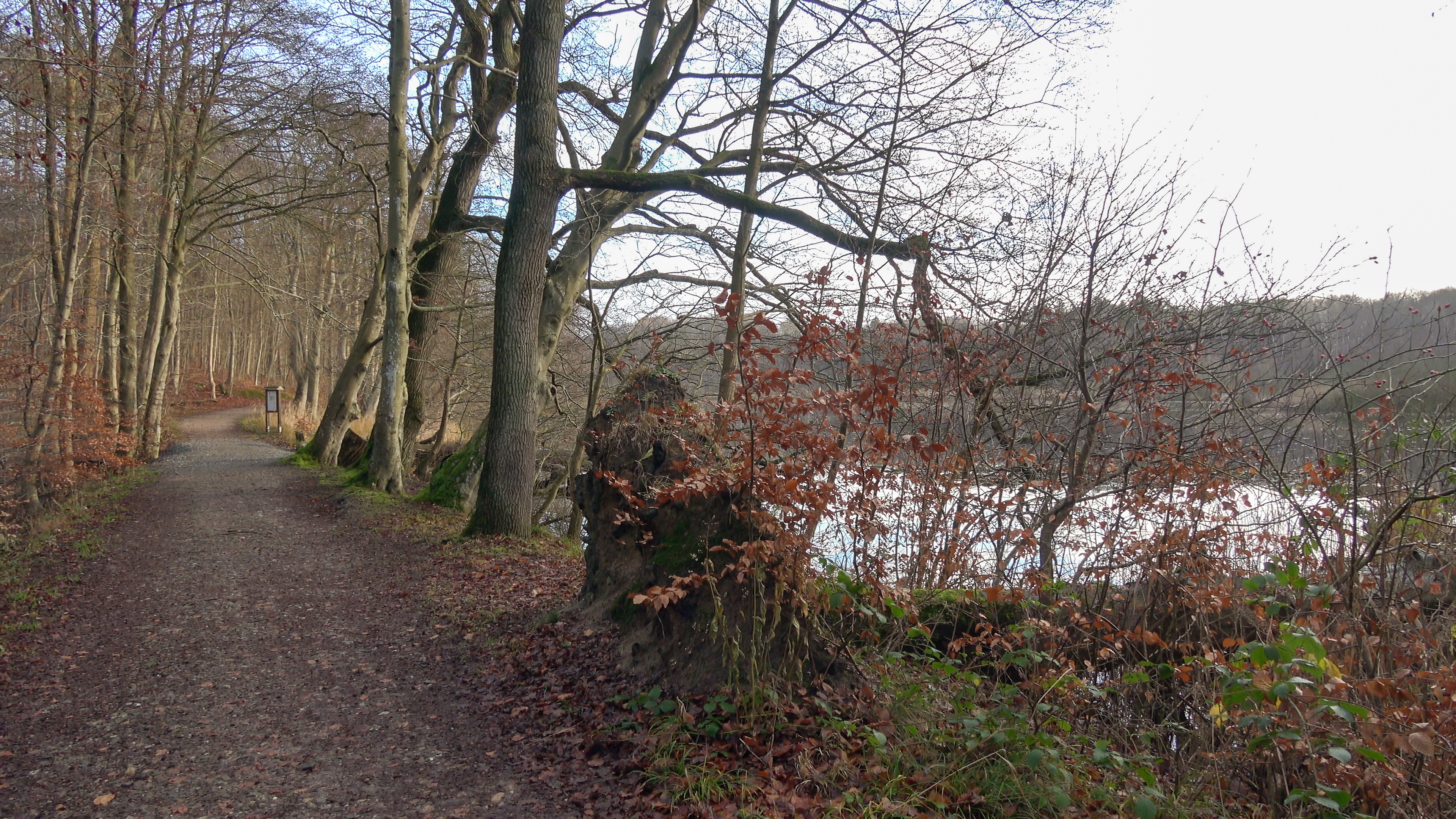
Am Roikier-See in Wald Tremmerup
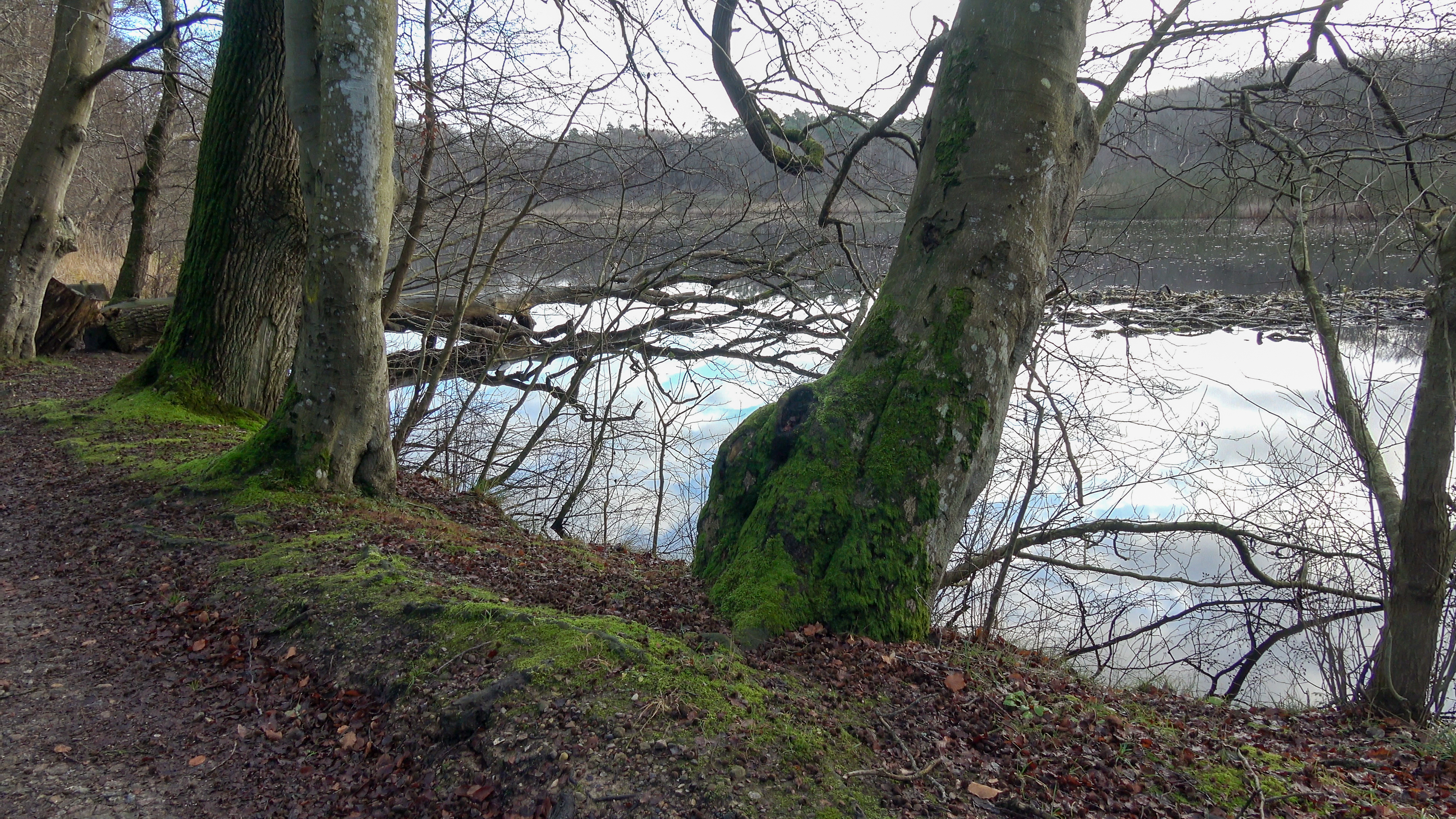
Am Roikier-See im Wald Tremmerup
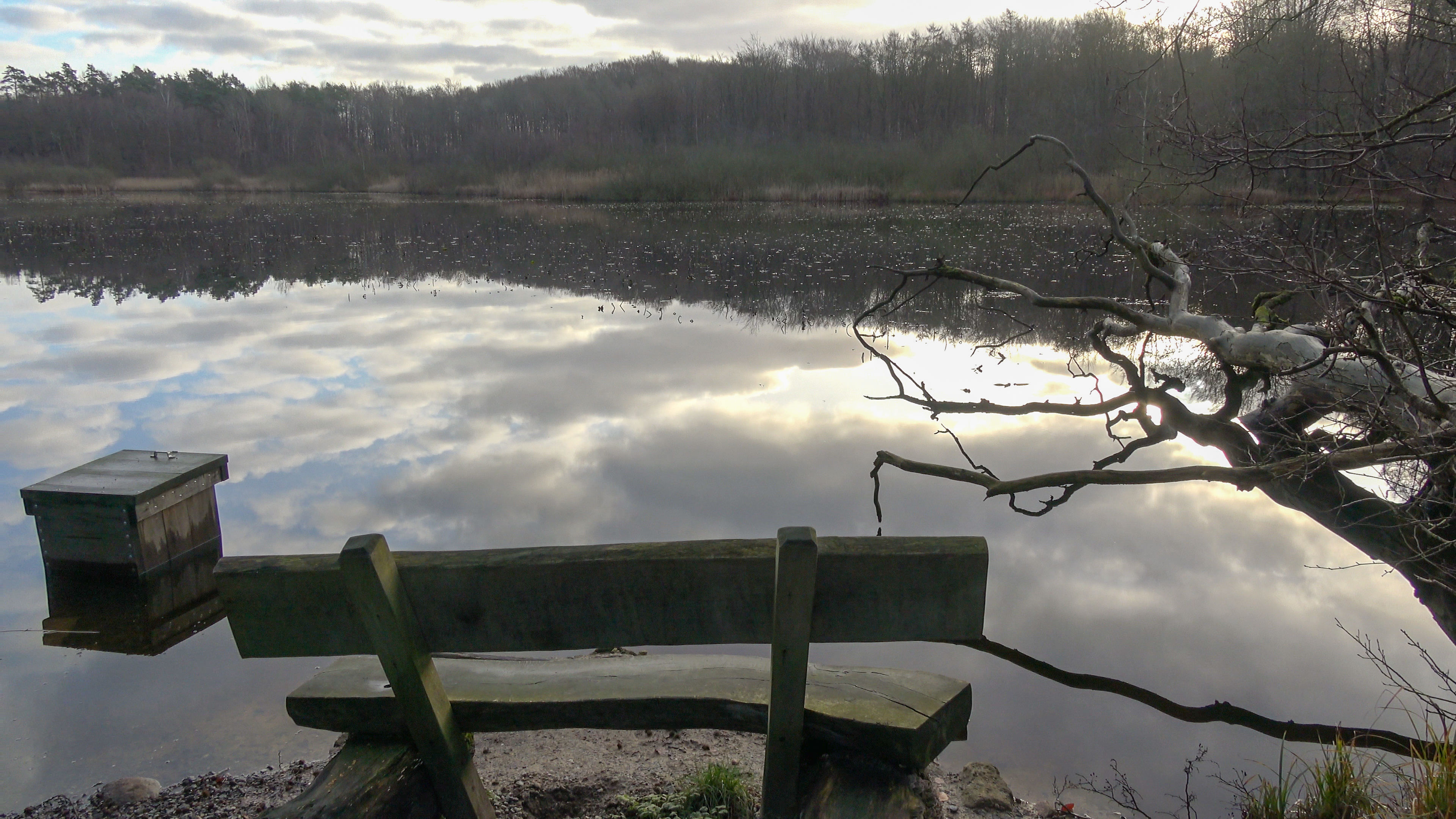
Am Überlaufschacht am Roikier-See im Wald Tremmerup
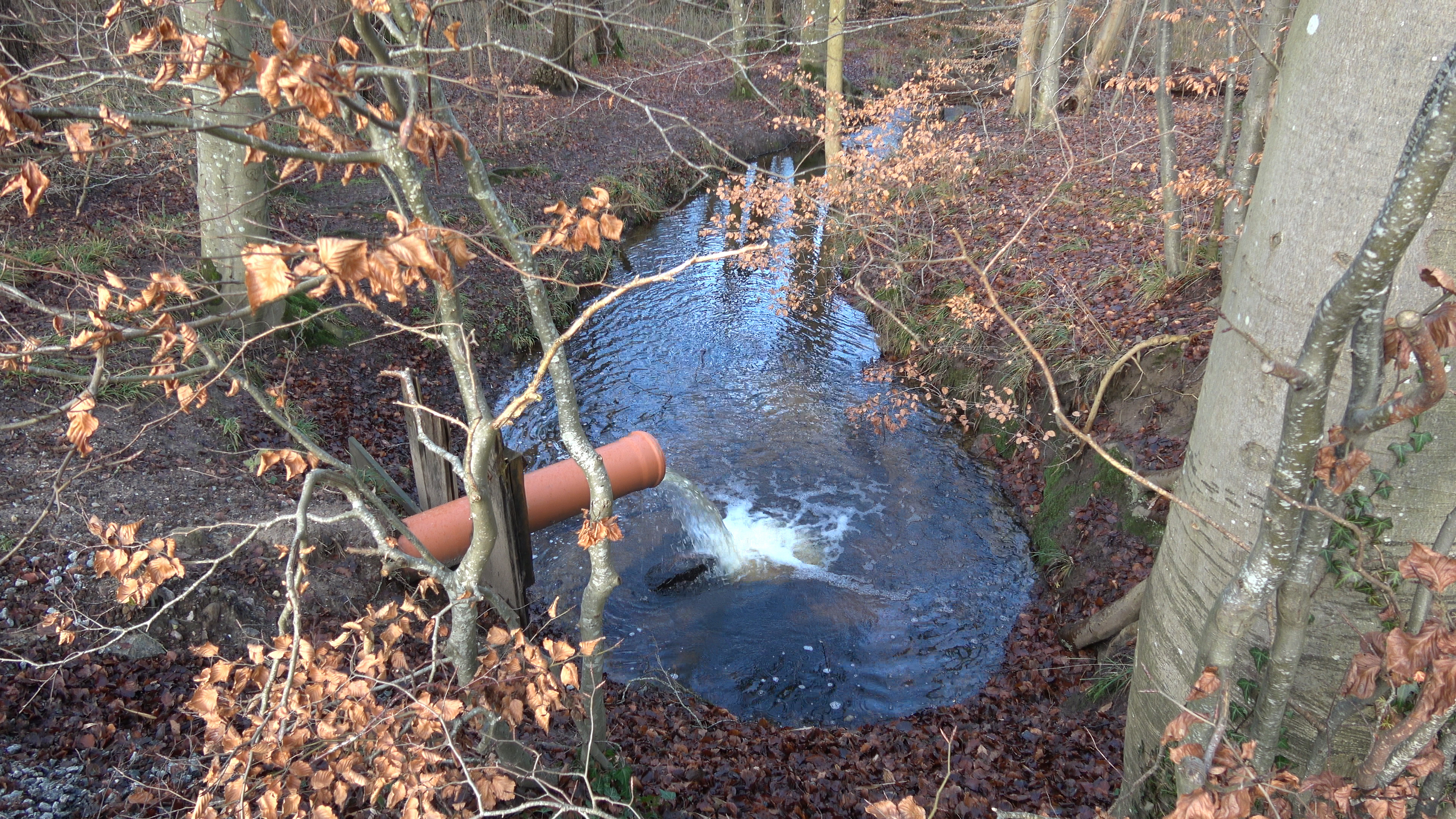
Ablauf des Roikier-Sees in den Wald Tremmerup
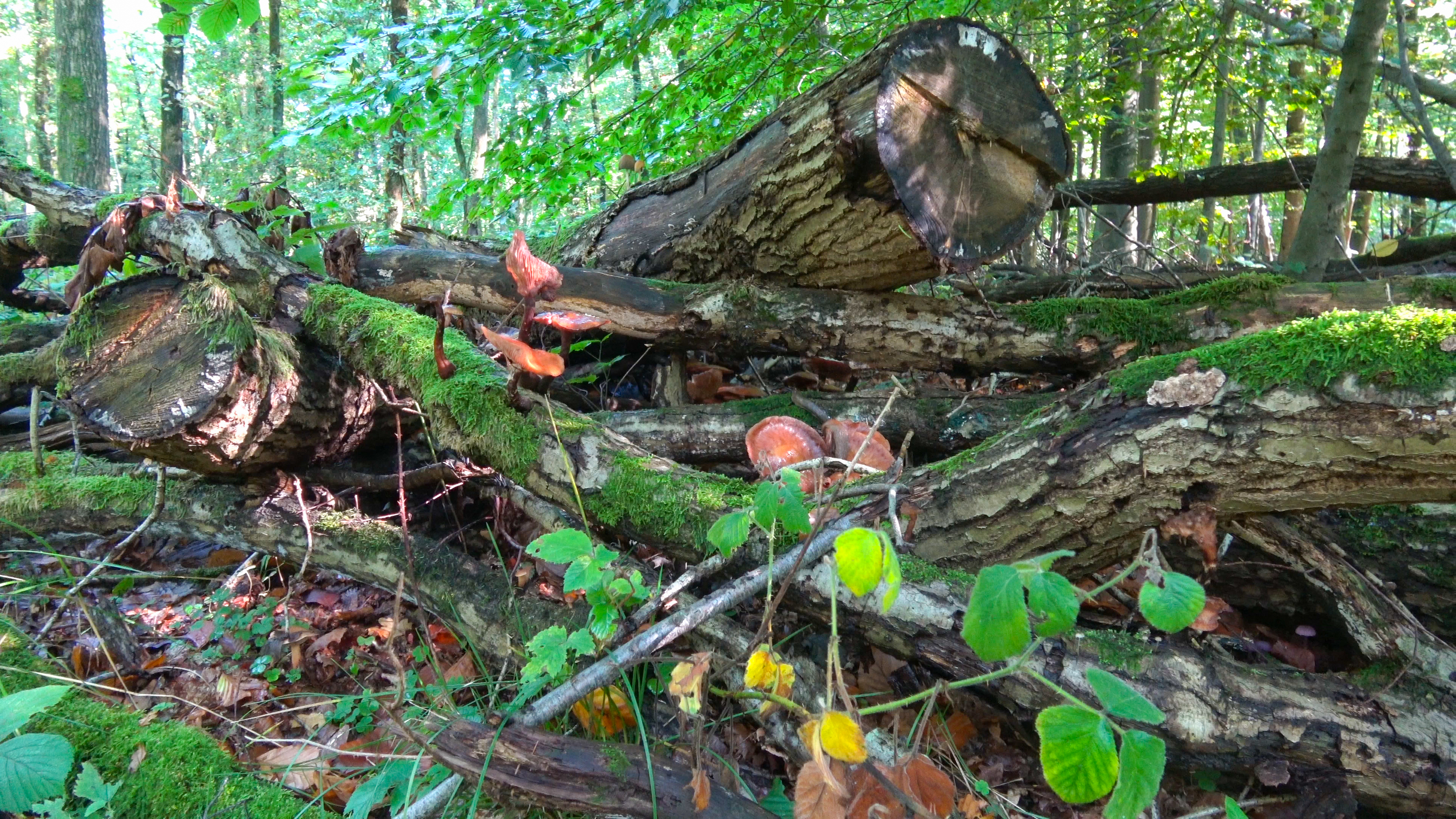
Pilze an Totholz im Süderholz
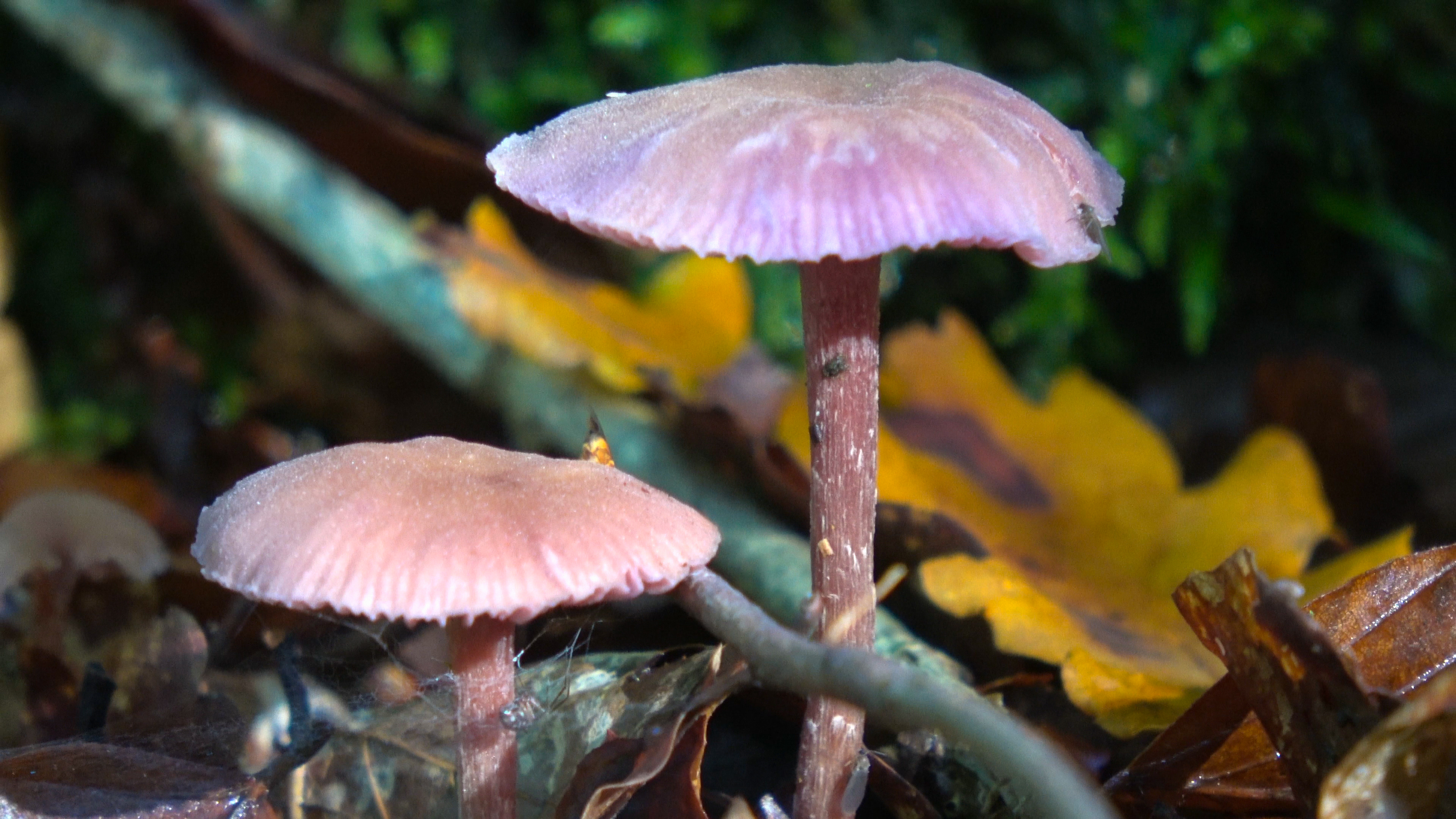
Pilze im Süderholz
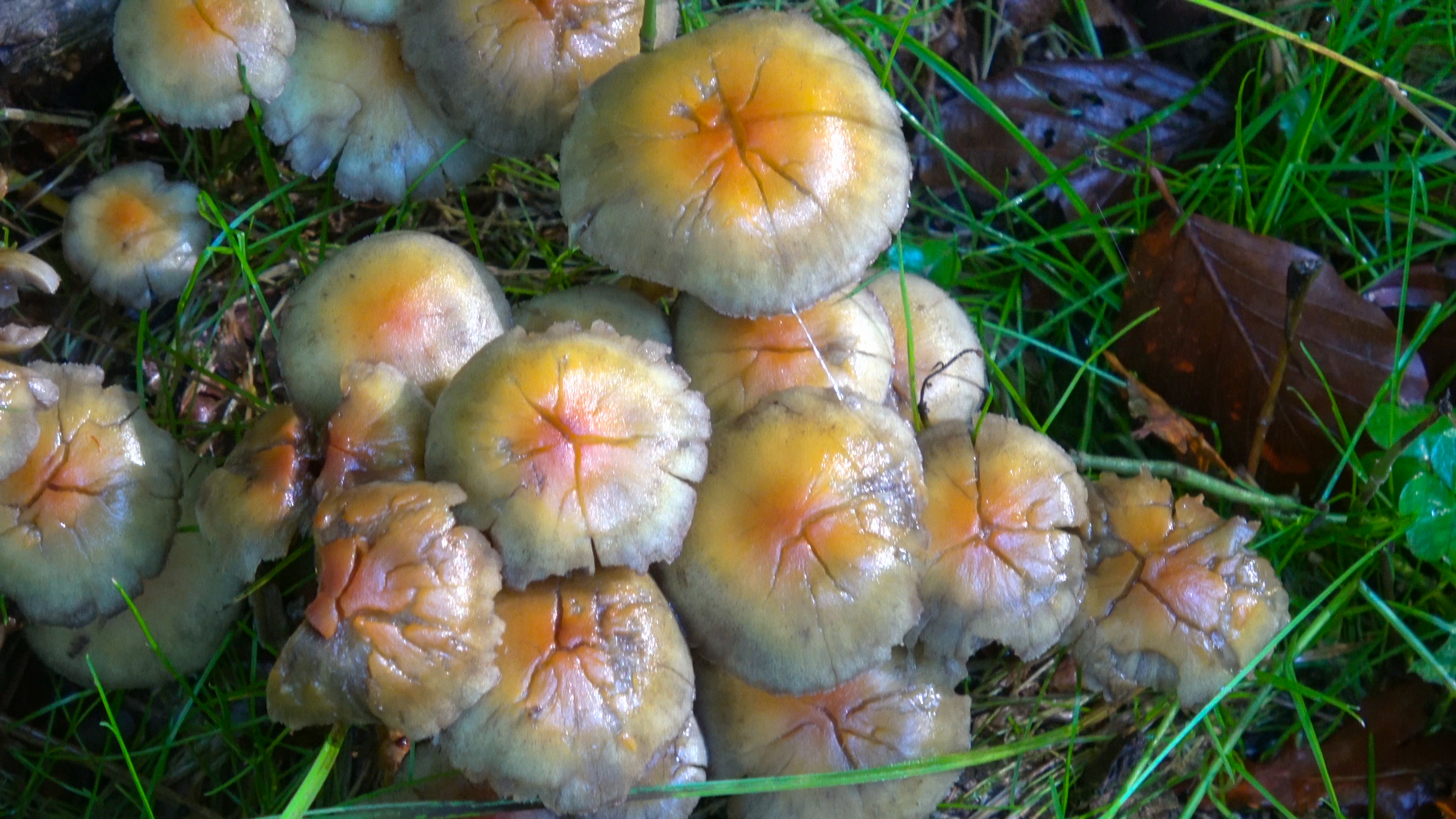
Pilze im Süderholz

#### Bildergalerie Teilgebiet 3 Gehege Friedeholz und NSG Pugumer See

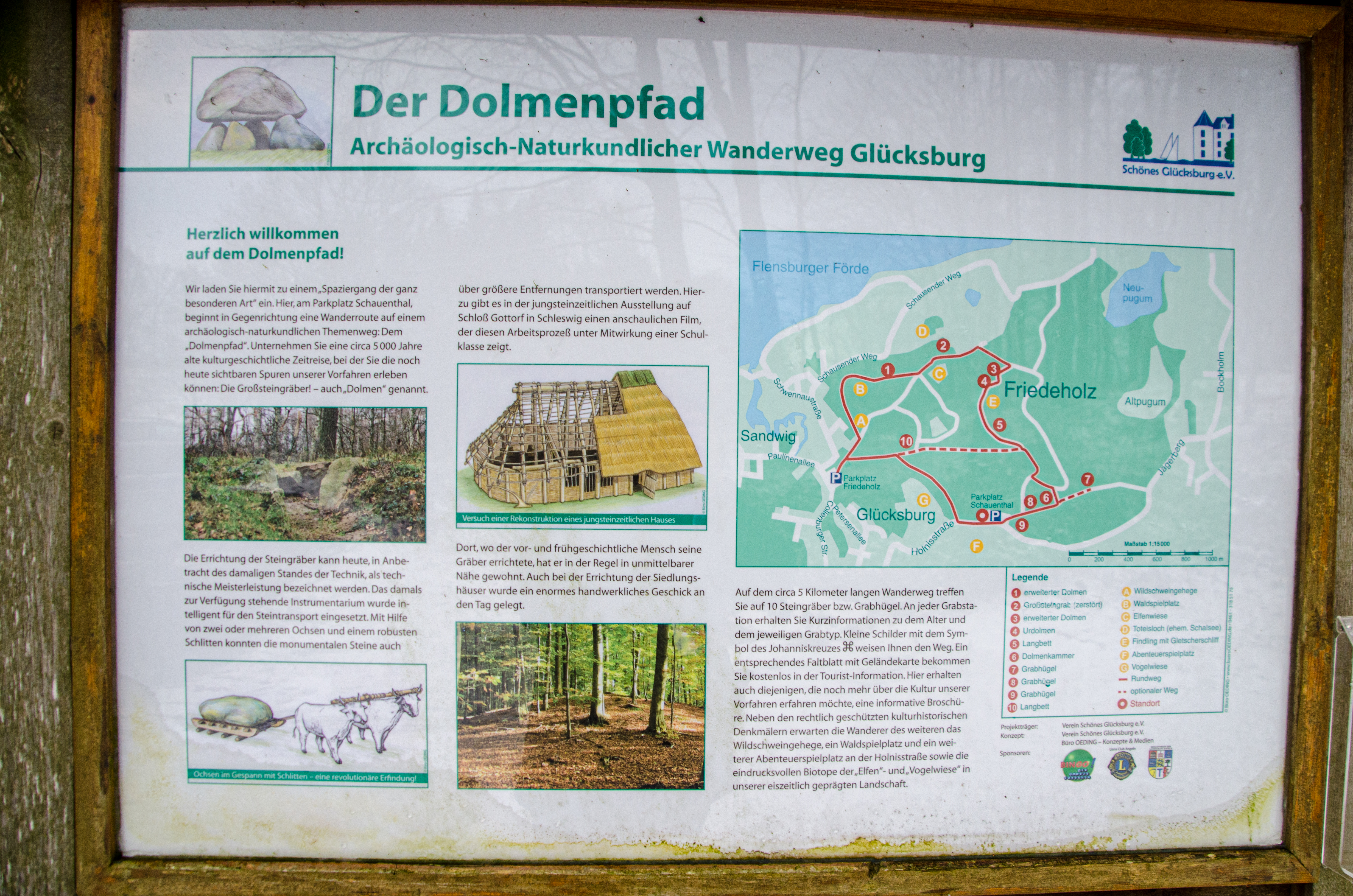
Archäologischer Wanderweg Glücksburg
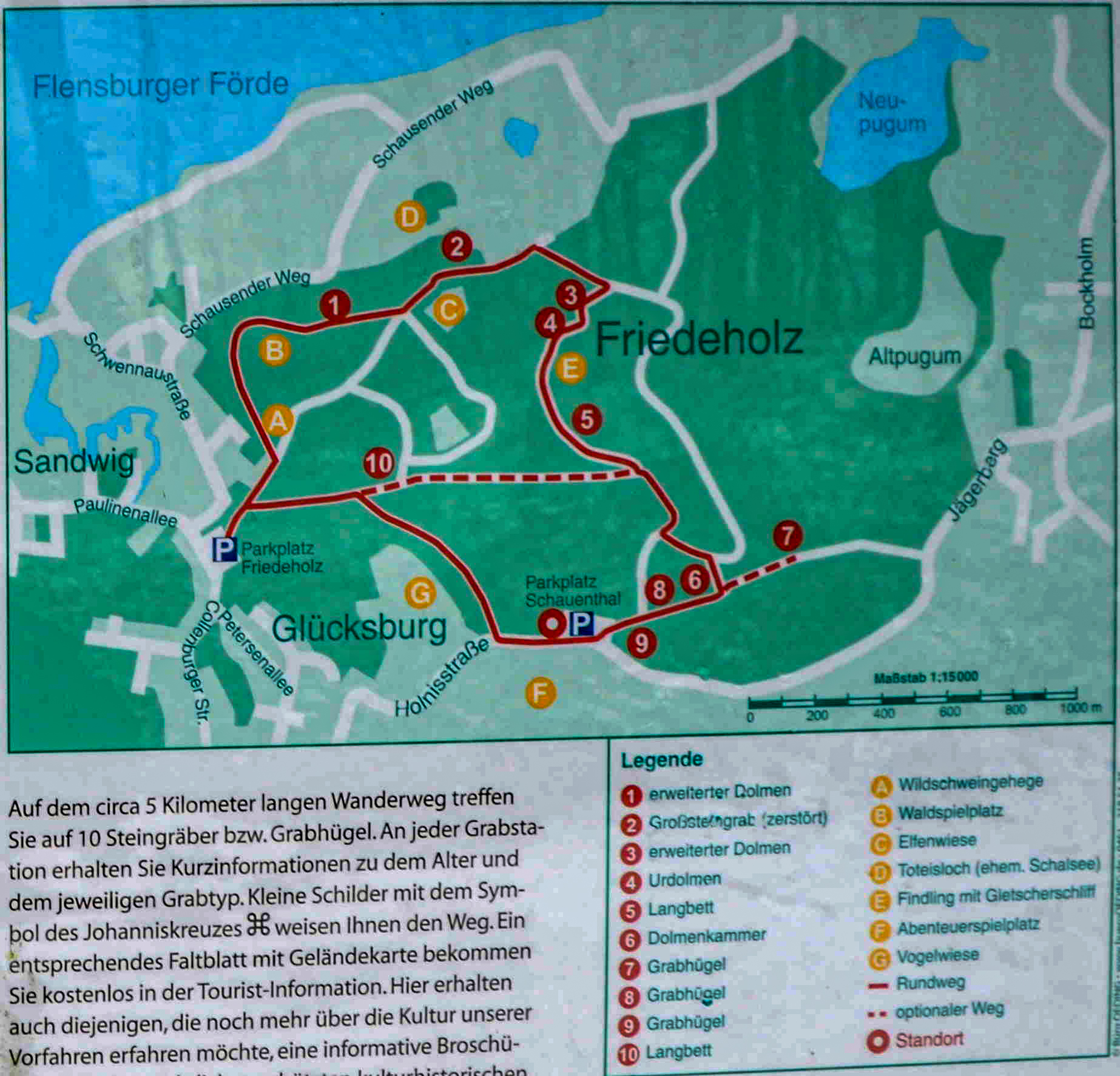
Archäologischer Wanderweg Glücksburg
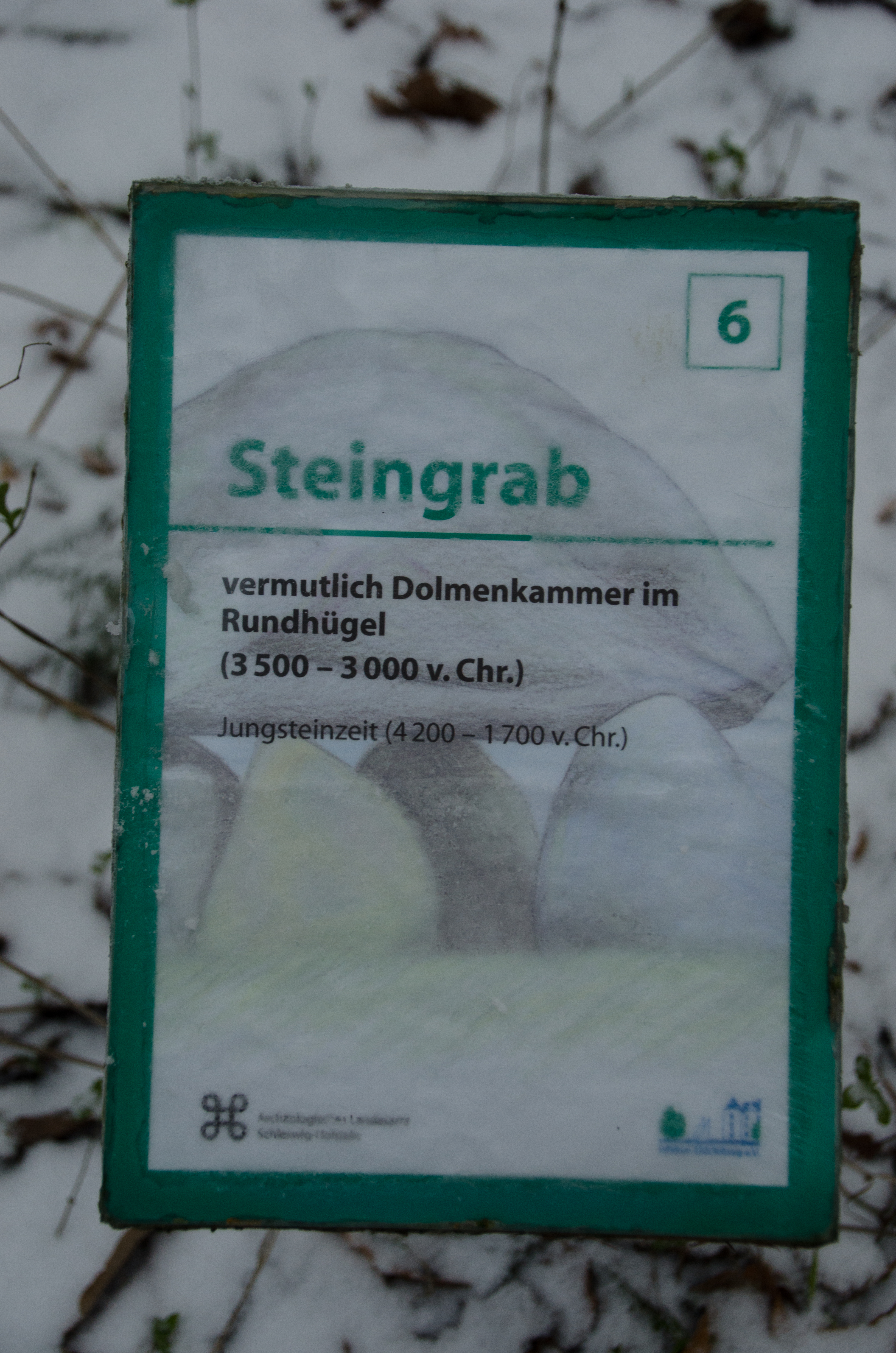
Hinweisschild zum steinzeitlichen Grabhügel
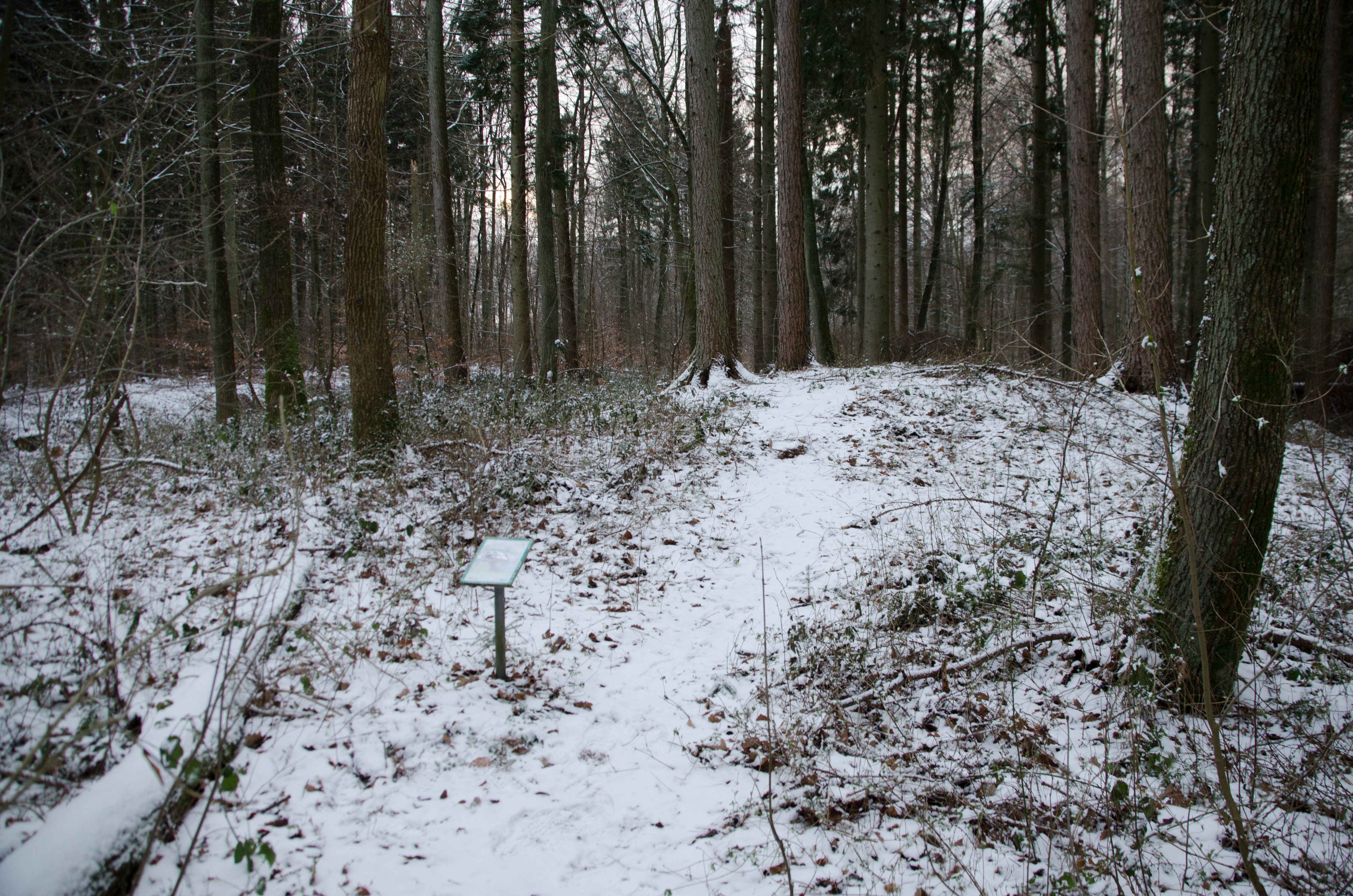
Steinzeitlicher Grabhügel
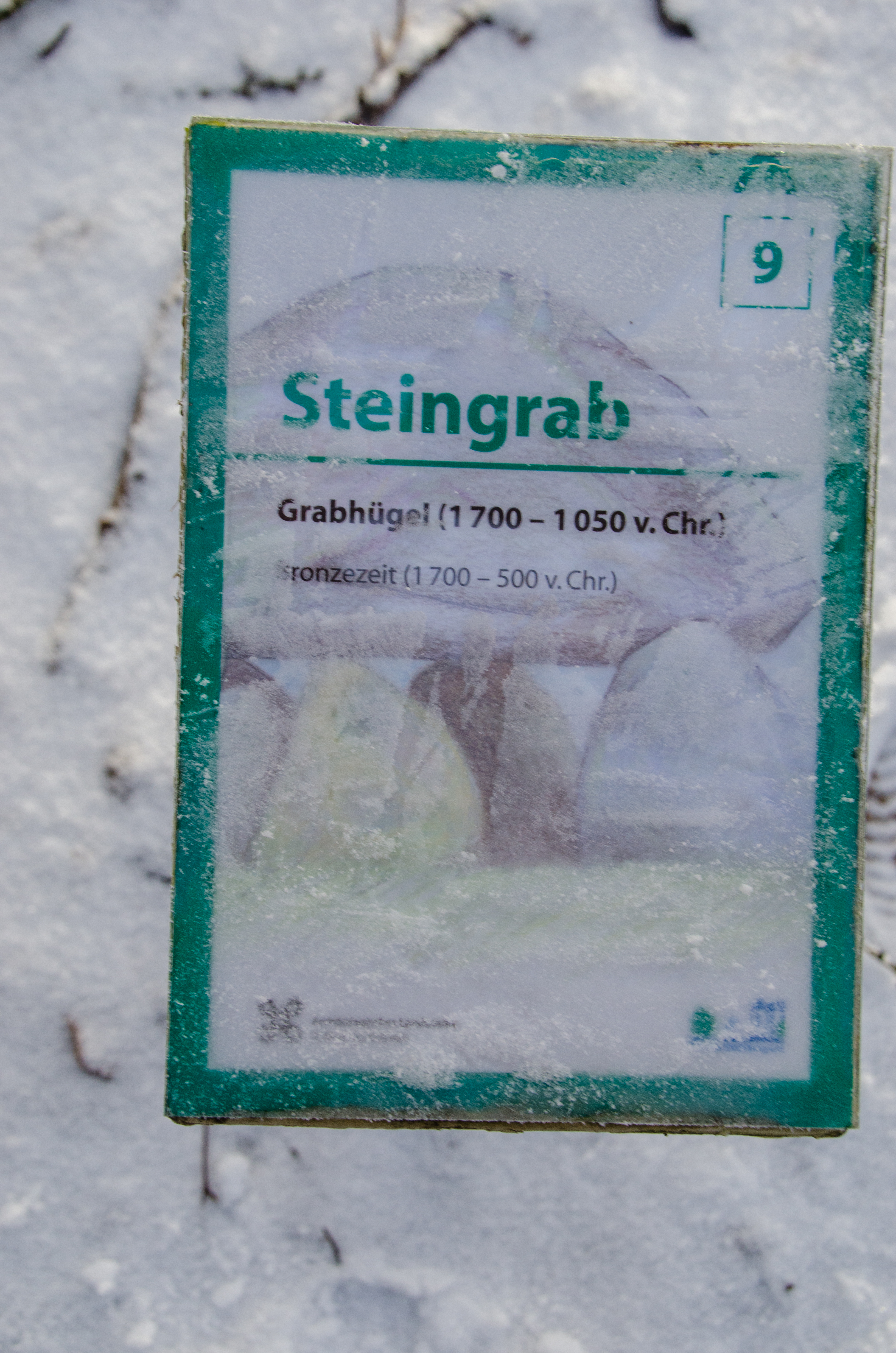
Hinweisschild zum bronzezeitlichen Grabhügel
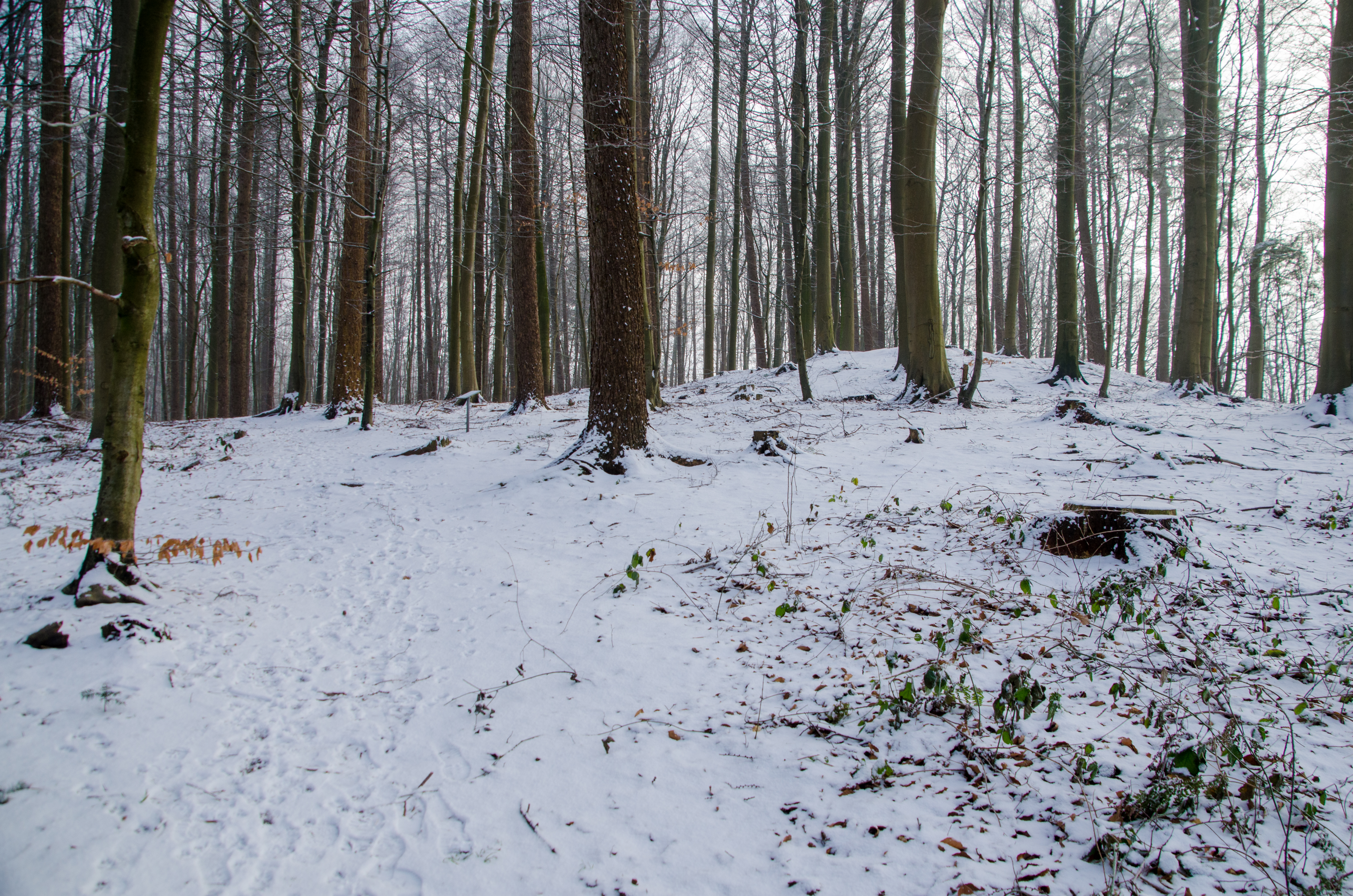
Bronzezeitlicher Grabhügel
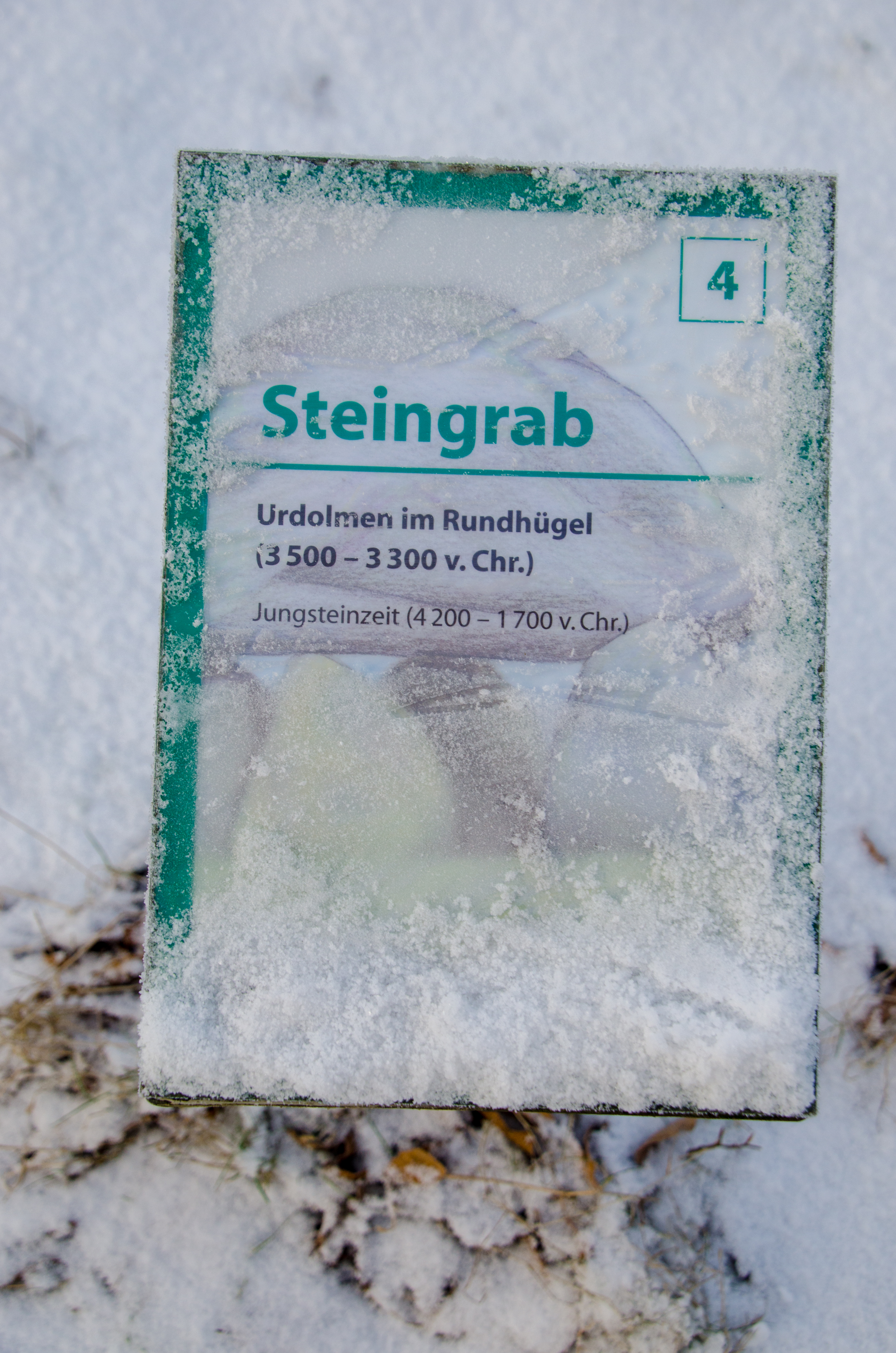
Hinweis auf Urdolmen im Rundhügel Nr. 4
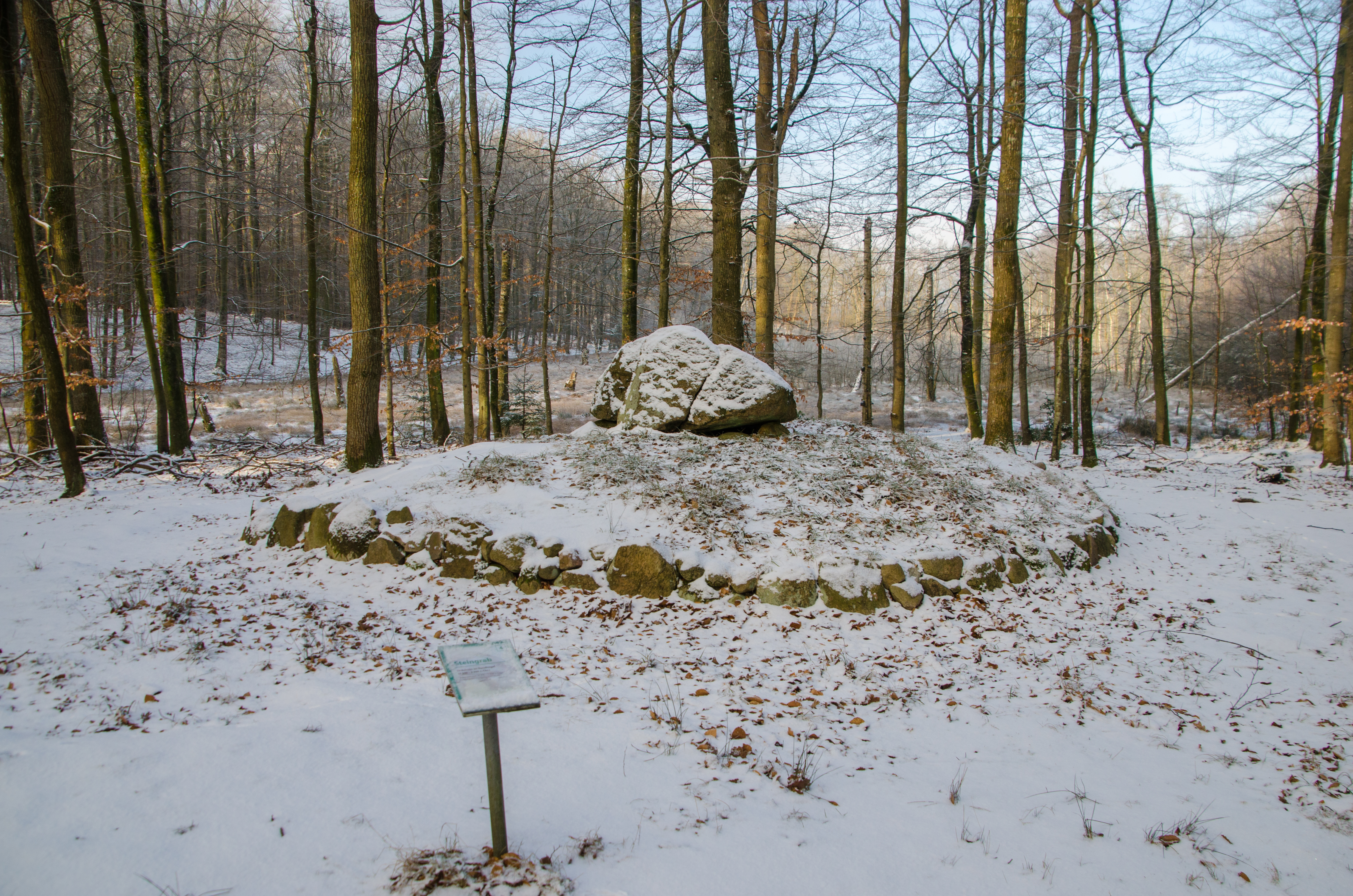
Urdolmen im Rundhügel Nr. 4
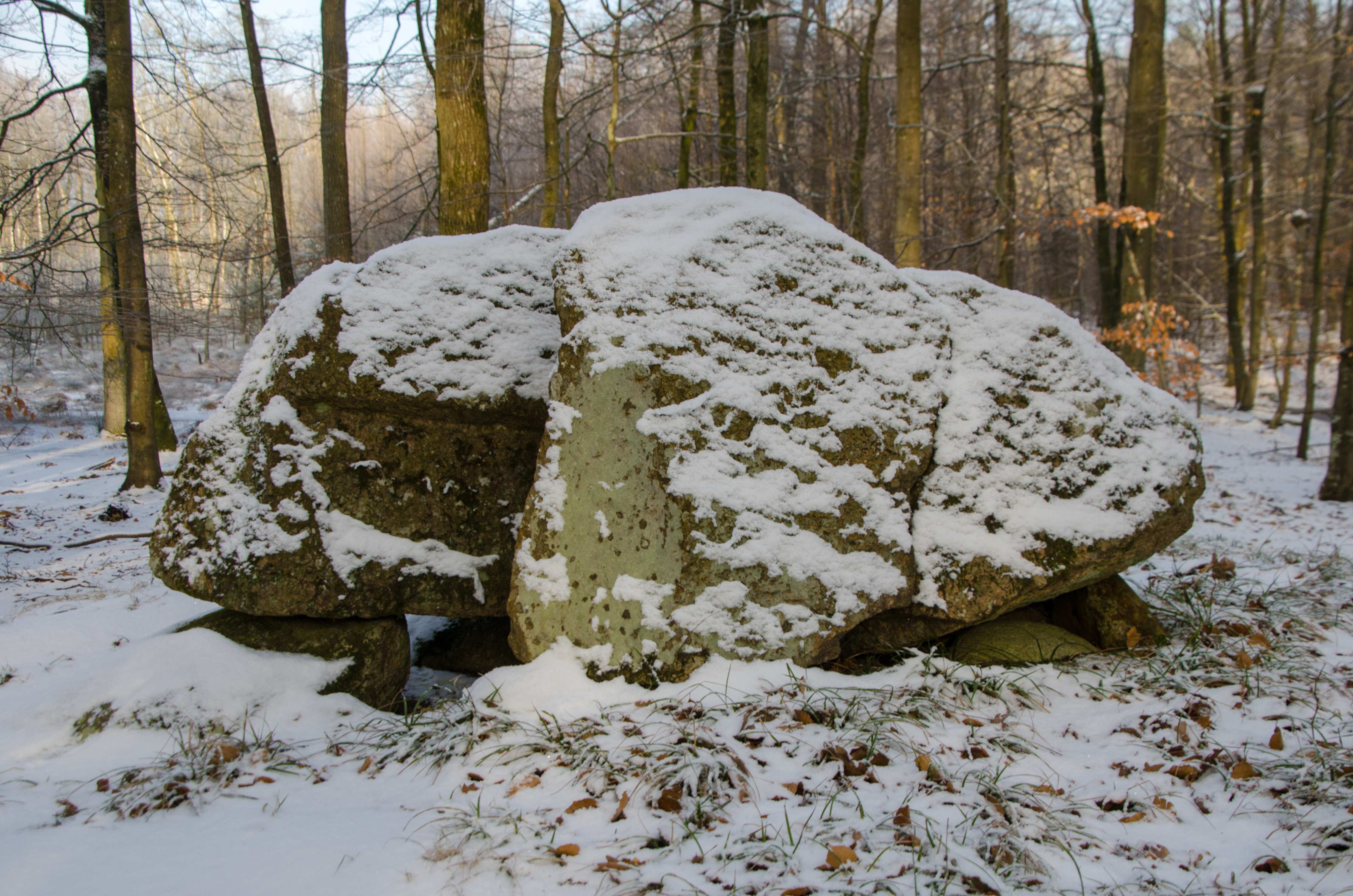
Urdolmen Nr. 4
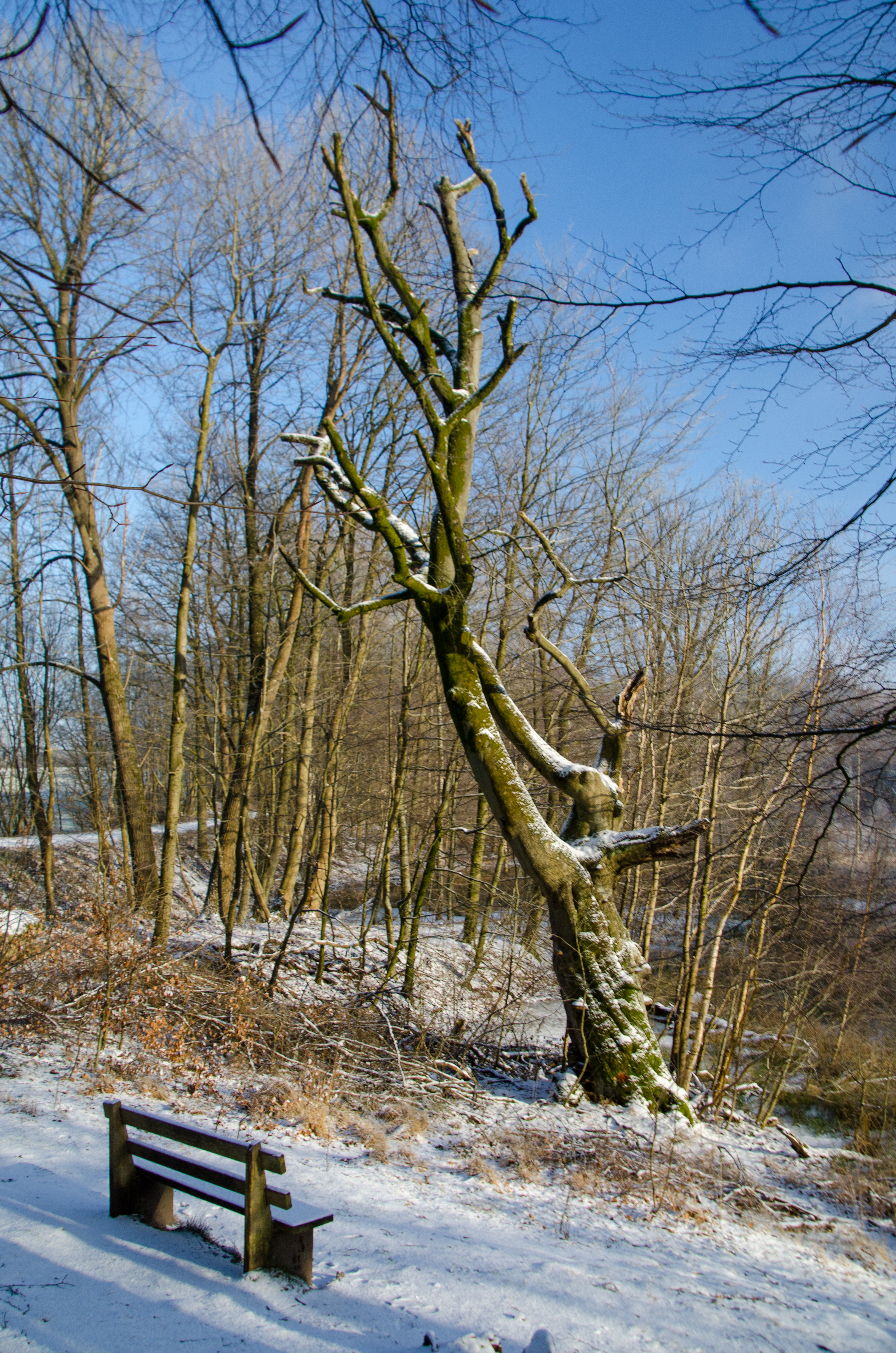
Am Übergangsmoor Elfenwiese im Friedeholz
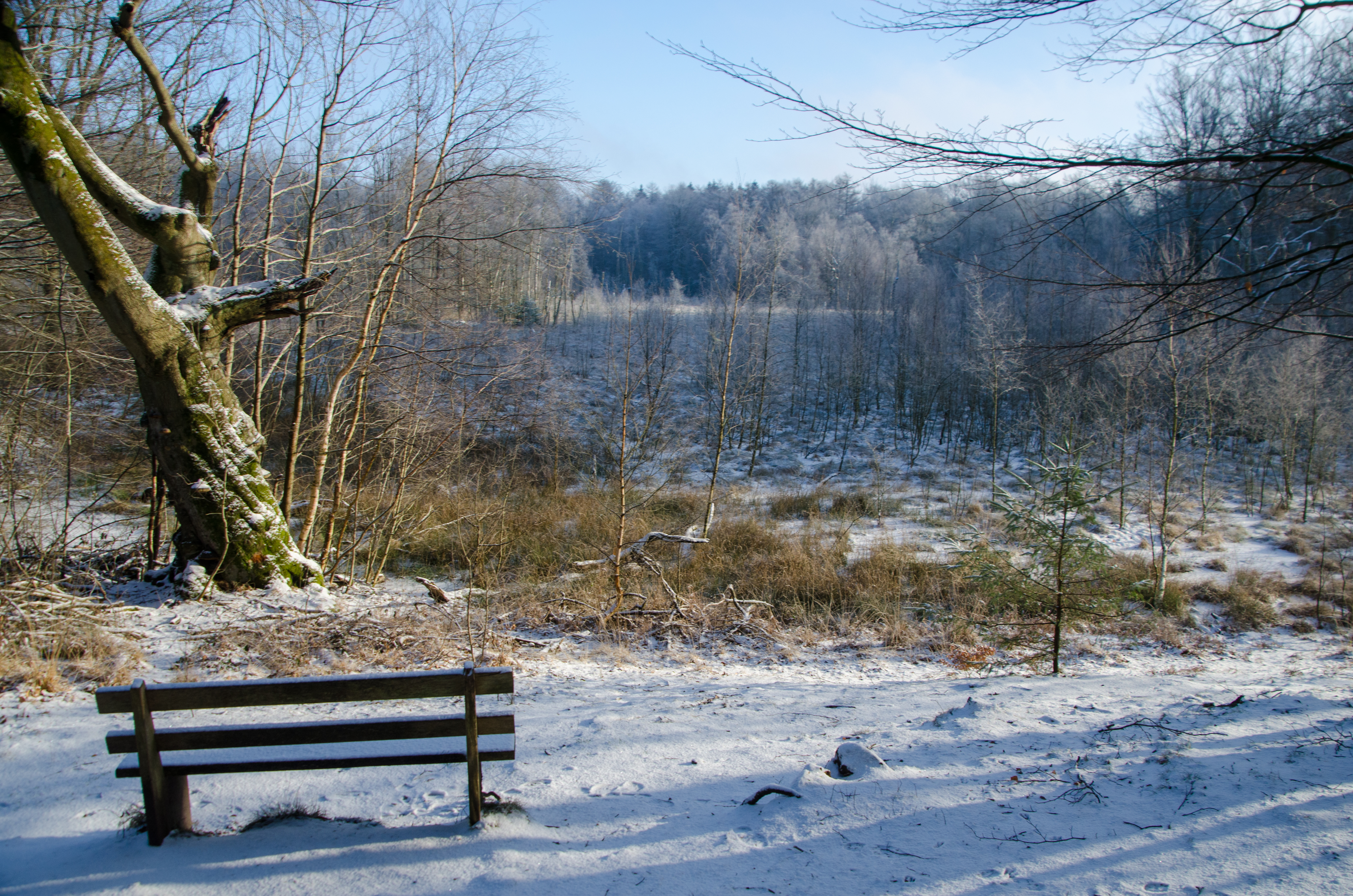
Am Übergangsmoor Elfenwiese im Friedeholz
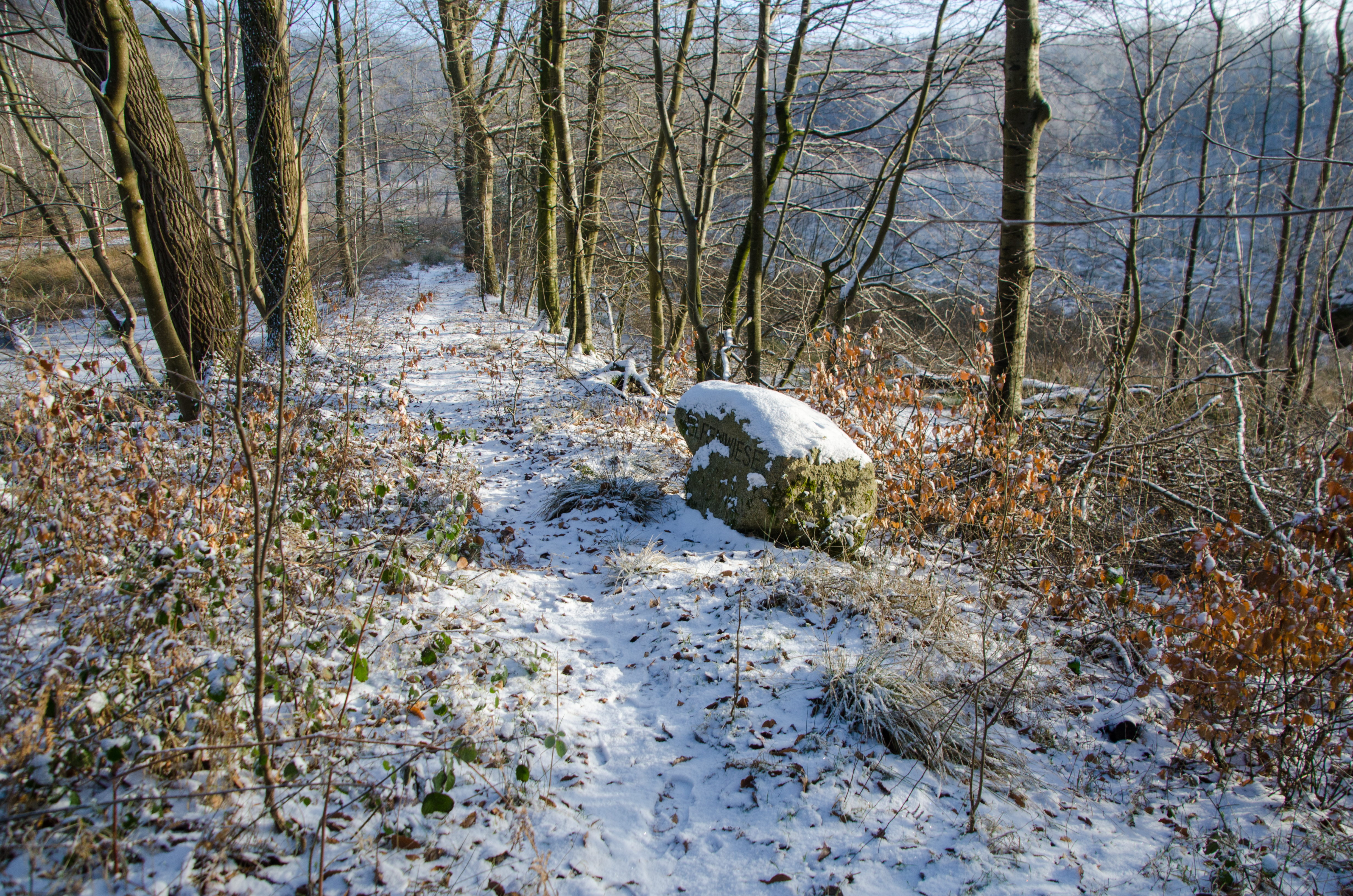
Am Übergangsmoor Elfenwiese im Friedeholz
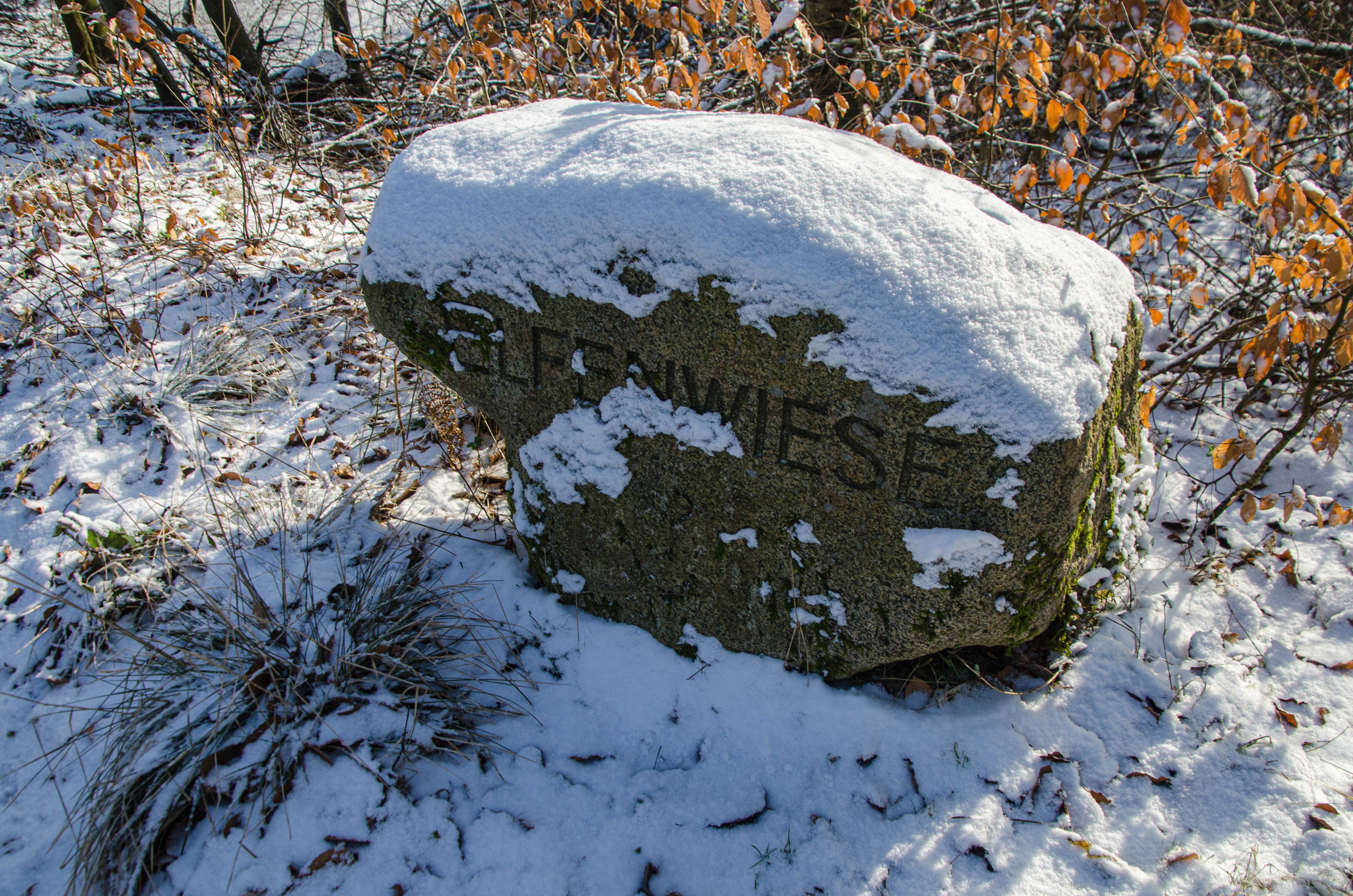
Namensstein am Übergangsmoor Elfenwiese im Friedeholz

### Teilfläche „Ostsee“
Der Managementplan des Ministeriums für Energiewende, Landwirtschaft, Umwelt und ländliche Räume des Landes Schleswig-Holstein enthält die Teilmanagementpläne für die Ostseeflächen des Fauna-Flora-Habitat-Gebietes „DE- 1123-393 Küstenbereiche der Flensburger Förde von Flensburg bis Geltinger Birk“ sowie für die Ostseeflächen des Europäischen Vogelschutzgebietes „DE 1123-491 Flensburger Förde“. Im Folgenden sollen nur die Aspekte des FFH-Gebietes DE-1123-393 der Teilfläche „Ostsee“ behandelt werden. Der Teilmanagementplan bezieht ausschließlich auf die Wasserfläche der Ostsee.

#### Gebietscharakteristik
Das FFH-Teilgebiet „Ostsee“ umfasst eine Fläche von 9052 ha. Es gelten eine Vielzahl von nationalen und internationalen Verordnungen, Vorschriften und Gesetzen.

#### Erhaltungsgegenstand
Für das FFH-Teilgebiet „Ostsee“ sind folgende 4 relevante Lebensraumtypen nach Anhang I der FFH-Richtlinie bestimmt worden.
Das Institut für Geowissenschaften der Christian-Albrechts-Universität Kiel hat das FHH-Teilgebiet „Ostsee“ ab 2014 begonnen, hochauflösend und flächendeckend zu kartieren. Danach sind vom Lebensraumtyp 1110 „Sandbänke mit nur schwacher ständiger Überspülung durch Meerwasser“ 611,7 ha und vom Lebensraumtyp 1170 „Riffe“ 418,4 ha ermittelt worden. Beide sind für das Teilgebiet gut bis hervorragend repräsentativ und in einem guten bis sehr gutem Erhaltungsstand.
Für das Teilgebiet „Ostsee“ wurde der Schweinswal als relevante FFH-Art nach Anhang II und IV FFH-Richtlinie bestimmt.
Für die deutsche Ostsee insgesamt kommt die Anfangsbewertung nach MSRL zu dem Schluss, dass u. a. der Schweinswal nicht in einem guten Umweltzustand ist und verweist dabei auf den schlechten Zustand des Schweinswals, nach aktueller HELCOM Bewertung und den ungünstigen-schlechten Zustand gemäß Bewertung nach FFH-RL. Zudem wird der Schweinswal in der aktuellen nationalen „Roten Liste“ als gefährdet eingestuft.

#### Erhaltungsziele
Für den Geltungsbereich des Teilplanes sind für das FFH-Gebiet aus den übergreifenden Zielen insbesondere die „Erhaltung repräsentativer Küstenlebensräume mit weitgehend natürlicher Küstendynamik einschließlich der offenen Wasserflächen der Förde sowie Übergängen von Land- zu Wasserlebensräumen“ und aus den Einzelzielen die Beschreibung der entsprechenden Lebensraumtypen und Arten von Bedeutung.

#### Analyse und Bewertung
Die Analyse und Bewertung liegt in tabellarischer Form vor.

#### Maßnahmenkatalog
Siehe Tabelle 9.1 des MP unter Spalte „Maßnahmen“ und MP „6.2. Notwendige Schutz- und Erhaltungsmaßnahmen“.

#### Erfolgskontrolle und Monitoring der Maßnahmen
Das Monitoring erfolgt in Schleswig-Holstein alle 6 Jahre.